# Guerra das Malvinas
A Guerra das Malvinas (em inglês:  Falklands War; em castelhano:  Guerra de las Malvinas) ou Guerra do Atlântico Sul foi um conflito armado entre a Argentina e o Reino Unido ocorrido nas Ilhas Malvinas (em inglês Falklands), Geórgia do Sul e Sandwich do Sul entre os dias 2 de abril e 14 de junho de 1982 pela soberania sobre estes arquipélagos austrais reivindicados em 1833 e dominados a partir de então pelo Reino Unido. Porém, a Argentina reclamou como parte integral e indivisível de seu território, considerando que elas se encontram "ocupadas ilegalmente por uma potência invasora" e as incluem como partes da província da Terra do Fogo, Antártica e Ilhas do Atlântico Sul.
O saldo final da guerra foi a recuperação do arquipélago pelo Reino Unido e a morte de 649 soldados argentinos, 255 britânicos e 3 civis das ilhas. Na Argentina, a derrota no conflito fortaleceu a queda da Junta militar que governava o país e que havia sucedido as outras juntas militares instaladas através do golpe de Estado de 1976 e a restauração da democracia como forma de governo. Por outro lado, no Reino Unido, a vitória no confronto permitiu ao governo conservador de Margaret Thatcher obter a vitória nas eleições de 1983.

## Antecedentes

Mapa das ilhas Malvinas (com os topônimos argentinos).

As ilhas Malvinas, Geórgia do Sul e Sandwich do Sul são três arquipélagos situados no Oceano Atlântico, perto da costa argentina, que constituem um domínio colonial britânico desde 1833. Não obstante, desde a sua ocupação em 1690 foram motivos de conflito entre o Reino Unido, França e Espanha, e depois entre o Reino Unido e a Argentina, que se considera herdeira dos direitos espanhóis sobre estas ilhas. Neste período, surgiram diversas discussões para estabelecer uma ou outra soberania, que terminaram com a ocupação britânica de 1833.
Só um destes arquipélagos, as ilhas Malvinas, tem uma população civil nativa permanente (chamados em inglês de kelpers). Geralmente de origem escocesa, esta população se considera britânica e apoia o estado atual de soberania sobre estas ilhas. As outras duas estão ocupadas, essencialmente, por cientistas. Em 1965 a Argentina conseguiu que a ONU aprovasse a resolução 2065, qualificando a disputa como um problema colonial e convocando as partes para negociar uma solução; não obstante, as negociações ficaram infrutíferas durante os próximos dezessete anos. De todas as formas, as relações entre a Argentina, o Reino Unido e os habitantes das Ilhas até os finais da década de 1960 e o início da década de 1970 foram excelentes. Tanto assim, que durante grande parte dos anos anteriores à guerra, semanalmente operava uma ponte aérea entre a Argentina e Puerto Argentino/Port Stanley, da qual os insulares dependiam para provisão e assistência médica. Sendo que a pista de aterrissagem original de Puerto Argentino/Port Stanley (feita em alumínio) foi construída pela Força Aérea Argentina.

### A importância das ilhas
Em outros tempos, nestas ilhas existiram importantes postos de caça de baleias, porém a prática provocou o desaparecimento de numerosas espécies de baleias nos mares austrais e fez com que a importância econômica dos três arquipélagos fosse reduzida. O interesse por elas obedece fundamentalmente a três causas:
1. Tanto a Argentina como o Reino Unido consideram que a soberania sobre estes territórios representa uma questão de orgulho e credibilidade nacional;
2. O controle deste arquipélago encerra uma posição estratégica ao seu ocupante sobre o cruzamento austral e o seu tráfego marítimo;
3. A recente notícia de exploração de petróleo por ingleses, próximo às Malvinas, pode indicar que os britânicos sabiam da existência de combustíveis fósseis na região.

### Compra de armas
|                                                                        |  |                                                                           |
| O tenente-general Leopoldo Galtieri, líder da Junta Militar Argentina. |  | O almirante Jorge Anaya, um dos grandes entusiastas da invasão das ilhas. |

Para reforçar os estoques bélicos destinados à guerra, o governo militar utilizou a empresa Aerolíneas Argentinas para transportar armas e munições da África do Sul, Israel e Líbia em voos secretos e aeronaves civis modificadas.
As relações entre a junta militar argentina e o governo de Margaret Thatcher foram inicialmente amigáveis. Membros da junta foram convidados a Londres, incluindo o ex-chefe da marinha, Emilio Massera, responsável por centenas de desaparecimentos, e o ministro das finanças argentino, José Martínez de Hoz, que defendia conceitos econômicos próximos ao Thatcherismo. Margaret Thatcher encerra um programa de ajuda aos refugiados latino-americanos que fogem da perseguição, que havia sido introduzido pelo governo trabalhista anterior. As vendas de armas para a Argentina aumentaram com os Conservadores no poder. Apenas quatro dias antes de a Argentina invadir as Malvinas, o governo britânico ainda estava tentando vender bombardeiros para a junta.

### A decisão de atacar
A ditadura militar que governava a Argentina em 1982 tinha como parte significativa de seu apoio um exacerbado sentido de patriotismo. A questão das Malvinas ocupava um lugar central nesta estrutura ideológica. No início dos anos 1980, o modelo econômico da Junta militar se esgotou, com as consequentes tensões sociais: 90% de inflação anual, recessão profunda, interrupção de boa parte das atividades econômicas, banalização do IVA (imposto ao valor agregado), empobrecimento da classe média, grande aumento do endividamento externo das empresas e do Estado, salário real cada vez mais baixo, aumento da pobreza e de seus efeitos, etc. A substituição do chefe da Junta Jorge Rafael Videla pelo general Roberto Viola e posteriormente pelo general Leopoldo Fortunato Galtieri é o indicativo desta crise econômica, social e política, e era o momento certo em que a decisão de recuperar as ilhas se põe em prática com o objetivo de recuperar o crédito perdido entre os setores sociais sensíveis a este discurso patriótico.
Esta decisão se baseou em três características militares que, a princípio, pareciam certas:
1. A guarnição britânica nas ilhas Malvinas, Geórgia do Sul e Sandwich do Sul era reduzida, e a distância em relação à metrópole impedia a chegada de reforços a tempo;
2. A capacidade de guerra anfíbia do Reino Unido a meio mundo de distância não parecia estar à altura destas circunstâncias, apesar do seu grande poderio aeronaval;
3. Não parecia provável que o Reino Unido realizaria um contra-ataque em grande escala, afetando o território continental argentino — por exemplo, usando seus submarinos nucleares — por uma questão colonial sobre algumas ilhas remotas.

Não obstante, a Junta não teve em conta os elementos geopolíticos e diplomáticos essenciais na hora de tomar tal decisão:
1. Existiam numerosos conflitos fronteiriços no mundo. No contexto da Guerra Fria, não era provável que a comunidade internacional visse com bons olhos a ação violenta de um deles, pois isso poderia legitimar e, mesmo, desencadear várias guerras regionais nos cinco continentes;
2. No contexto da Guerra Fria, os Estados Unidos davam mais importância à OTAN, concebida diretamente para deter a URSS, que ao Tratado Interamericano de Assistência Recíproca (TIAR), mais orientado para conter o comunismo na América Latina e percebido como de interesse secundário por Washington;
3. Uma ditadura de direita não poderia esperar apoio da URSS, nem de nenhum de seus países satélites ou daqueles por ela influenciados, nem tampouco da maior parte das democracias ocidentais, de onde as graves violações dos Direitos Humanos cometidas pela Junta Militar argentina já eram de domínio generalizado da opinião pública;
4. A Junta subestimou, aliás, as estreitas relações entre os Estados Unidos e o Reino Unido que transcendem o marco da OTAN;
5. O Reino Unido é membro permanente do Conselho de Segurança da ONU, com direito a veto;
6. A Junta subestimou a importância que tem para a credibilidade do Reino Unido a manutenção dos territórios coloniais da Comunidade Britânica das Nações (Commonwealth);
7. 1982 era um ano eleitoral no Reino Unido. Se em algum momento houvesse dúvida em dar resposta ou não a uma invasão, a proximidade dos comícios impediria que um fato humilhante como este fosse resolvido por meio de negociações. Numa pesquisa realizada a poucos dias do início da guerra, 28% da população britânica declarou que «a questão das Malvinas» ia a ser o seu elemento fundamental de decisão de voto;
8. A Junta subestimou o potencial e a habilidade militar de que por vários séculos foi a Armada mais poderosa do mundo, e particularmente a capacidade de alguns de seus elementos substanciais.

Com esta análise errônea, o Governo argentino articulou um plano para a recuperação militar dos três arquipélagos em disputa, chamado de Operação Rosário, cuja idealização foi obra do almirante Jorge Isaac Anaya, membro da Junta militar presidida por Galtieri, no final de 1981 e início de 1982.

## A Operação Rosário

### A última operação em Thule do Sul
Já em 18 de março de 1977, a Armada Argentina havia estabelecido a estação científica Corveta Uruguay na ilha Morrell (grupo Thule do Sul), no arquipélago das ilhas Sandwich do Sul, e estava operando desde então. Esta instalação teve grande repercussão na imprensa argentina, porém o Reino Unido havia optado por ignorá-la, considerando-a irrelevante.

### Movimentos sutis: o desembarque nas Ilhas Geórgia do Sul
| Forças argentinas | Forças britânicas                                                                                               |
| --- | --- |
| Força de Operações 60: | |
| (Comandante: capitão C. Trombetta) | |
| • Insignia de navio: transporte polar (B-1) ARA Bahía Paraíso (9 600 t) com 1 helicóptero Puma + 1 Alouette (1978).                                                     | • Navio de patrulha ártica HMS Endurance (3 600 t), com dois helicópteros Wasp. (Capitão: Nick J. Barker, CBE.) |
| • Corveta lança-mísseis A-69 (P-32) ARA Guerrico (1 250 t) com quatro lança-mísseis MM-38 Exocet antinavio (4 mísseis ao todo), 1 canhão de 100 mm + 2 de 20 mm (1978). | |
| • Navio de transporte (B-6) ARA Bahía Buen Suceso (3 100 t, 1951). | |
| • 100 fuzileiros navais embarcados | • 22 fuzileiros navais (do 22º Royal Marines) em terra                                                          |

No final de 1979, um homem de negócios argentino chamado Constantino Davidoff, dedicado ao comércio de sucatas, havia adquirido de uma companhia escocesa os direitos sobre as três antigas estações baleeiras em Leith (ilhas Geórgia do Sul). Nestas ilhas, administradas pelo governador das Malvinas, eram unicamente habitadas pelos cientistas da British Antarctic Survey (BAS: Pesquisa Antártica Britânica), dirigidas por Steve Martin e estacionadas em Grytviken, a cerca de 40 km de Leith.
Davidoff obteve permissão da embaixada britânica para fazer um porto em Leith junto com os 41 trabalhadores, supostamente com objetivo de exercer o seu negócio. Porém, entre os trabalhadores estava um grupo de mergulhadores táticos (tropa de elite da Marinha Argentina). A partida chegou a Leith em 19 de Março de 1982 a bordo do navio de transporte de tropas Bahía Buen Suceso, comandado pelo capitão Briatore.
Como é protocolar, Davidoff deveria ter-se apresentado a Martin ao atracar nas ilhas Geórgia do Sul. Não somente deixou de fazê-lo como os «trabalhadores» por ele trazidos hastearam a bandeira argentina em Leith. Inconformado com estes fatos, Martin envia um dos cientistas para conversar com os argentinos e informar-lhes de que pisaram em solo britânico e devem observar certas normas. Ainda não é o momento; a equipe de trabalho obedece e a bandeira é retirada. Não obstante, Martin dá ciência dos fatos ao governador das Malvinas Rex Hunt.
Para o capitão Nick Barker, do HMS Endurance, este incidente foi surpresa. Ele havia passado quinze anos nessas águas e fazia tempo que observava movimentos estranhos por parte dos argentinos, tanto que já havia informado aos seus superiores, embora estes não dessem ouvidos. Decidiu então mandar um de seus helicópteros Wasp para fazer um reconhecimento. A partir do navio Bahía Paraíso os argentinos enviam um helicóptero tipo Alouette em atitude agressiva, com o próprio capitão Trombetta a bordo. Barker retira sua aeronave. Em terra, não obstante, dois royal marines observaram estes movimentos e os notificam ao seu superior em Grytviken, o tenente Keith P. Mills. Na Geórgia do Sul, todo mundo sabe que a guerra iminente. Em Londres, sem dúvida, não. Whitehall notifica a Barker e Mills que se os argentinos tentarem tomar Grytviken, os soldados britânicos devem usar os coletes de combate amarelos, utilizados para operações antiterroristas na Irlanda do Norte.
No dia 29 de março de 1982, Trombetta levanta âncora e o navio Bahía Paraíso se perde no Atlântico Sul. Em Leith permanecem os fuzileiros navais. Por fim, em 30 de março, a inteligência britânica se dá conta que é iminente uma operação militar argentina sobre as Malvinas.

### O desembarque nas ilhas Malvinas
| Forças argentinas | Forças britânicas                               |
| --- | ----------------------------------------------- |
| Força de Operações 40: |                                                 |
| (Comandante: vice-almirante Juan Lombardo) | Comandante: governador Rex Hunt                 |
| • Destróier D-1 Hércules (4 100 t) com 1 lançador MM38-Exocet antinavio (4 tubos), 2 lança-mísseis antiaéreos Sea Dart, 1 canhão de 114 mm, 2 antiaéreos de 20 mm, 2 lançadores triplos de torpedos de 324 mm e 2 helicópteros 2 SH-3H (1976).           | • Navio civil costeiro Forrest.                 |
| • Destróier D-2 Santísima Trinidad (4 100 t) com 1 lançador MM38-Exocet antinavio (4 tubos), 2 lança-mísseis antiaéreos Sea Dart, 1 canhão de 114 mm, 2 antiaéreos de 20 mm, 2 lançadores triplos de torpedos de 324 mm e 2 helicópteros 2 SH-3H (1976). |                                                 |
| • Corveta pesada P-31 Drummond (1 250 t) com 1 lança-mísseis MM-38 Exocet antinavio (4 tubos), 1 canhão de 100 mm + 1 de 40 mm (1978). |                                                 |
| • Corveta pesada P-33 Granville (1 250 t) com 1 lança-mísseis MM-38 Exocet antinavio (4 tubos), 1 canhão de 100 mm + 1 de 40 mm (1978). |                                                 |
| • Submarino S-21 Santa Fé (1 526 t) (ex-USS Catfish SS 339) com dez tubos lança-torpedos de 254 e 533 mm (1944, modernizado em 1960). |                                                 |
| • Navio quebra-gelos de transporte de tropas Q-5 Almirante Irízar (14 900 t) com dois helicópteros ligeiros (1978). |                                                 |
| • Navio de transporte de tropas Isla de los Estados (3 100 t, 1951). |                                                 |
| • Navio de desembarque LST Cabo San Antonio (8 000 t, 1944). |                                                 |
| • 102 mergulhadores táticos embarcados. | • 67 fuzileiros navais (Unidade 8901) em terra. |
| • 1º e 2º batalhão de fuzileiros blindado (com veículos anfíbios LVTP-7). | • 23 membros da Força Voluntária de Defesa.     |
| • Outro número indeterminado de tropas de infantaria do Regimento de Infantaria 25 do exército argentino. |                                                 |

No dia 26 de março de 1982, uma importante força naval argentina havia partido de Porto Belgrano sob o pretexto de realizar algumas manobras com a frota uruguaia. Na verdade, partiram para as Malvinas, embora o mau tempo os tenha atrasado. No dia 30, a inteligência britânica notifica ao governador Rex Hunt de que a ameaça é real e que se espera a invasão para o dia 2 de abril. Hunt reúne as suas poucas tropas e as envia para a defesa das ilhas. Na manhã do 1 de abril, apagam o farol e inutilizam o pequeno aeroporto local e seus radares.
Às 21 horas do dia 1 de abril de 1982, 92 mergulhadores táticos argentinos, sob o comando do capitão de corveta Guillermo Sánchez-Sabarots, deixam o destróier Santísima Trinidad e desembarcam em Mullet Creek às 23 horas. Nesta mesma hora, o submarino Santa Fé emerge e envia outros dez mergulhadores táticos para colocar as boias de radionavegação. Quando o Santa Fé emerge, é detectado pelo radar de navegação do navio costeiro Forrest dando início às hostilidades.
À 1h30 do dia 2 de abril de 1982, os homens de Sánchez-Sabarots se dividem em dois grupos. O primeiro, comandado por ele mesmo, se dirige aos acampamentos de infantaria da marinha britânica em Moody Brook para atacá-los. O segundo, sob o comando do capitão de corveta Pedro Giachino, avança até Puerto Argentino com o objetivo de tomar o Palácio do Governador e capturá-lo. Porém os britânicos, de sobreaviso, evacuaram os acampamentos e estão colocados em posições de combate para defender a localidade.
Passado o meio-dia do dia 3 de abril de 1982, a bandeira argentina tremula sobre as ilhas Malvinas, nas ilhas Geórgia do Sul e as ilhas Sandwich do Sul (nestas últimas fazia vários anos). Sucedem grandes manifestações de alegria patriótica por toda a Argentina. Fotos dos soldados britânicos capturados deram voltas ao mundo. Os terceiro-mundistas haviam derrotado com sucesso a superpotência. Os prisioneiros britânicos voltam para casa via Montevidéu. O plano da Junta militar para recuperar o prestígio social parecia ter dado frutos. Sem dúvida, os militares argentinos que foram testemunhas da feroz resistência britânica estão agora mais orgulhosos.

## A tomada das ilhas pela Argentina e a reação britânica

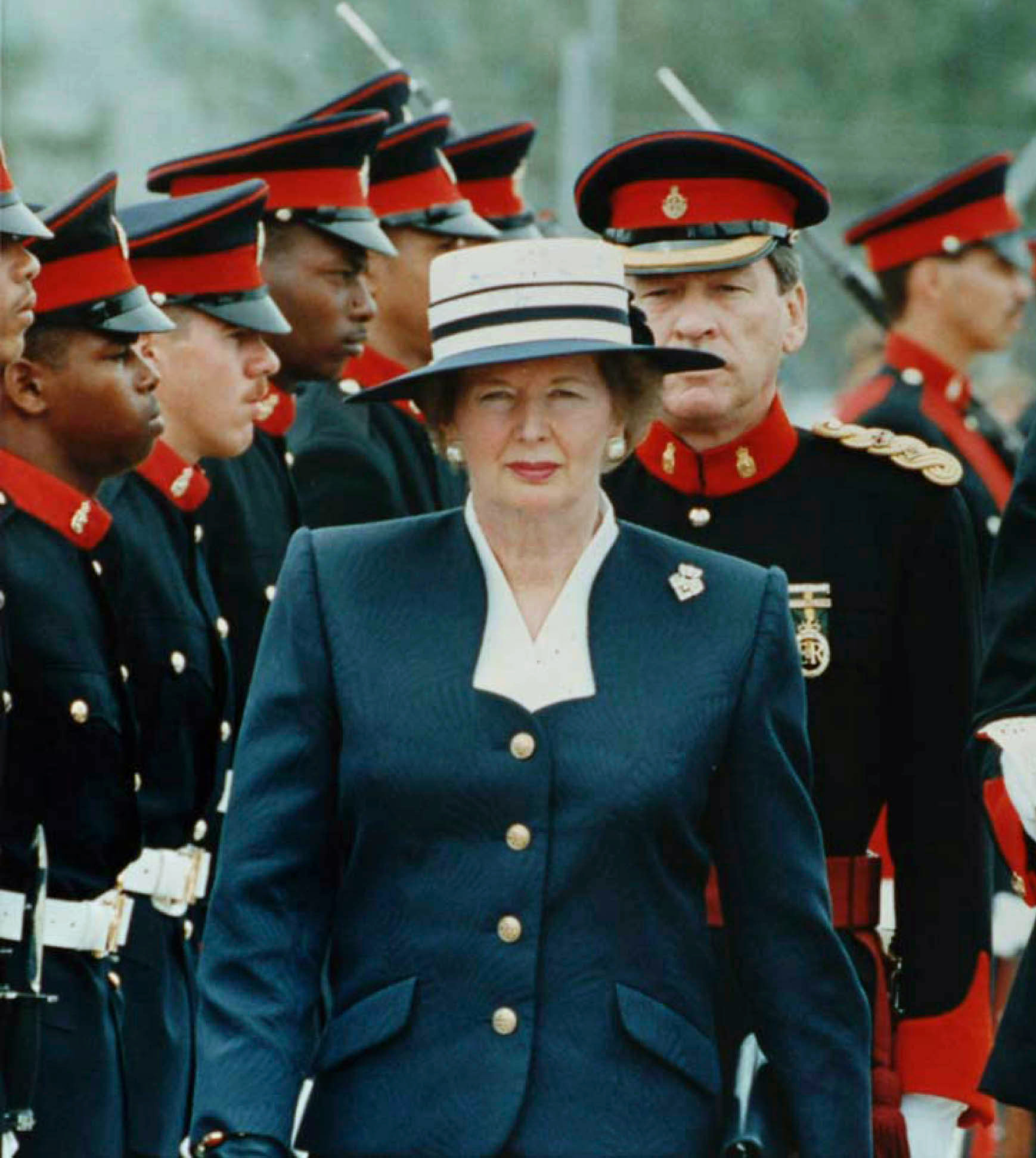
Margaret Thatcher, primeira-ministra britânica durante a Guerra das Malvinas, considerada a vencedora desta guerra.

A tomada das ilhas Malvinas por parte das Forças Armadas Argentinas geralmente respeitou a população local, se bem que praticando as correspondentes mudanças de topônimos por suas versões argentinas, adotando o castelhano como língua oficial e, entre outras mudanças, modificaram o padrão de circulação de veículos para conduzi-los pela mão-direita em vez da esquerda.
Num primeiro momento, a reação britânica foi essencialmente confusa. No dia 2 de abril, o diário The Times de Londres, ao final da primeira página e no início da segunda, perguntava como poderia ocorrer tal episódio já que os serviços secretos britânicos vinham captando as mensagens de telex da Embaixada Argentina nos últimos seis meses. O público do Reino Unido reagiu perante as imagens de alguns «soldados terceiro-mundistas» mostrando os seus compatriotas rendidos no solo, o que fez explodir na Argentina um verdadeiro sentimento patriótico que mudou a configuração política de seu país.
O governo de Margaret Thatcher estava então muito debilitado. Suas reformas econômicas, então postas em prática, colocaram-no em confronto com amplas camadas da população britânica. Francis Pym, Ministro de Relações Exteriores, não via com bons olhos um conflito com a Argentina pela posse de ilhas remotas do Atlântico Sul. Não obstante tudo isto, no dia 3 de Abril, o Reino Unido conseguiu que o Conselho de Segurança da ONU aprovasse a Resolução 502, que determinara a cessação de quaisquer hostilidades. O Reino Unido também rompeu todas as relações comerciais com a Argentina, e começou a buscar aliados diplomáticos com êxito muito maior que a Junta Argentina.
Durante o conflito bélico, que causou a imediata ruptura das relações diplomáticas entre ambos os países, o Peru representou os interesses diplomáticos da Argentina no Reino Unido da Grã-Bretanha e Irlanda do Norte e, por sua vez, a Suíça representou os interesses diplomáticos da Grã-Bretanha na Argentina. Assim, os diplomatas argentinos residentes em Londres se converteram em diplomatas peruanos de nacionalidade argentina, e os britânicos em Buenos Aires, como diplomatas suíços de nacionalidade britânica. Durante o transcurso do conflito, o adido do Serviço de Inteligência britânico à Embaixada peruana em Londres e a seus diplomatas foi tal que originou como resposta mensagens de distração.
No dia 9 de abril, a Grã-Bretanha obteve o pleno apoio da Comunidade Econômica Europeia (hoje União Europeia), da OTAN, da Comunidade Britânica das Nações (Commonwealth) e da ONU. Surgem propostas de paz por parte do Secretário Geral das Nações Unidas, o peruano Javier Pérez de Cuéllar, e do presidente peruano Fernando Belaúnde Terry.
Porém, no dia 30 de Março, quando se fez óbvio de que a invasão era um fato, o Governo britânico ordenou que o destróier HMS Antrim, seguido de outros dois navios de superfície e de três submarinos nucleares, se dirigissem à Geórgia do Sul para apoiar o HMS Endurance. O resto das unidades da marinha britânica foi posto em alerta de quatro horas.
Alexander Haig, Secretário de Estado dos Estados Unidos, percorreu milhares de quilômetros tentando evitar a guerra entre seus dois aliados. Não teve êxito. A União Soviética, por sua parte, se dedicou a observar o decorrer dos acontecimentos com alegria dissimulada: dois aliados dos Estados Unidos, ambos com governos de direita — o Reino Unido, liderado pelo Partido Conservador e a Argentina, uma ditadura anticomunista —, se enfrentavam. Moscou estava consciente de que, cedo ou tarde, Washington teria que escolher um dos dois. Fazendo isto poderia romper a OTAN ou romper o TIAR. Qualquer das duas opções era benéfica aos soviéticos.
Na prática, a neutralidade era impossível. No final do mês de abril, o presidente norte-americano Ronald Reagan apoiou os britânicos. Ao fazê-lo descumpriu o TIAR, aplicável em casos de guerra, para favorecer a um membro da OTAN. Sua unilateralidade, em vez de manter a neutralidade por pertencer a dois tratados de defesa, lhe valeu o descrédito internacional por flagrante descumprimento dos tratados. Tanto a URSS como Cuba criticaram os Estados Unidos por este abandono do mais fraco, e Fidel Castro chegou a oferecer o seu apoio à Junta Militar argentina.
Existe uma visão dos fatos que considera que o Chile, por sua parte, ao optar por apoiar a Grã-Bretanha, descumpriu também seu compromisso com o TIAR, deixando um de seus postulados permanentes de política exterior na qual era a intangibilidade no cumprimento dos tratados internacionais. Este fato foi, segundo esta visão, o produto das relações muito estreitas cultivadas há anos com a Grã-Bretanha no âmbito da marinha, ao qual se agregam as relações especialmente delicadas entre a Argentina e o Chile, que chegaram em 1978 a uma situação pré-bélica por causa da questão do Canal de Beagle.
É possível que o Chile, nas proximidades da guerra com a Argentina no Conflito de Beagle, tivera poucas opções e mais: exigir o cumprimento dos princípios de não agressão baseado nas Nações Unidas e constatar que o TIAR descartava em seu "considerando" qualquer apoio a uma ditadura agressora. A partir deste ponto de vista, este novo ímpeto de recuperação da soberania argentina poderia chegar até as fronteiras chilenas reconhecidas pelo multilateral Laudo Arbitral de 1971-1978, porém a Argentina havia declarado nulo de forma unilateral. O Chile não poderia apoiar a Junta nesta agressão, pois mais tarde ela poderia voltar-se contra ele. Por esta razão, as relações entre o Chile e a Grã-Bretanha evoluíram, transformaram-se em cooperação.
Desde os últimos dias de abril, o Reino Unido contou com todo este apoio diplomático, com a inteligência norte-americana via satélite, com as últimas versões dos armamentos norte-americanos Sidewinder, mísseis Stinger, etc e com dados tecnológicos essenciais do que se considerava — e que se demonstraria — a arma mais perigosa dos argentinos: os mísseis antinavio Exocet de fabricação francesa. Há duas versões sobre a conduta dos mísseis Exocet:
1. o Reino Unido obteve acesso aos códigos para desativá-los em fase operacional, salvo os introduzidos na república do Peru.
2. não obstante as detalhadas informações obtidas pelo construtor Aérospatiale sobre as características dos Exocet e especificamente sobre seu sistema de pontaria final (homing) ficaram inúteis: este míssil ficou mais perigoso do que se temia e em nenhum momento da guerra puderam estabelecer contramedidas eficazes contra ele.

Não houve declaração oficial de guerra por nenhuma das duas partes; porém, conforme passava o mês de abril, o mundo viu os dois países entrar em guerra.

## A reocupação: Operação Corporate
Conforme passava o mês de abril, mais e mais navios da Royal Navy se dirigiam à zona de conflito em uma ação improvisada sob o comando do Lorde Almirante Sir John Fieldhouse que recebeu o nome de Operação Corporate. Seu objetivo era a reconquista das ilhas Malvinas, Geórgia do Sul e Sandwich do Sul para a Coroa Britânica, e se estenderia desde o dia 9 de abril de 1982 até o final da Guerra, no dia 14 de Junho de 1982.

### Operação Paraquat: reconquista das ilhas Geórgia do Sul
| Forças argentinas | Forças britânicas |
| --- | --- |
| | Forças da Operação Paraquat: |
| | Comandante: capitão Brian Young |
| • Submarino S-21 Santa Fé (1 526 t) (ex-USS Catfish SS 339) com dez tubos lança-torpedos de 254 e 533 milímetros (1944, modernizado em 1960). | • Destróier com mísseis guiados D-18 HMS Antrim (6 800 t) com 1 lança-mísseis Seaslug Mk.2 (2 tubos), 1 lança-mísseis MM-38 Exocet (4 tubos); 2 lança-mísseis Seacat antiaéreos (4 tubos), 1 x 2 canhões de 11,4 mm tipo 45 Mk.6; 2 canhões de 20 mm e 1 helicóptero Westland Wessex com capacidade para lançar torpedos (1970).  |
| | • Fragata antissubmarina F-126 HMS Plymouth (2 800 t) com 1 lança-mísseis Seacat antiaéreos, 1 canhão duplo de 40 mm, 1 canhão de 11,4 mm tipo 45 Mk.6 e 1 helicóptero Wasp com capacidade para lançar torpedos (1961, modernizado).                                                                                              |
| | • Fragata F-90 HMS Brilliant (2 800 t) com 1 lança-mísseis MM-38 Exocet (4 tubos), 2 lança-mísseis Seawolf antiaéreos com (6 tubos) guiados por laser, os quais estavam em fase experimental, 2 canhões de 20 mm, 2 lança-torpedos anti-submarinos Mk.44 o Mk.46 (3 tubos) e 2 helicópteros Lynx, Sea King HAS.5 o Merlin (1981). |
| | • Navio de patrulha ártica HMS Endurance (3 600 t), com dois helicópteros Wasp. |
| | • Navio petroleiro e de suprimentos HMS Tidespring (27 400 t) com casco reforçado para operações polares (1963). |
| | • Submarino nuclear S-48 HMS Conqueror (7 200 t), com seis tubos lança-torpedos de 533 mm (1971). |
| • Guarnição: 130 fuzileiros navais. | • 42 °Comando royal marines |
| | • Comandos SAS e SBS. |
| (Comandante: tenente-comandante Luis Lagos)                                                                                                   | (Comandante: major J.M.G. Sheridan) |

Desde o princípio, foi evidente que o primeiro objetivo teria que ser nas ilhas Geórgia do Sul. Não somente havia um navio britânico na área, o HMS Endurance, como também que os dados da inteligência notificavam que a presença argentina nestas ilhas praticamente desabitadas era reduzida. Reconquistar as ilhas Geórgia do Sul proporcionaria um pequeno ponto de apoio terrestre à Frota Britânica, porém sobretudo teria um efeito propagandístico de grande importância sobre a população argentina, britânica e internacional: a Royal Navy chegou. Pelo contrário, um fracasso nesta recuperação poderia implicar graves problemas internos para Margaret Thatcher e o descrédito internacional definitivo do Reino Unido. Denominada Operação Paraquat, consistiu em uma série de improvisações e despropósitos táticos e estratégicos que saiu bem por pura sorte e pela fraqueza das forças opositoras. Dado às críticas desta operação, o almirante Fieldhouse havia organizado em segredo e com uma cadeia de comando distinta da que utilizavam às forças que se preparavam para reconquistar as Malvinas.
O primeiro que chegou, no dia 19, foi o submarino nuclear HMS Conqueror. Sua presença, em princípio, expulsava da área a frota argentina e garantia a segurança do HMS Endurance: o HMS Conqueror era um submarino projetado para combater a armada soviética, com uma tripulação treinada para lutar contra os cruzadores e submarinos russos, pelo que não era provável que nenhum elemento da frota argentina oferecesse uma resistência significativa. No dia 20, um avião de cartografia e reconhecimento por radar Handley Page Victor retornava a ilha de Ascensão depois de levantar novos mapas do arquipélago (sempre variáveis devido aos glaciares) e de cobrir 150 000 milhas quadradas de mar. Com 14h45m de duração, trata-se da maior missão de reconhecimento de todos os tempos. Fez mapas estupendos, porém na missão de observação retornou com mãos vazias: a frota de superfície argentina não estava na área.
Durante o dia 21, o restante da força britânica chegou nas proximidades das ilhas Geórgia do Sul. Desde o primeiro momento, pôs em evidencia a pobre gestão da operação: não estava claro quem mandava sobre quem, não atendeu aos experientes cientistas do British Antarctic Survey, perfeitos conhecedores da zona, o que deixou ao 19 °Comando do 22º Regimento do SAS (Special Air Service: serviço aéreo especial, tropas de elite) engajados no glaciar Fortuna em meio a um clima hostil: ventos de quase 200 km/h e ondas de força 11, com o barômetro chegando a marcar os 965 milibares de pressão.
E no dia 23, um fraco eco no sonar localizou a presença do submarino argentino S-21 ARA Santa Fé; todas as operações foram rastreadas de imediato, o HMS Tidespring foi enviado para as águas afastadas, outros dois petroleiros em aproximação se desviaram e a frota britânica se despregou em ordem de combate para interceptá-lo.
A Operação Paraquat havia se transformado em uma operação de resgate de montanha, e houve a estranha perseguição de um submarino diesel-elétrico construído durante a II Guerra Mundial, enquanto as tropas de Lagos e Astiz em Grytviken e Leith permaneciam distraídas ao que se passava.

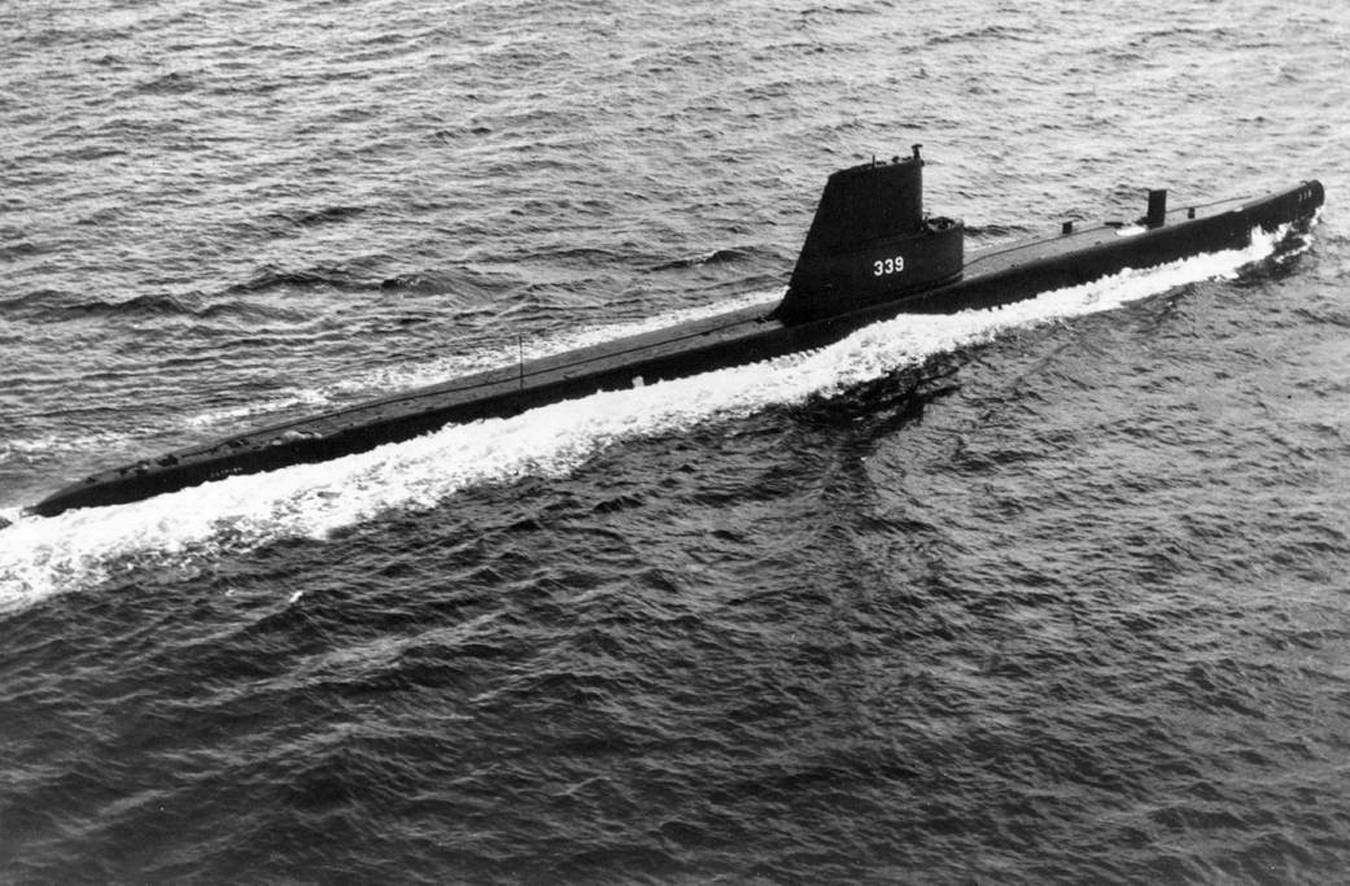
O submarino a diesel ARA Santa Fé. Essa foto é de 1956, quando ele ainda se chamava USS Catfish e servia a Marinha dos Estados Unidos.

Resgatar as tropas retidas lhes custou três helicópteros, até que finalmente 16 homens cansados e com frio vieram aterrissar no HMS Antrim a bordo do único helicóptero carregado além de suas especificações. Os britânicos se concentraram agora em achar um ponto de inserção adequado —ouvindo desta vez os conselhos dos cientistas do British Antarctic Survey— e perseguir o Santa Fé.
O capitão Bicain, no comando do Santa Fé, não estava ali por gostar. Suas ordens consistiam em evitar a possível presença britânica para desembarcar os parcos reforços em Grytviken. Por isto, seu submarino estava abarrotado de gente, porém a pouca intimidade era o menor de seus problemas. Ele ordenava evitar a terceira frota do mundo com um navio que vira um dique seco pela última vez em 1960. Estava tão deteriorado que não podia controlar sua profundidade; só tinha duas possíveis posições, na superfície ou submergido a cota fixa. Operar os tubos lança-torpedos implicava o risco de sofrer uma explosão. Frente a isto, estão navios e submarinos pensados para lutar na Terceira Guerra Mundial.
Apesar de tudo, o capitão Bicain fez chegar muito longe. Porém, era uma peleja impossível. Às 11h do dia 25 de abril de 1982, um helicóptero do HMS Antrim o detectou outra vez e, antes de deixar o local novamente, lançou duas cargas de profundidade tão obsoletas como o submarino ao que dirigia (o único armamento que levava a bordo). Uma delas explodiu muito perto e inundou os tanques de flutuação do Santa Fé, que se viu obrigado a sair da superfície. Agora é um alvo fácil para toda sorte de canhões, mísseis e torpedos, Bicain tratou desesperadamente de chegar a Grytviken.
Os britânicos não iriam deixar escapar uma presa tão fácil. Outro helicóptero lançou dois mísseis AS-12. Atingiram na torreta, porém, como foi feito durante a reforma de 1960, havia sido reconstruído em materiais plásticos, não ofereceu suficiente resistência para ativar a sua espoleta e os mísseis passaram tranquilamente adiante. Ainda o atacaram pela terceira vez, com torpedos dirigidos contra as suas hélices, porém naquela época os torpedos antissubmarino não explodiram ao alcançar alvos de superfície por razões de segurança. Para assombro de todos, especialmente de seus ocupantes, o Santa Fé veio chegar trabalhosamente a Grytviken e ser evacuado. Ficou avariado e partiu adiante.
Entretanto, as tropas do SAS e do SBS acharam finalmente os pontos de inserção adequados. Na ausência de patrulhas argentinas, simplesmente caminharam até Grytviken e Leith. Ao chegar na primeira, encontraram-se bandeiras brancas fincadas nos edifícios. O tenente-comandante Luis Lagos, ao cargo das ilhas Geórgia do Sul, havia decidido não lutar diante de forças tão enormes. Na manhã do dia 26, Lagos firmava a rendição na base do British Antarctic Survey em King Edwards Point. Alfredo Astiz, responsável pelos quinze mergulhadores táticos em Leith não aceitou, a princípio, este fato. Porém, diante do que se tinha acima, pela tarde firmaria também a rendição a bordo do HMS Plymouth, copiando desnecessariamente o ato de Lagos. Incapaz de resistir ao ataque britânico, Alfredo Astiz se rendeu a uma pequena força de comando britânica e assinou o documento de rendição incondicional sem disparar um único tiro, o que violaria o código militar: "Um soldado será condenado à prisão por três a cinco anos se, em combate com um inimigo estrangeiro, se entregar sem ter esgotado seu suprimento de munição, ou sem ter perdido dois terços dos homens sob seu comando."
A imagem de Astiz assinando o documento de rendição deu a volta ao mundo. A Union Jack tremulava de novo sobre as ilhas Geórgia do Sul.

### Black Buck I: bombardeiros nucleares sobre Puerto Argentino
| Forças argentinas                                                                                     | Forças britânicas |
| --- | --- |
| | • Porta-aviões HMS Invincible e escoltas.                                                                                              |
| • 2º esquadrão de bombardeiros Canberra operando a partir do território continental argentino.        | • 2 bombardeiros Vulcan operando a partir da ilha de Ascensão.                                                                         |
| • Aviões COIN Pucará estacionados nas ilhas Malvinas.                                                 | • 800º esquadrão de aviões táticos Sea Harrier na configuração de ataque operando a partir do HMS Invincible.                          |
| • 6º esquadrão de caça-bombardeiros IAI Dagger operando a partir do território continental argentino. | • 801º esquadrão de aviões táticos Sea Harrier em configuração de patrulha aérea de combate (CAP) operando a partir do HMS Invincible. |
| • 8º esquadrão de caças Mirage III operando a partir do território continental argentino.             | |
| • Defesa antiaérea terrestre nas Ilhas Malvinas.                                                      | |

Apesar de ter tomado as ilhas Geórgia do Sul, o Reino Unido necessitava demonstrar algumas coisas tanto para a Argentina como para a opinião pública internacional. A primeira delas é que dispunha da capacidade de atacar pelo ar tanto as ilhas Malvinas como o território continental argentino. Paralelamente, o almirante Fieldhouse não queria ver jatos inimigos operando a partir do arquipélago. Por tudo isto, foi planejado uma série de operações de ataque a terra contra o aeroporto de Puerto Argentino que se desenvolveria mediante bombardeiros Vulcan baseados na ilha de Ascensão.

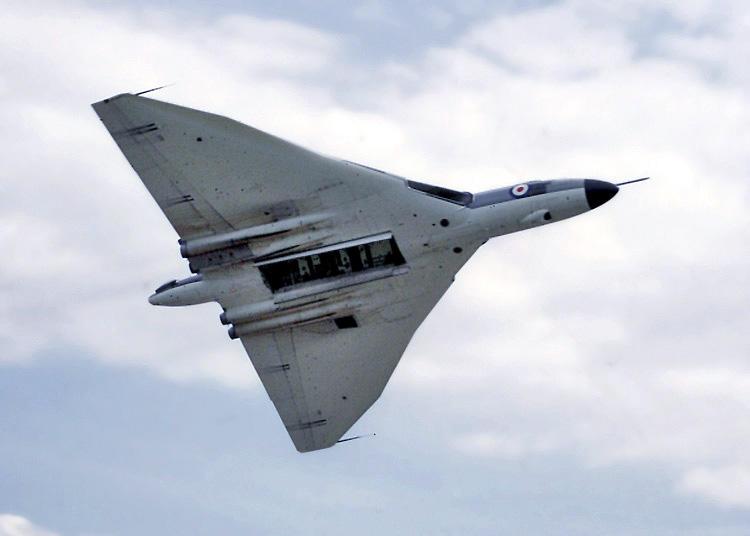
O bombardeiro nuclear Avro Vulcan ou «bombardeiro V», utilizado nas operações Black Buck.

O Vulcan, um bombardeiro projetado para ataque nuclear estratégico, não tinha tanto alcance. Foi necessário planejar complexas operações táticas de reabastecimento de combustível em voo utilizando aviões tanque Victor. Porém, os Victor tampouco iam tão longe, pelo que era necessário reabastecê-los por sua vez. Em suma, para cada dois Vulcan que chegavam às ilhas Malvinas a partir da Ilha de Ascensão, eram necessários onze aviões de reabastecimento em voo, sendo o ataque a maior distância jamais realizado até então.
O primeiro destes ataques foi realizado sobre o aeroporto de Puerto Argentino em 30 de abril de 1982 às 8h da manhã, com 21 bombas convencionais, com ogiva de 429 kg (Mk 84) de alto poder explosivo, das quais somente uma acertou a lateral da pista.
Uma destas aeronaves foi protagonista de um entrave diplomático entre Brasil, Inglaterra e Argentina. Em 3 de junho de 1982, um Vulcan sofre uma pane, impedindo seu reabastecimento em voo e, com nível crítico de combustível, o piloto Neil McDougall solicita ao controle aéreo da Base Aérea do Galeão, no Rio de Janeiro, autorização para efetuar um pouso de emergência. Em seguida foram enviados dois caças F5 para interceptar e escoltar o Vulcan até o o Galeão. O governo brasileiro reteve a aeronave por alguns dias, até ser devolvido aos britânicos sem o armamento, após um apelo formal da embaixada inglesa em 5 de junho, no qual afirmava que aquela situação acarretaria "sérias consequências para as amistosas relações entre Grã-Bretanha e Brasil".
Mais devastadores tornaram os ataques que se seguiram imediatamente, realizados pelos aviões Sea Harrier do esquadrão 800º operando a partir do porta-aviões britânico HMS Invincible que já havia chegado à zona. Atacaram o aeroporto de Puerto Argentino com bombas de fragmentação, causando alguns danos nas infraestruturas anexas. Porém o maior dano foi realizado no aeródromo de Goose Green, de onde os argentinos haviam estacionado aviões de ataque ligeiro Pucará do 3o. Grupo. Mais ou menos às 8h25min, um dos Pucará ficou destruído, dois danificados sem qualquer possibilidade de reparo e as instalações do aeroporto severamente afetadas. O tenente Jukic morreu a bordo do seu Pucará enquanto tratava de decolar.
Nesse momento, a Força Aérea Argentina já havia reagido e enviou caças Mirage do 8º Grupo, IAI Daggers do 6º Grupo e bombardeiros Canberra do 2º grupo: o destróier HMS Glamorgan e as fragatas HMS Arrow e Alacrity sofreram danos menores, porém o preço pago foi elevado. Nos combates aéreos posteriores aos dois Harriers do Esquadrão 801 se enfrentaram com um número similar de Mirages. As táticas de combate aéreo dos Mirage argentinos foram muito deficientes, já que voavam ao estilo "corpo a corpo" e no confronto os britânicos derrubaram um Mirage, e danificaram outro com disparos de mísseis guiados. No confronto posterior derrubaram um IAI Dagger e um Canberra sem sofrer baixas britânicas, e mesmo assim, acabaram danificando um Turbo Mentor.
O Mirage avariado no combate com os Harrier, pilotado pelo capitão García Cuerva, tenta pousar em Puerto Argentino. Porém, a defesa antiaérea o confunde com um avião britânico e o derruba, o que acabaria com a sua vida; foi um lamentável incidente de fogo amigo. Outros três pilotos argentinos ficaram mortos ou desaparecidos no mar.
| Perdas argentinas                                 | Perdas britânicas |
| ------------------------------------------------- | ----------------- |
| • Graves danos no aeroporto de Puerto Argentino.  | • Nenhum.         |
| • Graves danos no aeródromo de Goose Green.       |                   |
| • 1 + 2 aviões táticos Pucará                     |                   |
| • 1 + 1 caças Mirage III                          |                   |
| • 1 caça-bombardero IAI Dagger                    |                   |
| • 1 bombardeiro Canberra                          |                   |
| Baixas civis                                      |                   |
| • 2 mortos + 2 desaparecidos (declarados mortos). | • Nenhum.         |

A Operação Black Buck I teve êxito com um brilhante alcance operacional, porém foi um fracasso quanto aos seus resultados práticos, já que o aeroporto de Puerto Argentino nunca ficou totalmente inutilizado e os voos de transporte do C-130 Hércules se mantiveram até à última noite da guerra. Sem dúvida, o Reino Unido havia demostrado sua capacidade para atacar o arquipélago, inclusive o território continental argentino, a partir de bases tanto em terra como no mar, assistindo ao segundo golpe propagandístico e destruindo várias aeronaves no ar e em terra, tudo isto sem sofrer nenhuma perda. Porém, o almirante Fieldhouse queria algo mais.

### Afundamento doGeneral Belgrano
| Forças argentinas | Forças britânicas                                                                                 |
| --- | ------------------------------------------------------------------------------------------------- |
| Força de operações 79.3: |                                                                                                   |
| • Cruzador (C-4) ARA General Belgrano (12 242 t), com quinze canhões de 152 mm, 8 canhões antiaéreos de 127 mm, vários canhões antiaéreos de 40 mm e de 20 mm, 1 lança-mísseis antiaéreo Sea Cat e 2 helicópteros (1938, atualizado en 1968).                                                            | • Submarino nuclear S-48 HMS Conqueror (7 200 t), com seis tubos lança-torpedos de 533 mm (1971). |
| • Contratorpedeiro (D-26) ARA Hipólito Bouchard (3 315 t) com quatro lança-mísseis antinavio com um míssil MM-38 Exocet cada um, 6 canhões de 127 mm, 23 canhões antiaéreos de 40 mm e de 20 mm, 10 lançadores de cargas de profundidade e 10 tubos lança-torpedos de 533 mm (1944, atualizado em 1976). |                                                                                                   |
| • Contratorpedeiro (D-29) ARA Piedra Buena (3 315 t) com quatro lança-mísseis antinavio com um míssil MM-38 Exocet cada um, 6 canhões de 127 mm, 23 canhões antiaéreos de 40 mm e de 20 mm, 10 lançadores de cargas de profundidade e 10 tubos lança-torpedos de 533 mm (1944, atualizado em 1979).      |                                                                                                   |

Se bem com a chegada da Marinha Real e a inutilização do submarino Santa Fé, a frota argentina havia deslocado para posições mais próximas do continente. O almirante Fieldhouse desejava firmemente ser atracada no porto. Não estava disposto a arriscar seus preciosos navios em batalhas navais como as da Segunda Guerra Mundial. Para isto, necessitava provocar um golpe brutal, algo que convencera aos seus almirantes e a Junta de que sair ao mar era a pior das ideias possíveis. Também fazia falta um golpe propagandístico definitivo do que oferecer a Londres, mais além da recuperação de ilhotas obscuras e o êxito das operações de bombardeio todavia meio secretas.

Para o dia 30 de abril, as unidades mais relevantes da força de operações britânica já haviam configurado dois grupos de operações na zona das Malvinas, compostos por dois porta-aviões (HMS Hermes e HMS Invincible, quatro contratorpedeiros (HMS Glamorgan, HMS Conventry, HMS Glasgow e HMS Sheffield), quatro fragatas (HMS Broadsword, HMS Alacrity, HMS Arrow e HMS Yarmouth) e dois navios petroleiros e de suprimentos (Olmeda e Resource). Com sua posição assim consolidada, o Reino Unido declarou uma zona de exclusão total (TEZ) de 200 milhas náuticas ao redor do arquipélago, cujo centro não estava bem definido. Qualquer navio ou aeronave argentina que passar dentro destas águas poderia ser atacado sem prévio aviso. O certo é que, como temos visto, a frota argentina havia decidido retirar-se da área por iniciativa própria em três grupos muito dispersos. O General Belgrano e suas duas escoltas patrulhavam o Banco Burdwood, situados no limite sul desta zona de exclusão. Não parece provável que navios tão antigos cometeram a imprudência de penetrar na zona proibida. Naquele mesmo dia, foram detectados pelo submarino nuclear HMS Conqueror, procedente da reconquista das ilhas Geórgia do Sul.
Londres havia preferido ter colocado o 25 de Mayo, único porta-aviões da Marinha Argentina como alvo. O General Belgrano, sem dúvida, era o segundo maior navio do Grupo de Tarefas 79 (nome dado à Frota Marítima argentina durante o conflito das Malvinas. Ao meio-dia do dia 2 de Maio de 1982, e apesar de haver uma proposta de paz do Presidente em suas mãos, o governo de Margaret Thatcher autorizou o afundamento do General Belgrano com seus 1 093 tripulantes.
Às 15h do dia 2 de maio de 1982, com ondas de 12 m de altura, ventos de 120 km/h e temperatura ambiente em torno de -10 °C, o capitão do HMS Conqueror, Chris Wreford-Brown ordenou o desfecho de combate e carregar os tubos lança-torpedos com os obsoletos Mk 8 (considerados mais confiáveis do que os novos Tigerfish).
Cada um destes torpedos não guiados carregava 363 kg de alto explosivo. Em nenhum momento o grupo de tarefas 79.3 se deu conta de que o ataque era iminente. Às 16h, e a curta distância, Wreford-Brown deu a ordem de disparar os três torpedos. Um deles poderia alcançar o Hipólito Bouchard, porém errou o alvo. Os outros dois acertaram em cheio o General Belgrano. O primeiro acertou a sala de máquinas de popa às 16h01min, abrindo um rombo de 20 m no casco, partindo a quilha e matando 272 tripulantes. O segundo acertou na proa, o que fez desaparecer 15 m do barco, porém aparentemente sem causar vítimas.
O navio estava perdido. Às 16h24min, o capitão Héctor Bonzo ordenou evacuá-lo. Seu destróier de escolta Piedra Buena se lançou à caça do submarino inimigo, porém Wreford-Brown escapou facilmente de um navio tão antigo. Não obstante, durante os dias seguintes haveria tentativas sucessivas de afundar o HMS Conqueror, todas elas sem sucesso. Voltaria ao Reino Unido depois da guerra, tremulando a Jolly Roger (a bandeira pirata preta com a caveira e os dois ossos cruzados brancos, símbolo de vitória na Marinha Britânica desde os princípios da Idade Moderna).
323 marinheiros argentinos perderam a vida (a metade do total de mortos argentinos durante o conflito) em consequência do afundamento do General Belgrano, acontecimento este que não foi bem recebido no cenário internacional. Em muitos países consideravam isto como uso desproporcionado da força sobre um navio obsoleto, com muitas tripulações a bordo —em boa parte, marinheiros recrutas— e fora da TEZ, reforçando as posturas pacifistas em governos e cidadãos de todo o mundo. Não obstante, no Reino Unido foi ocasião de comemorações populares e primeiras-páginas de jornais como esta do diário The Sun. Por outro lado, outros meios de imprensa, começaram a assumir posturas moderadas e inclusive contrárias à guerra, diante de tal perda de vidas. Há posições que consideram o afundamento do General Belgrano como um crime de guerra, já que este se encontrava fora da zona de exclusão imposta pelo Reino Unido no momento em que afundou.
Este foi o primeiro, e até hoje o único ataque realizado por um submarino nuclear.
| Perdas argentinas                                                           | Perdas britânicas |
| --------------------------------------------------------------------------- | ----------------- |
| • Cruzador C-4 General Belgrano afundado, junto com o helicóptero Alouette. | • Nenhuma.        |
| Baixas humanas                                                              |                   |
| • 323 mortos.                                                               | • Nenhuma.        |

Ainda que os planos navais argentinos tinham sido frustrados, todavia a Argentina escondia uma coisa debaixo dos seus panos: a sua Força Aérea, que a partir do afundamento do General Belgrano começaria a infligir importantes baixas sobre à Força Tarefa Britânica.

### Afundamento do HMSSheffield
| Forças argentinas                                                                                           | Forças británicas                                                                                     |
| --- | --- |
| | • Força de operações da Marinha Real:                                                                 |
| • 1 avião de reconhecimento P-2 Neptune.                                                                    | • 2 porta-aviões (HMS Hermes y HMS Invincible).                                                       |
| • 2 aviões táticos Super Étendard (2ª Esquadrilha Aeronaval de Caça e Ataque) equipados com mísseis Exocet. | • 5 destróiers lança-mísseis (HMS Antrim, HMS Glamorgan, HMS Conventry, HMS Glasgow e HMS Sheffield). |
| • 1 grupo de IAI Daggers em missão de escolta armada.                                                       | • 4 fragatas (HMS Broadsword, HMS Alacrity, HMS Arrow e HMS Yarmouth).                                |
| • 2 aeronaves auxiliares.                                                                                   | • Numerosos navios auxiliares.                                                                        |
| | • Várias patrulhas aéreas CAP compostas de aviões Sea Harrier.                                        |

Em Buenos Aires fazia muito frio, e não somente pela proximidade do inverno austral. O que começou como uma grande aventura patriótica para recuperar o prestígio social estava convertendo rapidamente em um fracasso. Apesar da férrea censura de informações imposta pela ditadura, o entusiasmo entre as camadas populares sensíveis a este tipo de ações se esfriava tão depressa como o clima bonairense. Rapidamente um mês depois das celebrações populares pela recuperação dos arquipélagos, e apesar de toda a propaganda, nada se escapava, já que o regime havia lançado represálias contra uma grande potência e está havia aceitado o desafio. Para a Junta, devolver os golpes recebidos como um fato espetacular se converteu em uma prioridade absoluta. Tal fato não podia ser outro além do afundamento de um grande navio de guerra britânico, sob as camadas populares e uma vingança pelo afundamento do General Belgrano. Com uma guerra em grande escala em marcha, era essencial devolver a esperança à gente e fazer-lhes crer na vitória.
Antes de pôr em prática em seus portos, a frota argentina havia determinado com bastante precisão a área geral de operações de dois grupos de batalha britânicos pelo procedimento de detectar suas transmissões radioeletrônicas. Na manhã do dia 4 de maio de 1982, um avião de patrulha P-2 Neptune da Força Aeronaval Argentina (COAN) estabelece por radar as posições da Força de Operações britânica. De imediato, dois aviões de fabricação francesa Dassault-Breguet Super Étendard da 2º Esquadrilha decolaram de Río Grande às 09h45min com um míssil Exocet AM.39 cada um para, quando estarem no céu, realizar um grande voo semicircular que os aproxime aos navios inimigos, sendo pilotados pelos capitães Augusto Bedacarratz e Armando Mayora. Por trás disto, um grupo de IAI Daggers para dar-lhes cobertura ar-ar e um Learjet em missão de alerta.
Havia um problema com os Exocets. Eles acabavam de chegar da França e, devido ao embargo imposto pela OTAN contra a Argentina, os instrutores franceses não se haviam apresentado. Os técnicos da Base de Río Grande tinham em suas mãos armas muito sofisticadas… só que eles não sabiam como usar. Sem dúvida, eles não se desencorajaram e fizeram o possível para aprender todos os seus segredos, lendo os seus manuais e foram desmontando e montando algumas partes do míssil, cuidadosamente. Quando finalmente os instalaram a bordo dos Super Étendard, não estavam muito seguros de que eles realmente funcionariam.

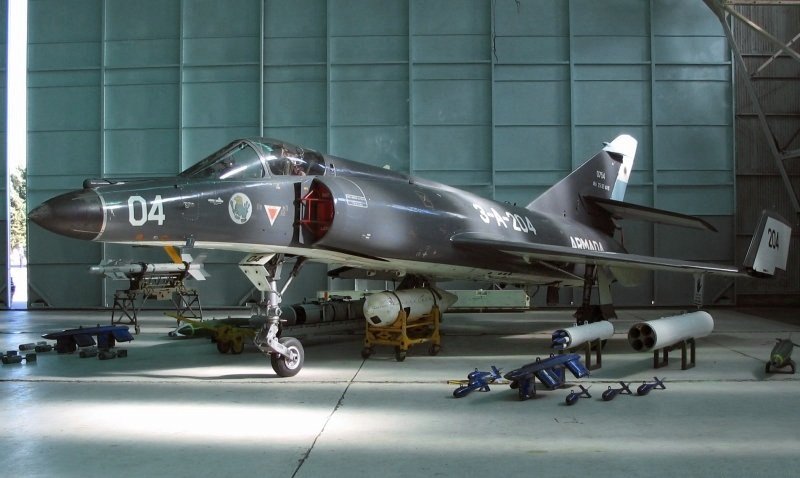
Dassault-Breguet Super Étendard da Marinha Argentina.

Por outro lado, o Reino Unido prossegue suas operações militares. Executa a segunda série de bombardeios Black Buck sobre as Malvinas, buscam o submarino San Luis que está na área, supervisionam de longe as operações de resgate da tripulação do General Belgrano e de suas aeronaves e se aventuram até às proximidades da costa argentina para inspecionar possíveis objetivos, apesar de que a Junta estabelecia por sua vez uma zona de exclusão. É uma superpotência, fazendo a guerra "segundo o manual". De longe, no mar, ao leste das Malvinas, os dois porta-aviões e seus navios auxiliares atuam de retaguarda avançada, bem protegidas do cerco das fragatas com seus mísseis de curto alcance Sea Wolf e, a umas 20 milhas náuticas, pelos destróieres do tipo 42 (entre os que acompanhavam o HMS Sheffield) com seus sofisticados radares e seus mísseis de médio alcance Sea Dart, apoiados por sua vez pela fragata HMS Yarmouth.
Às 10h35min, O P-2 Neptune faz uma última subida a 1,2 km de altitude e localiza um alvo grande e dois pequenos nas coordenadas 52º33'55" Sul e 57º40'55" Oeste. Retransmite as informações a Bedacarratz e retorna a base.
Às 10h50min, os dois Super Étendards —que vinham voando acima da crista das ondas— realizaram uma pequena subida a 160 m de altitude para confirmar as coordenadas fornecidas pelo Neptune, porém não encontraram nada. Bedacarratz decide continuar. Quarenta km mais adiante voltam a tentá-lo e logo ali estão. Um alvo grande e três pequenos. Voltaram a voar bem baixo pelo local, carregaram os dados nas ogivas dos AM.39 Exocets e os dispararam às 11h04min. Depois de fazê-los, deram a volta para retornar a Río Grande. Os lançamentos foram realizados em altitude muito baixa, com mísseis montados sem qualquer assistência do fabricante e justamente no limite do alcance nominal dos Exocet: quase 50 km. Por estes motivos, durante o regresso Bedacarratz e Mayora duvidaram de que a complexa missão tinha servido de algo.
Ainda hoje, os sucessos seguintes são motivos de disputa. O único fato seguro é de que, às 11h07min do dia 4 de maio de 1982, um dos dois mísseis Exocet atingiu em cheio o destróier HMS Sheffield, o navio mais moderno da Royal Navy. Algumas fontes disseram que a ogiva de guerra não detonou, e o que se produziu foi um incêndio causado pelos gases de combustão do Exocet, que se espalhou rapidamente. O capitão do Sheffield, ao sair, assegura que o míssil explodiu, destruindo o centro de operações e o de engenharia. Seja como for, em poucos segundos, o moderno destróier estava em chamas. 22 homens morreram e 24 ficaram gravemente feridos, entre eles o chefe de informática que tratava de pôr os computadores em marcha de novo sem sucesso.

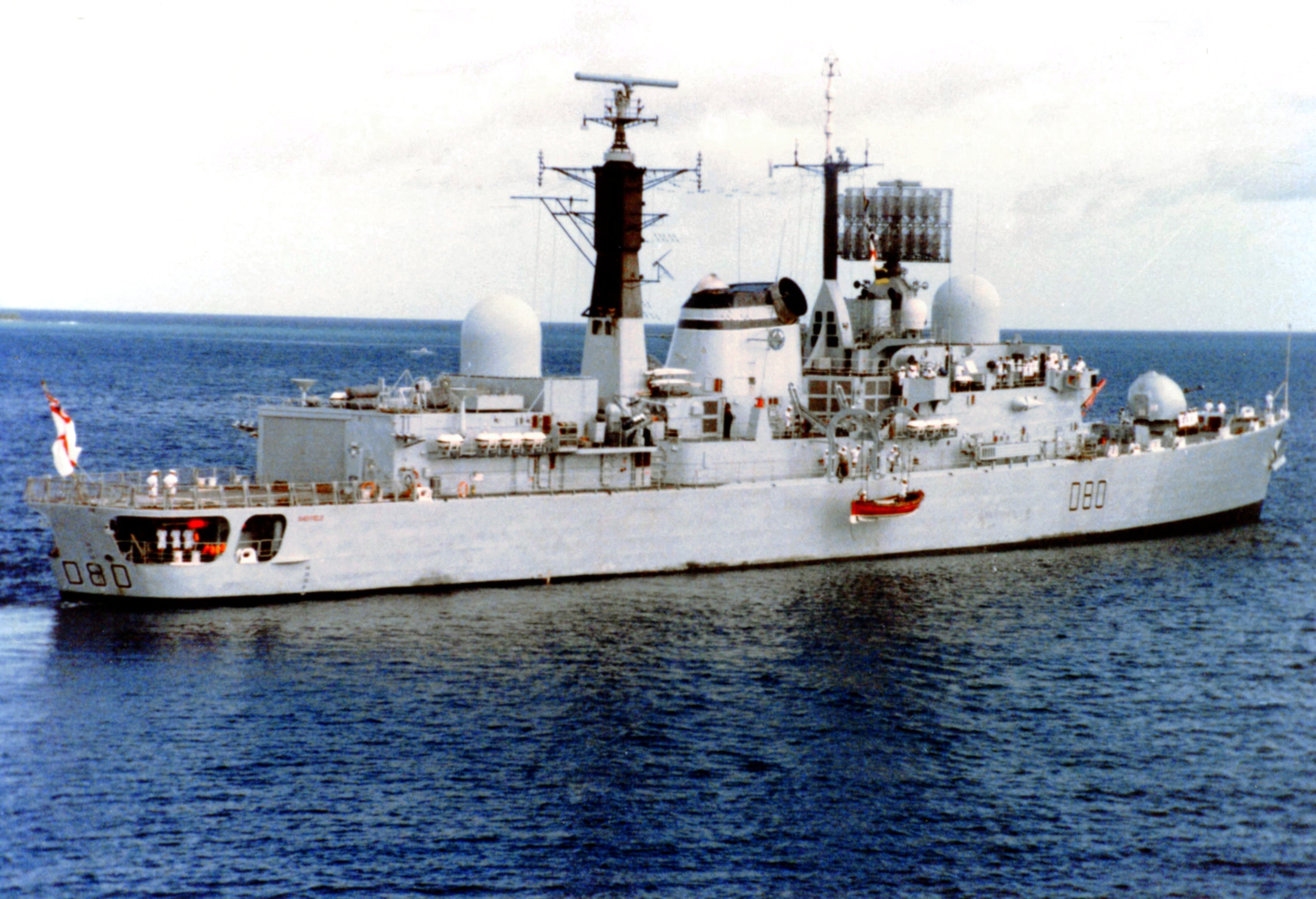
O HSM Sheffield, afundado pelos mísseis da Argentina.

A principal razão era de que o HMS Sheffield e a fragata HMS Yarmouth não detectaram a presença do Exocet, até que um marinheiro de primeira viagem o viu aproximar-se, 4 segundos antes do impacto, permanece oculta. Uma versão diz que nesse momento estavam realizando as retransmissões via satélite, que faziam o radar ficar cego. Outra, que os monitores do radar o identificaram como um projétil amigo devido a sua origem francesa. Ainda uma outra, que afirma que a tripulação dos navios britânicos ficara demasiadamente confiada, com o alerta muito fraco. Tudo isto ficava incompreensível, apesar de os britânicos terem levado toda a manhã detectando as transmissões do Neptune e inclusive havia já uma patrulha de Harriers no ar para interceptá-lo. Apesar de tudo, o Exocet só fez aquilo para o que foi fabricado: aproximar-se sub-repticiamente a um navio de alta tecnologia e afundá-lo sem prévio aviso.
Mais controvertido ainda é o que o ocorreu com o segundo Exocet. A versão geral é que falhou o seu alvo e se perdeu. Sem dúvida, marinheiros a bordo do Yarmouth asseguram que o viram passar diante de seus olhos. A pouca atividade que o porta-aviões HMS Hermes empregou na guerra a partir desse momento fez pensar a alguns que aliás o segundo Exocet dedicara ao "alvo grande" dos radares.
Rapidamente, vários navios pediram ajuda ao HMS Sheffield. Evacuaram os sobreviventes e lograram controlar o incêndio. Não obstante, o navio estava à deriva, já perdido. Tentaram rebocá-lo de volta ao Reino Unido, porém se afundou no caminho.
| Perdas argentinas | Perdas britânicas                   |
| ----------------- | ----------------------------------- |
| • Nenhuma.        | • Destróier HMS Sheffield afundado. |
| Baixas humanas    |                                     |
| • Nenhuma.        | • 20 mortos e 24 feridos graves.    |

A notícia deu a volta ao mundo. A «soldadesca terceiro-mundista» de que falava a imprensa londrina — uns com desprezo, outros com lástima — acabava de abater o navio mais moderno da frota britânica. O frio se estendeu agora por Whitehall, apesar de que no Hemisfério Norte brilhava a primavera. Foi um duríssimo golpe no prestígio britânico ante as nações, que reviveu com as celebrações patrióticas na Argentina, de onde Bedacarratz e Mayora foram recebidos como heróis, e deu uma máscara de oxigênio à Junta. A "questão das Malvinas" se converteu prontamente na "crise das Malvinas". O Exocet ganhou fama entre o público de todos os países, assistindo pela primeira vez a uma guerra aeronaval baseada no uso de mísseis. Com a maior descrição possível, o almirante Fieldhouse afastou as suas unidades da costa tanto quanto foi possível, o qual significava um grave problema, porque o seu propósito era exatamente o contrário: dominar as águas ao redor das ilhas Malvinas e reconquistá-las. Impunha-se uma aproximação diferente.

### Guerra marítima

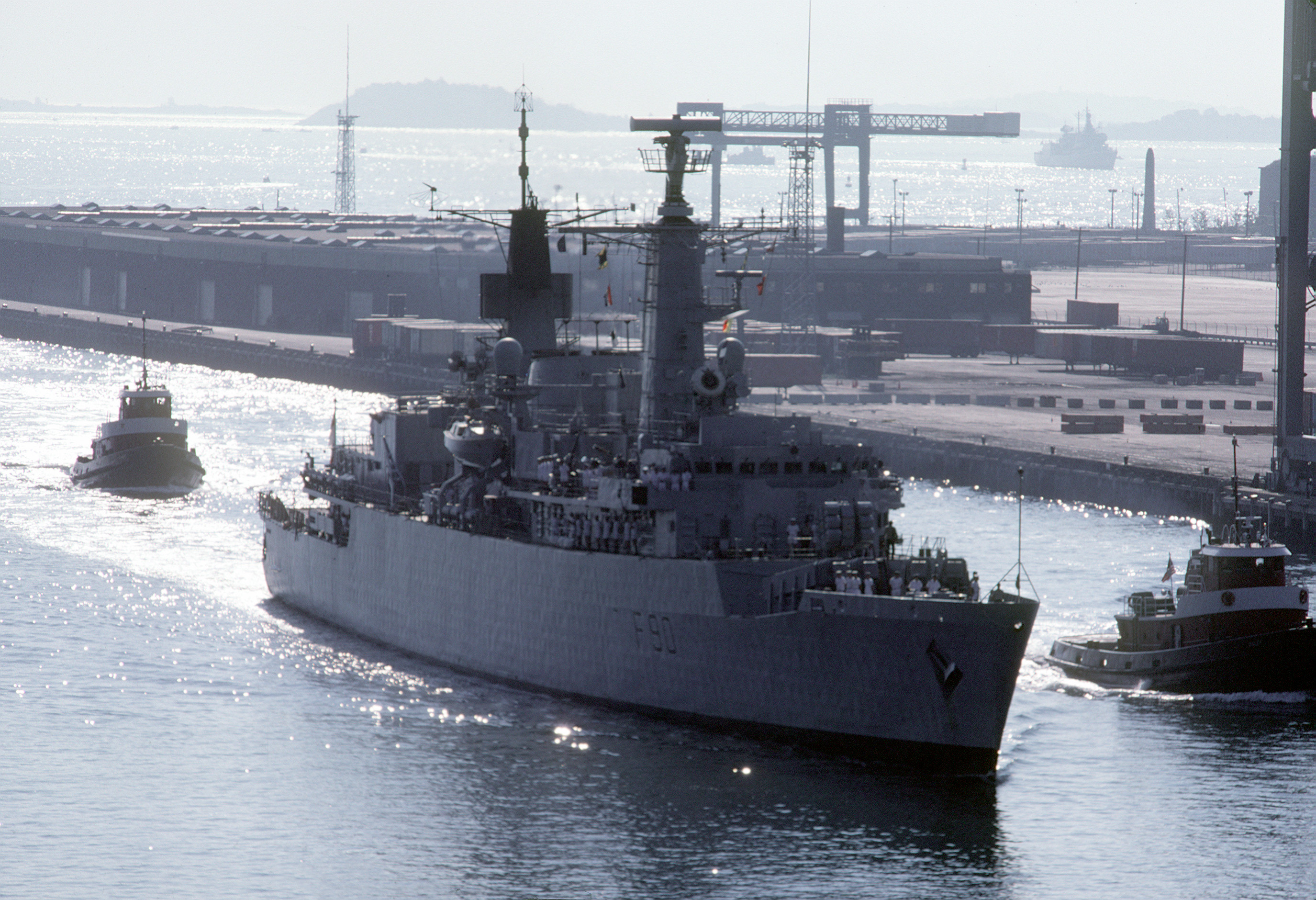
A fragata britânica HMS Brilliant.

Já conscientes de que eles enfrentavam um oponente muito perigoso, a partir do dia 10, numerosos navios de guerra e de apoio britânicos saíram do Reino Unido para reforçar a Força Tarefa deste país e ajudar ao desembarque previsto nas ilhas Malvinas no final do mês. Por sua parte, a Argentina teve de manter-se geralmente na expectativa, sobretudo tratando de reforçar a guarnição no arquipélago e garantir a segurança das comunicações com o continente. No dia 15, teve que retirar do serviço os aviões de reconhecimento P-2 Neptune por ser obsoleto e por falta de peças de reposição, o que deixou à nação austral sem os «olhos eletrônicos» mais capazes das Malvinas. Em geral, o Reino Unido se preparava para a reconquista e a Argentina esperava a tentassem. Sugeriram-se vários planos de paz; porém, ambos os lados negavam-se a aceitá-los por diversas razões. Ficou claro que a intensidade do conflito seria mais violenta.
Este período de preparativos, que se estenderia até o 21 de maio, esteve salpicado de cuidadosas ações aeronavais. Por trás da experiência do HMS Sheffield, o almirante Fieldhouse não se sentia tentado a aproximar seus navios mais valiosos às Malvinas; seriam as fragatas quem poderiam arcar com a perigosa tarefa de permanecer nas águas malvinenses para denegrir a Argentina na medida do possível e dar apoio aos aviões que operavam na área.
Sucedem-se vários incidentes, em que ambas as partes perdem aviões, e à Argentina, alguns pequenos barcos de transporte, de carga e de reconhecimento. As unidades britânicas incrementam nitidamente o seu nível de agressividade, chegando a atacar pelo menos em duas ocasiões as embarcações e aeronaves de salvamento argentinas, atos esses que acabaram ferindo os princípios mais elementares do Direito Internacional.

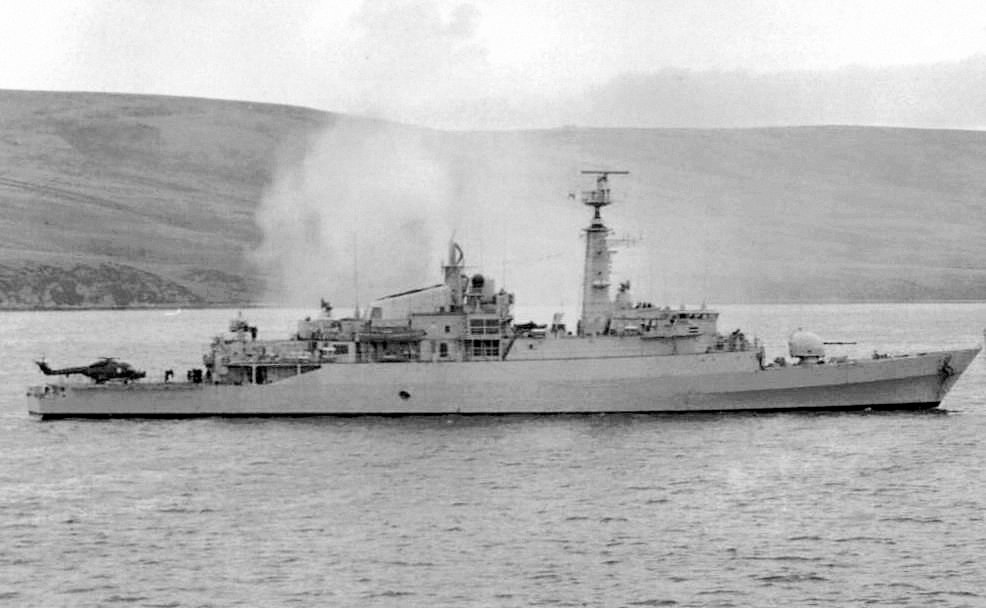
O navio de guerra inglês HMS Antelope durante a guerra.

No dia 12, aviões A-4 Skyhawk argentinos tentaram destruir com bombas o HMS Glasgow e o HMS Brilliant, que se encontravam bombardeando Puerto Argentino. O ataque resultou num fracasso, com a perda de 4 aviões (um deles pôr fogo amigo). Apesar disto, o Glasgow recebe o impacto de uma bomba que não chegou a detonar, porém causou danos suficientes para obrigá-lo a voltar ao Reino Unido.
No dia 14, uma operação de tropas SAS em ilha Borbón (Peeble Island), apoiada pelos navios HMS Hermes, HMS Broadsword e o HMS Glamorgan obtiveram um grande êxito ao destruir os 11 aviões ali estacionados. Esta operação marca o início da escalada da atividade militar britânica. Os bombardeios costeiros ficaram mais intensos. Os argentinos compreendem que a invasão é iminente e se preparam para a defesa.
Um incidente que pôs em evidência a cooperação chilena com o Reino Unido aconteceu no dia 18. Ao amanhecer, descobriram os restos de um helicóptero britânico Sea King (ZA-290) abandonado e destruído pelos seus ocupantes próximo à Punta Arenas, Chile. Desde o lado argentino se argumentou que este helicóptero procedia do país andino, porém atualmente sabe-se que se tratava de um abre-alas da Operação Mikado. A Operação Mikado era uma ação praticamente suicida, ao cargo do esquadrão B do SAS, destinada a destruir os aviões Super Étendard e os mísseis Exocet da 2ª Esquadrilha em Río Grande. A partir da destruição do HMS Sheffield, colocar e eliminar estes perigosíssimos mísseis se converteu em uma prioridade tão alta para o Almirantado Britânico que justificava qualquer tipo de sacrifício. A visão de que eles não compartilhavam os homens que de fato iam sacrificar-se, que eram soldados veteranos e corajosos; porém, o que eles compreendiam é que estavam caminhando para a morte.
Não obstante, às 00h15min do dia 18 de maio, o tenente Hutchings — engajado no HMS Hermes — decolou do HMS Invincible com seu helicóptero Sea King ZA-290 e um grupo de 9 soldados de elite. Sua missão era penetrá-los nas proximidades da base de Río Grande, donde estavam os Super Étendards com seus Exocets, para observar seus movimentos e preparar a chegada de duas lanchas com cinquenta soldados que destruiriam com bombas esta base essencial para Argentina. Depois seriam evacuados ou fugiriam até o Chile, de onde o regime autoritário de Augusto Pinochet havia garantido em segredo apoio para serem evacuados. Já dias antes havia chegado ao Chile um certo capitão Andrew H. sob cobertura diplomática, para realizar um reconhecimento preliminar. Seus movimentos não foram restringidos em nenhum momento. Reagan havia advertido a Thatcher de que uma operação assim em território continental argentino poderia envolver na guerra os outros países do TIAR, como Peru e Venezuela, porém evidentemente o governo britânico optou por ignorar esta consideração e as objeções de suas próprias unidades de comandos.

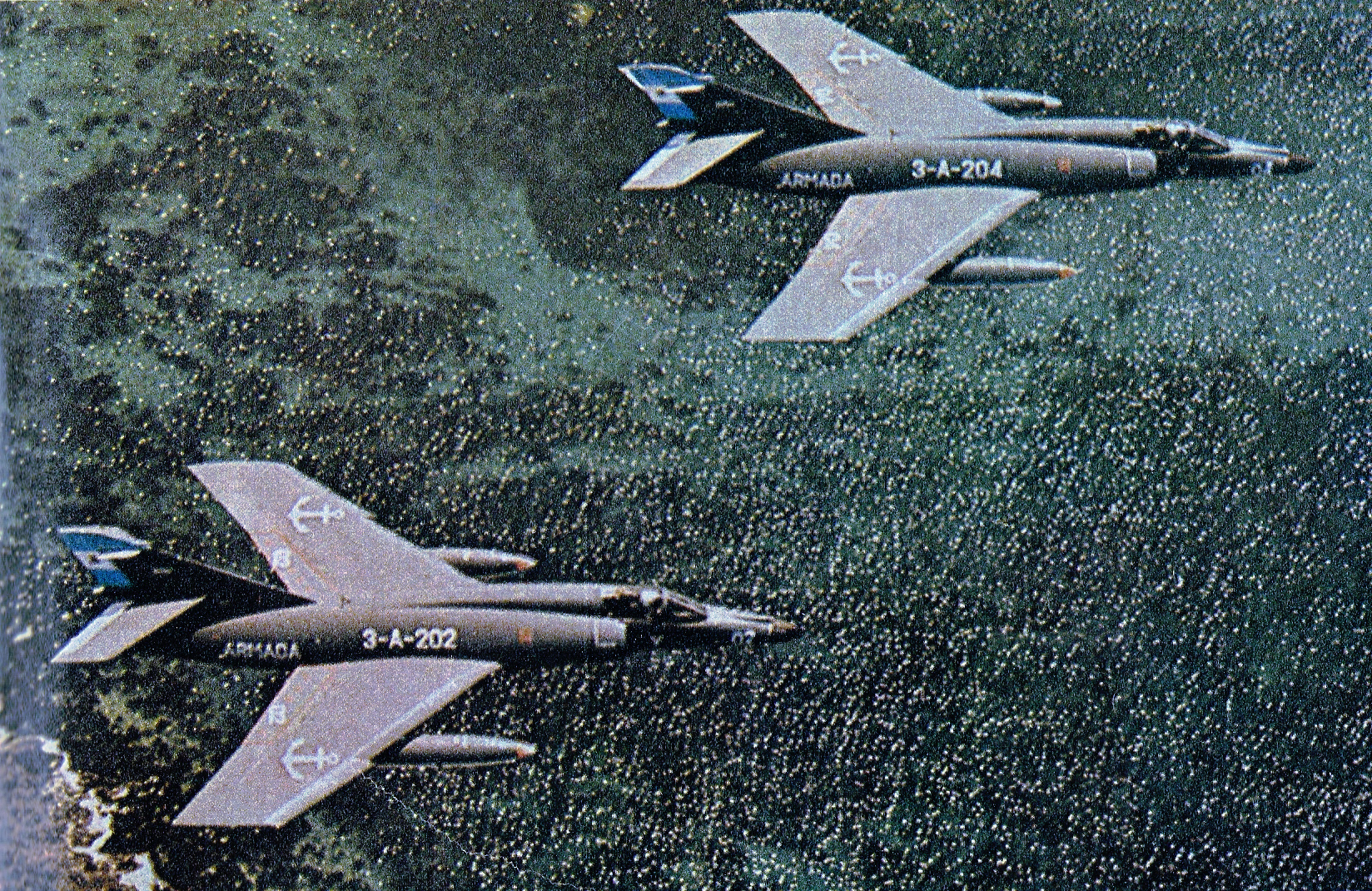
Dois aviões argentinos Étendard. Armados com mísseis Exocet, eles representavam uma séria ameaça à marinha britânica. Vários navios ingleses foram danificados e ao menos um cruzador foi afundado, ao custo de diversas destas aeronaves que foram abatidas pelo fogo antiaéreo britânico.

Tal como eles temiam, o ZA-290 foi detectado por radares argentinos, e o tenente Hutchings decidiu cancelar a operação e dirigir-se diretamente ao Chile. Sem combustível, pousaria na praia de Água Fresca, já em território chileno. Foi abandonado e destruído por seus ocupantes, porém o certo é que estes retornaram ao Reino Unido por voo regular e sem nenhum problema, o que confirmaria a implicação chilena no conflito do lado britânico (oficialmente, "renderam-se às autoridades chilenas", porém em nenhum momento foram tratados como prisioneiros de guerra, mas sim, como combatentes aliados). O general chileno Fernando Matthei confirmou em uma entrevista concedida ao Centro de Investigação e Documentação da Universidade Finis Terrae em 1999 que durante toda a guerra existia uma constante cooperação do mais alto nível com o Reino Unido, pois "temiam ser os seguintes". Pouco antes, Margaret Thatcher também o faria público para defender a Pinochet durante sua estada no Reino Unido. O helicóptero de apoio, um outro Sea King com matrícula ZA-292, retornou ao HMS Invincible. A Operação Mikado foi cancelada e o Almirantado prosseguiu com os seus planos de reconquista sob a ameaça dos Exocet.
Em efeito, no dia 18, o governo britânico deu ao almirante Woodward o sinal verde para um desembarque na costa leste do Estreito de San Carlos, que separa as duas ilhas principais do arquipélago malvinense. Uma operação arriscada que obrigaria os navios a entrar em um estreito rodeado de montanhas; o lugar perfeito para sofrer ataques a baixa altitude por parte da aviação argentina.

### O Dia D: Operação Sutton
| Forças argentinas         | Forças británicas                                                                                |
| ------------------------- | ------------------------------------------------------------------------------------------------ |
|                           | • Força de desembarque da Marinha Real:                                                          |
|                           | • 1 destróier lança-mísseis (HMS Antrim).                                                        |
|                           | • 6 fragatas (HMS Ardent, Argonaut, HMS Brilliant, HMS Broadsword, HMS Yarmouth e HMS Plymouth). |
|                           | • 2 navios de assalto (HMS Fearless e HMS Intrepid).                                             |
|                           | • 5 navios de desembarque (Sir Percival, Sir Tristram, Sir Geraint, Sir Galahad e Sir Lancelot). |
|                           | • 4 navios de apoio logístico (Europic Ferry, Norland, Fort Austin e Stromness).                 |
|                           | • 1 transatlântico para transporte de tropas (Canberra).                                         |
|                           | • Outros navios e aviões em operações de ataque e apoio cerrado.                                 |
| •Guarnição de San Carlos. | • Esquadrão D de comandos SAS.                                                                   |
| •Guarnição de Darwin.     | • 40º, 42º e 45 °Comandos da 3ª Brigada de Comandos.                                             |
|                           | • 2º e 3º de Paraquedistas.                                                                      |

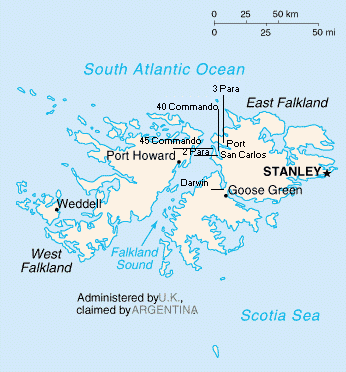
Área de desembarque (topônimos ingleses).

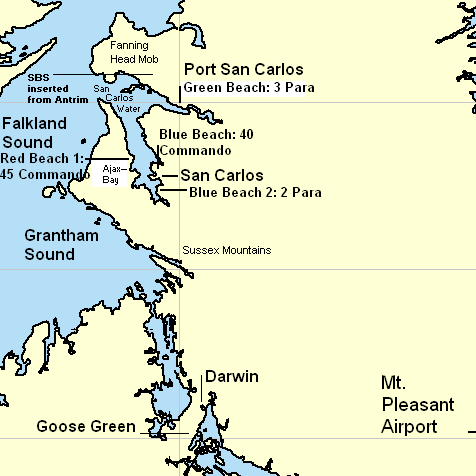
Zonas de desembarque (topônimos ingleses).

Ao anoitecer do dia 20 de maio de 1982, 12 000 soldados argentinos bem equipados de material sabiam que o ataque britânico era iminente, pois durante os dois dias anteriores já vinham observando numerosas detecções no radar e um forte incremento da atividade inimiga. Pela manhã, o Secretário Geral da ONU Javier Pérez de Cuéllar reconhece o fracasso de suas gestões em favor da paz. Uma proposta peruana é também rechaçada. Segundo as informações do capitão Roberto Vila, destinado ao arquipélago: No dia 20 continuam as novas missões, com o capitão Grünert e o tenente Calderón. Às 18h30min, apareceram ecos de radar dos dois helicópteros que logo foram vistos pela Rede de Observadores Aéreos. Às 22h30min, houve alarmes de iminentes ataques e desembarque aerotransportado; nesse dia os soldados dormiram com o FAL carregado.
Esta importante força militar sofria uma fraqueza essencial: uma parte significativa estava composta por infantaria de recrutamento obrigatório, não voluntários profissionais. Entre eles, inclusive, havia estudantes dissidentes com o regime que foram enviados de castigo, e cujo moral de combate era evidentemente baixa. As comunicações navais com o continente estavam cortadas, e as comunicações aéreas sofriam graves alterações em suas operações devido à constante presença de patrulhas de caças inimigos. Não obstante a isto, a Força Aérea Argentina esteve à altura das circunstâncias e manteve o contingente no arquipélago abastecido até a última noite da guerra, apesar de condições tão adversas.
Em torno deles, a prática totalidade da Royal Navy: mais de 120 navios, 33 deles navios de guerra de primeira linha, com vários milhares de soldados profissionais e de elite preparando-se para o desembarque. Os submarinos britânicos já eram completamente donos de todas as águas ao redor das Malvinas, pelo que a frota argentina permaneceu no porto. Não obstante essa superioridade tecnológica e militar britânica, a guarnição das Malvinas e a Força Aérea Argentina prepararam-se para a defesa. Acreditavam ter uma oportunidade e de fato a tinham.
Durante a noite do dia 20 de maio de 1982, a operação Sutton, dirigida pelo contra-almirante Woodward e o comodoro Clapp, pôs-se em marcha. Dezenove navios da Marinha Real (o transatlântico Canberra, os navios de assalto Fearless e Intrepid; os navios de desembarque Sir Percival, Sir Tristram, Sir Geraint, Sir Galahad e Sir Lancelot; os navios de apoio logístico Europic Ferry, Norland, Fort Austin e Stromness; escoltados pelo destróier Antrim e as fragatas Ardent, Argonaut, Brilliant, Broadsword, Yarmouth e Antelope) dispersaram-se pelo Estreito de San Carlos. Às 1h do dia 21 de maio de 1982, as primeiras tropas britânicas chegavam em terra na Baía de San Carlos, ao extremo ocidental da Ilha Soledad (de onde está a capital Puerto Argentino). Sem encontrar resistência, estabeleceram rapidamente três cabeças de praia e avançam até a localidade de San Carlos, de onde produziriam as primeiras lutas. Entretanto, diversas unidades aeronavais britânicas realizam ataques de apoio cerrado em outros pontos do arquipélago, bombardeavam alvos selecionados e enviavam tropas para Darwin e Goose Green.
| Perdas argentinas                                      | Perdas britânicas                        |
| ------------------------------------------------------ | ---------------------------------------- |
| • Nenhum.                                              | • 2 helicópteros Gazelle derrubados.     |
|                                                        | • 1 avião tático Harrier GR.3 derrubado. |
| Baixas humanas                                         |                                          |
| • Não precisas (poucas).                               | • Pelo menos 4 mortos.                   |
| Resultados estratégicos                                |                                          |
| • 3 cabeças de praia britânicas na Baía de San Carlos. |                                          |
| • Guarnições de Darwin e de San Carlos imobilizadas.   |                                          |

A decisão de desembarcar pelo Estreito de San Carlos foi muito controvertida, sobretudo à luz de suas consequências. Por um lado é certo que as montanhas circundantes pareciam proteger as unidades britânicas e pô-las a salvo dos radares inimigos. Porém, pelo outro lado, a aviação argentina já havia demonstrado em ocasiões precedentes ser muito capaz de aproveitar esta classe de obstáculos em seu próprio benefício; aliás, este desembarque afastava as unidades implicadas da força principal situada ao Leste da Ilha Soledad. Um ataque direto sobre Puerto Argentino ou às suas periferias não teria sido adequado, pois ali se concentrava a maior parte da guarnição argentina, porém muitos historiadores não explicam por que Woodward e Clapp escolheram um dos três piores lugares possíveis para iniciar o ataque. Seja como for, assim ocorreu. E pagaram caro pelas consequências.
Às 9h, um Aermacchi MBB 339 argentino utilizou pela primeira vez as características geográficas do Estreito de San Carlos para sobrevoar à força de desembarque britânica sem ser derrubado. Este aparato confirmaria que se falavam ante o «Dia D» das Malvinas, e inclusive fez alguns disparos com seus lança-foguetes Zuni, provocando danos menores na fragata Argonaut. Apenas meia hora depois, a Força Aérea Argentina ficava ao seu encargo os seus aviões para responder com uma série de ataques de excepcional ousadia que rebatizariam o Estreito de San Carlos como «o corredor das bombas». Era o momento que demoravam um mês esperando. E esta era a sua oportunidade.

### O Dia D: O corredor das bombas ou O Vale da Morte
| Forças argentinas                                                                  | Forças britânicas                                                                                    |
| ---------------------------------------------------------------------------------- | --- |
|                                                                                    | • Força de desembarque da Marinha Real:                                                              |
| • 20 aviões táticos IAI Dagger (do grupo 6º) armados com bombas de 250 e de 500 kg | • 1 destróier lança-mísseis (HMS Antrim).                                                            |
| • 30 aviões táticos Skyhawk (do grupo 5º) armados com bombas de 250 e de 500 kg    | • 6 fragatas (HMS Ardent, HMS Argonaut, HMS Brilliant, HMS Broadsword, HMS Yarmouth e HMS Antelope). |
| • 6 caças Mirage III (do grupo 8º) armados com mísseis Magic em função de escolta. | • 2 navios de assalto (HMS Fearless e HMS Intrepid).                                                 |
| • Diversas aeronaves de apoio em retaguarda.                                       | • 5 navios de desembarque (Sir Percival, Sir Tristram, Sir Geraint, Sir Galahad e Sir Lancelot).     |
|                                                                                    | • 4 navios de apoio logístico (Europic Ferry, Norland, Fort Austin e Stromness).                     |
|                                                                                    | • 1 transatlântico para transporte de tropas (Canberra).                                             |
|                                                                                    | • Patrulhas CAP compostas por aviões Sea Harrier.                                                    |
| •Guarnição de San Carlos.                                                          | • Armas antiaéreas de infantaria.                                                                    |

Sem dúvida, Woodward e Clapp esperavam algum tipo de reação argentina. Para o que não estavam preparados, segundo demostraram os acontecimentos, foi para as furiosas formações de ataques aéreos que choveram bombas por cima das tropas inimigas durante as cinco horas seguintes.
Trouxe um primeiro ataque sem consequências ao cargo de dois Daggers às 10h25, e posteriormente seguiram cinco minutos depois a duas esquadrilhas de três Dagger cada uma. Com seus canhões e bombas danificaram severamente a fragata HMS Broadsword e deixaram fora de serviço (com uma bomba sem explodir a bordo) o destróier HMS Antrim, perdendo um avião com um míssil Sea Cat da Plymouth.
Quase simultaneamente cinco A-4B Skyhawk do Grupo 5 de Caça lançaram sobre a Argonaut, danificando-a gravemente com duas bombas de meia tonelada que não explodiram. Uma hora mais tarde, dois A-4B se adentraram no estreito, bombardeando erradamente o casco avariado do navio Río Carcarañá, enquanto o líder atacava sem sucesso a fragata Ardent. Ao mesmo tempo quatro A-4C do Grupo 4 de Caça eram interceptados por uma PAC, que derrubou com seus Sidewinder a dois deles: ambos os pilotos perderam a vida.
Produziram então uma trégua que terminou abruptamente às 14h40min. Três Dagger (o quarto avião havia sido derrubado por um Sea Harrier pouco antes sem que os seus companheiros o notassem) descobriram a Ardent que navegava rumo ao norte e a alcançaram com duas bombas, uma das quais explodiu, destruindo o helicóptero Lynx e o lançador de mísseis Sea Cat e matando quatro homens.
Cinco minutos depois, outros três Daggers atacaram com fogo de canhão a fragata Brilliant, deixando alguns feridos e danos menores: por outro lado, pouco depois a esquadrilha de Daggers foi aniquilada sobre a Grande Malvina pelos Sea Harriers, embora felizmente os três pilotos puderam ejetar-se.
Finalmente, às 15h10min três A-4Q Skyhawk da 3° Esquadrilha da aviação naval fizeram a sua aparição e descobriram a malsucedida Ardent, que tentava desesperadamente unir ao grosso dos britânicos. De imediato a atacaram, alcançando-a com várias bombas de ação retardada Snakeye de 227 kg. A formação argentina foi imediatamente interceptada por um PAC, que derrubou dois aviões e avariou o terceiro de tal forma que o piloto ejetou da cabine do avião sobre Puerto Argentino/Port Stanley diante da impossibilidade de aterrissar.
Sem dúvida o ataque havia firmado a sentença de morte da Ardent: com 22 mortos e 37 feridos a bordo, os incêndios se espalhando impiedosamente e a água do mar penetrando em grande velocidade na linha de flutuação, só ficava uma decisão por tomar. A fragata Yarmouth foi colocada junto à Ardent e procedeu a evacuação dos feridos e ao resto da tripulação. Depois de arder em chamas durante horas, o navio afundou às duas horas da madrugada do dia seguinte.
Entretanto, os navios de desembarque dentro da baía de San Carlos seguiram levando unidades de combate à terra. Desembarcam os carros de combate de The Blues and the Royals e as quatro baterias de canhões de 105 mm do 29° Comando e do 4º Regimento. Os sobreviventes da Ardent são transportados ao transatlântico Canberra. O desembarque foi feito com êxito. Porém a um preço elevadíssimo.
| Perdas argentinas                                                     | Perdas britânicas                                                                             |
| --------------------------------------------------------------------- | --------------------------------------------------------------------------------------------- |
| • 5 aviões IAI Dagger.                                                | • Fragata HMS Ardent afundada.                                                                |
| • 6 aviões Skyhawk.                                                   | • Fragata HMS Argonaut severamente danificada.                                                |
|                                                                       | • Destróier lança-mísseis HMS Antrim e a fragata HMS Brilliant consideravelmente danificados. |
|                                                                       | • Fragata HMS Broadsword e HMS Alacrity levemente danificadas.                                |
| • 3 aviões Pucará e um helicóptero CH-47 Chinook (em ações paralelas) | • 2 aviões Sea Harrier.                                                                       |
| Baixas humanas                                                        |                                                                                               |
| • Pelo menos 12 pilotos mortos.                                       | • Pelo menos 29 mortos e numerosos feridos.                                                   |

### Terra, água, ar e fogo
Em terra, o desembarque na Baía de San Carlos prosseguia ininterruptamente. Durante os dias 22 e 23, as tropas inglesas asseguraram numerosos pontos táticos essenciais e acumularam grandes quantidades de armas e suprimentos chegados por via marítima. A fragata HMS Antelope substituiu a Ardent. Numerosos navios logísticos, entre eles o cargueiro MV Atlantic Conveyor estacionaram no Estreito de San Carlos para descer mais e mais homens e material. O general Julian Thompson —chefe das forças terrestres britânicas— estabeleceu oficialmente o seu quartel general em San Carlos, de onde já tremula a bandeira Union Jack. Apesar das terríveis perdas sofridas no dia 21, o desembarque foi um êxito. Nada faz crer que, com todas estas medidas, a aviação argentina apareça de novo no Estreito de San Carlos.
Não obstante, a meio-dia do dia 23 detectaram aviões argentinos ao sul do estreito. Recebem fogo antiaéreo da Antelope e da Broadsword, afugentando-os. Porém os britânicos desconhecem que esta pequena incursão forma parte na realidade de uma dupla formação de 12 Daggers e 6 Skyhawks que não foram detectados e cujo primeiro escalão faliu. A aviação argentina voltou.
De pronto, três A-4B Skyhawk reaparecem pelo norte a grande velocidade e altitude muito baixa. Desta vez, as forças britânicas reagiram de imediato produzindo uma densa cortina de fogo antiaéreo. O avião líder é alcançado em seguida, e o seu piloto, o capitão Carballo desapareceu atrás das montanhas para voltar ao continente. Sem dúvida, de maneira suicida os dois aparelhos restantes prosseguem ao ataque enquanto os mísseis e as metralhadoras os envolvem. Se encaram diretamente até a recém-chegada HMS Antelope. O alferes Hugo Gómez lança sua bomba Mk.17 de 500 kg que alcança a fragata, sem explodir, e consegue fugir. O primeiro tenente Luciano Guadagnini lança por sua vez e é imediatamente alcançado pela asa direita: O avião de Guadagnini se desintegra contra o míssil da Antelope e um instante depois sua bomba alcança o barco sem explodir.
A Antelope ficou fora de combate. Com duas bombas sem explodir a bordo e um incêndio controlado, os britânicos decidem evacuar a fragata, exceto pelo pessoal essencial para desativação de bombas e controle de danos. Na noite do dia 23 ao dia 24, enquanto o pessoal de desativação tentava desativar uma das bombas, esta detona e o incêndio seguinte alcança o paiol de mísseis Sea Cat: a Antelope se vê atingida por uma terrível explosão. Partida em dois, afundará na manhã do dia 24.

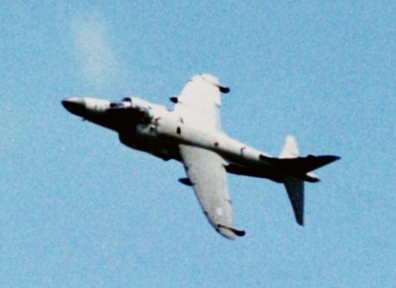
O avião de pouso e decolagem vertical ou de pista curta (VSTOL) Sea Harrier, protagonista britânico das batalhas aéreas nos céus malvinenses.

Não houve trégua. A aviação argentina golpeia de uma e de outra vez as forças navais de desembarque, apesar de que os britânicos estejam esperando e percam cada vez mais e mais aviões. Não obstante, são alcançados pelos navios de desembarque HMS Sir Galahad e Sir Lancelot. Os ataques do dia 24 fizeram perder três Daggers e um Skyhawk, todos eles abatidos por Sea Harriers sem sofrer nenhuma perda.
O dia 25 de maio é um feriado nacional argentino. Todo o mundo, em ambas as partes, sabe que haverá ação e estão em alerta máximo. Em efeito, desde a primeira hora da manhã começam os ataques argentinos sob forte pressão aérea e antiaérea inimiga. Às 8h37min, o primeiro Skyhawk é atingido por um míssil do destróier HMS Coventry, da mesma classe do malfadado Sheffield. Em torno do meio-dia produziu um outro ataque sobre as forças de desembarque no Estreito de San Carlos: um Skyhawk é derrubado por um míssil Rapier disparado em terra e outro cai nas mãos do Coventry. É a segunda vitória do dia para este moderno destróier, porém foram justamente os êxitos que os selam seu destino: a Força Aérea Argentina decide eliminar a "armadilha 42/22" a qualquer preço.
Um ataque de quatro Skyhawks cai às 15h20min sobre o destróier Coventry e a fragata Broadsword. A Broadsword é severamente danificada na popa e seu helicóptero Lynx ficou destruído, porém sobrevive. O Coventry, ao invés, recebe o impacto direto de três bombas que fizeram matar 19 homens. Nenhum avião atacante ficou abatido. O destróier está perdido e eles evacuaram o navio de imediato. Em meia hora, o navio dá uma pequena volta e afunda.
O Almirantado britânico fica nervoso. Haviam considerado que o Sheffield era um erro tático pontual, algo que não se repetira. Agora, já são quatro os navios de guerra britânicos de primeira linha que apodrecem no fundo dos mares malvinenses, entretanto outra dezena arcou como pode com os seus danos. Não era o previsto em absoluto. Decidem acelerar as operações terrestres. Começa a pairar no ar o desejo de terminar o antes possível com este "obscuro incidente colonial" que se converteu em uma guerra de verdade.
| Perdas argentinas               | Perdas britânicas                                                                     |
| ------------------------------- | ------------------------------------------------------------------------------------- |
| • 7 aviões Skyhawk.             | • Destróier lança-mísseis HMS Coventry afundado.                                      |
| • 5 aviões Dagger.              | • Fragata HMS Antelope afundada.                                                      |
|                                 | • Navio porta-containers MV Atlantic Conveyor destruído. Dez helicópteros destruídos. |
|                                 | • Fragata HMS Broadsword gravemente danificada. Helicóptero destruído.                |
|                                 | • Navios de desembarque Sir Lancelot e Sir Galahad avariados.                         |
| Baixas humanas                  |                                                                                       |
| • Pelo menos 10 pilotos mortos. | • Pelo menos 62 mortos e numerosos feridos.                                           |

Por si algo lhes faltava para convencer. Às 16h30min, uma ou duas fortes explosões sacodem o porta-contêineres MV Atlantic Conveyor ao norte da Ilha Soledad, bem próximo do porta-aviões HMS Hermes. A explosão produz um incêndio que nada podia controlar. São os Super Étendards do 2º Esquadrão Aeronaval. Sem ser detectados e a partir de uma distância de 50 km, foram lançados dois Exocets contra os alvos distantes que apareciam em seus radares. O Atlantic Conveyor há de ser evacuado e arde como uma tocha com dez helicópteros e milhares de toneladas de material a bordo, até ficar reduzido a um peixe calcinado que flutua a duras penas.
Haviam-se perdido dois grandes navios em um só dia, e outros seis foram danificados. Por outro lado, a aviação argentina perdeu somente três aviões. Pessoas em todo o mundo olhavam a Argentina com simpatia pelo seu ímpeto, porém a lástima por sua inevitável derrota, começam a perguntar quem está ganhando verdadeiramente a guerra. No Reino Unido também, e todas as expectativas se dirigem para Margaret Thatcher. Algo deve mudar de imediato. A "questão das Malvinas" estava transformando-se em uma derrota maior para a superpotência e o seu Governo.

### Batalha de Goose Green

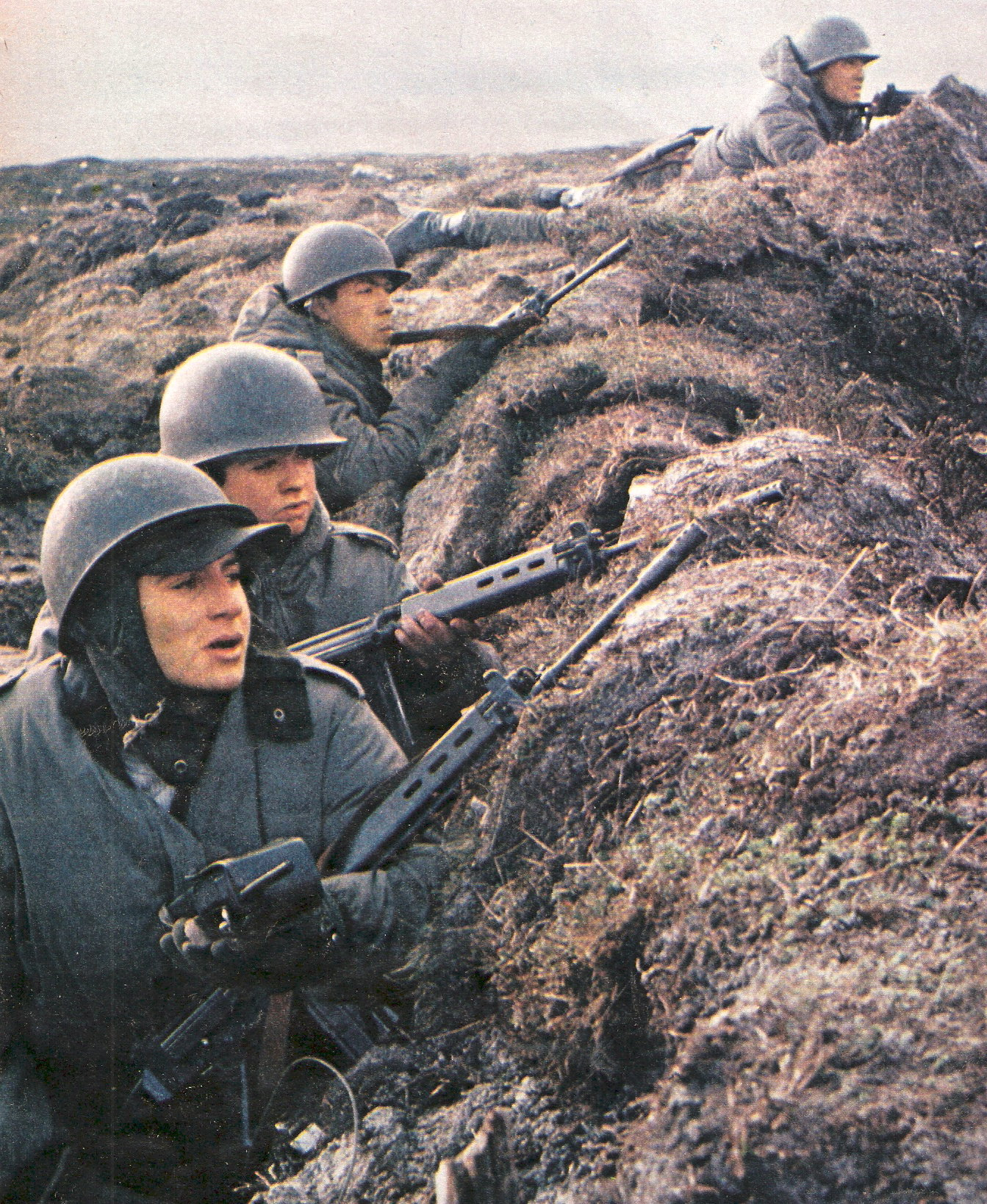
Soldados argentinos em batalha.

Entre as poucas pessoas do lado britânico que não estavam atribuladas para o dever dos acontecimentos se contavam, curiosamente, o Contra-Almirante Woodward e o General Thompson. Ambos tinham seus motivos.
Apesar das severas perdas sofridas, Woodward, como bom marinheiro, conhecia de sobra um princípio básico da guerra naval: sem importar as coisas espetaculares que seriam os golpes propinados ou recebidos, no mar ganha quem fica. A Marinha Argentina se desgastava no porto desde o afundamento do General Belgrano enquanto a Royal Navy, maltratada ou não, permanecia no mar. O que fez, uma vez completado o desembarque, foi retroceder suas posições tanto como pôde sem denegrir o apoio às unidades presentes em Ilha Soledad. Importantes forças de reserva, como os milhares de homens a bordo do Queen Elizabeth 2, foram à deriva nas ilhas Geórgia do Sul. Seus suprimentos e reforços, em vez de viajar diretamente às Malvinas, descreviam um semicírculo que os colocava fora do alcance da aviação argentina. Sim, a Royal Navy havia sofrido severas perdas, porém não era a primeira vez que ocorria em sua história nem seria a última. O fato é que continuava sendo a dona do mar.
O general Thompson, responsável pelas forças terrestres, também tinha seus próprios motivos para não perder o moral. Em último recurso as guerras são ganhas quem conquistam a terra e, a partir do seu ponto de vista, o desembarque havia se tornado um êxito total, somente obscurecido pela destruição dos equipamentos a bordo do Atlantic Conveyor e do Sir Lancelot. Em geral, todos os seus homens haviam chegado à terra junto com a maior parte do seu material, estavam bem estabelecidos e protegidos contra-ataques aéreos tanto por seus próprios sistemas antiaéreos como pelas patrulhas de Harriers e suas linhas logísticas, embora ameaçadas, seguiam abertas. Frente a isto, 12 000 homens do Exército e da Marinha argentinos. Porém 12 000 homens essencialmente apostos, exceto pelo par de contêineres que os aviões de transporte Hércules transportavam a cada noite a partir do continente.
O Brigadeiro Thompson decidiu que era imprescindível fechar a bolsa que o inimigo fazia o antes possível, confinando-o nos arredores de Puerto Argentino, agarrando-o entre suas próprias forças e o mar dominado pela Royal Navy. E ao mesmo tempo, estabelecer rapidamente uma cabeça de praia desde o interior na costa leste da Ilha Soledad, de tal modo que sua linha logística não tivera que penetrar nas perigosas águas do estreito de San Carlos, agora conhecido como "o corredor das bombas". Dessa forma, os suprimentos e reforços poderiam chegar diretamente a partir do oceano, o seu oceano.
| Forças argentinas                                                 | Forças británicas                                                                                               |
| ----------------------------------------------------------------- | --- |
| • 12º Regimento de Infantaria.                                    | • 4 companhias del 2 PARA.                                                                                      |
| • 1 companhia do Regimento de Infantaria 25 (tipo Ranger).        | |
| • 1 bateria de artilharia com canhões de 105 mm.                  | • 3 peças de artilharia do 29 °Comando com quase mil projéteis de calibre 105mm e uma unidade Milan antitanque. |
| • 1 seção do Regimento de Infantaria 8 (3º seção da companhia C). | |
| • defesa antiaérea AAA pesada (Oerlikon de 35 mm e similares).    | • 2 unidades Blowpipe.                                                                                          |
| • apoio aéreo limitado pelo mau tempo.                            | • helicópteros Scout de reconhecimento e apoio aéreo de 3 Harriers ao anoitecer do dia 28.                      |
|                                                                   | • breve apoio naval da fragata HMS Arrow com 135 projéteis de calibre 114mm.                                    |
| Total RRHH:                                                       | |
| • Mais de 700.                                                    | • 600 homens.                                                                                                   |
| (Comandante: tenente-coronel Italo Piaggi)                        | (Comandantes: tenente-coronel Herbert Jones —morto— e o major Chris Keeble)                                     |

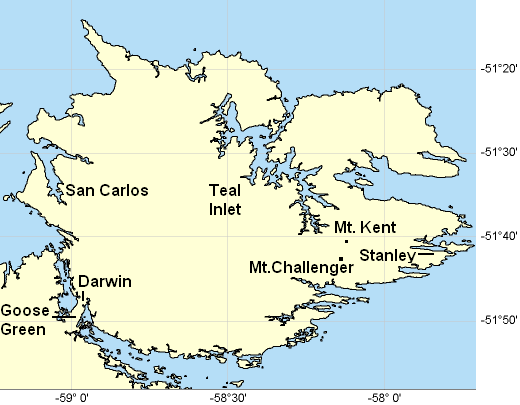
Parte norte da Ilha Soledad (topônimos ingleses). Observe-se que a conquista do corredor entre Darwin e Goose Green parte da Ilha Soledad em duas metades e libera o passo a partir do ponto de desembarque em San Carlos até o oceano, ao Leste.

O primeiro ponto de ataque ficava, pois, evidente; e já durante as primeiras inserções o tiveram em conta. O lugar seria Goose Green (Pradaria do Ganso). Se as forças do Batalhão de Paraquedistas 2 (2 PARA) estacionadas em Darwin logravam tomar esta posição (e de propósito, o seu aeródromo), as forças argentinas ficariam rodeadas na metade norte da Ilha Soledad, ao outro lado das montanhas, e ele teria acesso a um corredor costeiro até o oceano. A primeira batalha terrestre da Guerra das Malvinas só podia ocorrer, pois, em Goose Green.
Pouco depois da meia-noite do dia 28 de maio de 1982, o 2 PARA partiu do lado ocidental do extremo norte do istmo que divide Ilha Soledad em dois. As companhias B e D penetraram no istmo, enquanto a companhia A se situou ao leste. A companhia A iniciaria o ataque desde ali, tomando Burntside House sem achar presença argentina. Às 03h30min, as companhias B e D se dirigiram à posição de Boca Hill. De pronto, receberam fortes rajadas de fogo inimigo. A batalha de Goose Green havia começado.

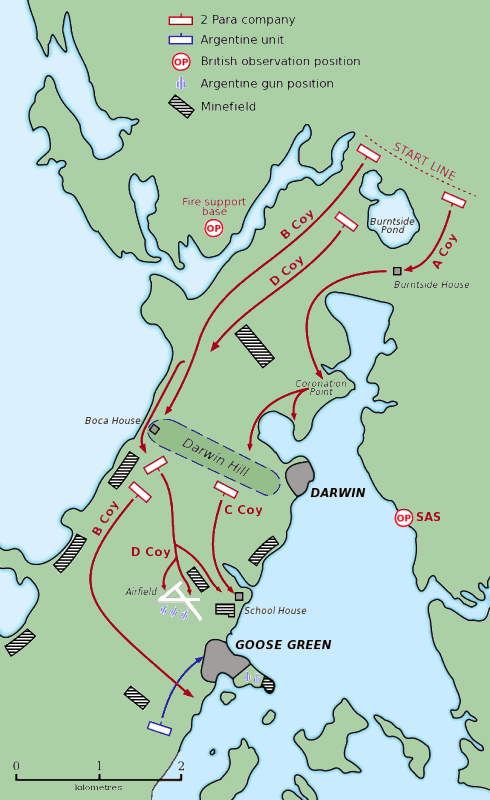
Mapa da batalha de Goose Green.

Entretanto, a companhia A, do major Dair Farrar-Hockley seguiu seu caminho até o sul para encontrar-se com uma seção do 25o. Regimento de Infantaria na colina Darwin. Na luta seguinte, os argentinos detiveram o avanço da companhia A, apesar de sofrerem severas perdas que incluíram o seu comandante, o tenente Roberto Estévez. O ataque britânico havia sido detido.

O soldado recruta Sergio Rodríguez do Regimento 25 (tipo Ranger) foi ferido nesse combate disparando as últimas balas de sua metralhadora MAG. Em uma edição especial do diário Tiempo Argentino (Maio de 1983, pág. 10) relata assim a morte do tenente Estévez:
" … chegou a minha posição o tenente Estévez ferido com dois tiros no corpo, na perna direita e no braço, que o teria atravessado. Me perguntou se estava ferido, que o dele não era nada (…) seguia dando ordens e fazendo-os manter o combate, entretanto ele com o único braço se comunicava com o comando, dando toda a informação sobre o inimigo. Não sei como os ingleses haviam tomado posições tão altas. Estava falando pelo rádio no meu lado, quando recebi um tiro de raspão na cabeça que o entrou pelo pulmão direito. O impacto bateu por trás a Estévez. Eu já não tinha medo de nada. Era como que esperava ter um tiro a um inglês, e eu o matava, ou ele me mataria. E o tenente sangrando… houve um momento em que lançaram dois fragmentos de bala na cabeça, e o tenente Estévez, que agonizava em silêncio, pede-me que ponha o casaco de um morto. Caíam os filetes de sangue pelo rosto. Quando voltei a olhá-lo, o tenente Estévez estava morto…"
O tenente-coronel H. Jones, ao comando da operação, não desejava ver-se envolto em uma batalha estática com forças ligeiramente inferiores em número, e as suas ordens eram tomar Goose Green com a maior rapidez possível. Fez ato de presença na companhia A e dirigiu pessoalmente um grupo contra a colina Darwin. Às 10h30min aproximadamente, cairia mortalmente ferido no seguinte episódio: em circunstâncias que o Tenente-Coronel H. Jones e dois de seus homens tentam tomar por assalto uma trincheira com soldados do RI 12, são observados desde um "pozo de zorro" pelos AOR (aspirantes a Oficiais de Reserva - Soldados Recrutas) Guillermo Huircapan e Jorge Ledesma, quem com fogo de metralhadora e fuzil desbarataram este avanço do Chefe do II Batalhão de Paraquedistas, caindo este mortalmente ferido.
Isto se depreende das investigações feitas pelos próprios argentinos e dos testemunhos de seus protagonistas, corroboradas aliás pelo lugar exato de onde morreu o Tenente-Coronel Jones, na colina de Darwin, onde foi construído um monumento em sua memória. A colocação do monumento não coincide em absoluto com a posição de onde combateu o Subtenente Gomez Centurión, o que faz cair por terra a versão militar argentina que afirmava que Jones mata Gómez Centurión logo depois de uma conversa.
Esta versão militar argentina ficou desvirtuada 25 anos depois do término da Guerra, após as conclusões às quais chegaram os próprios argentinos através das obras "Partes da Guerra" dos Licenciados Speranza e Cittadini e "Pradaria do Ganso - Uma Batalha da Guerra das Malvinas" do investigador-escritor Oscar Teves do qual se conclui que o mais alto oficial inglês caído na Guerra das Malvinas abate 2 Soldados Recrutas no cerro Darwin.
Agora havia dois combates em marcha nas alturas de Darwin: uma ao redor da baía Darwin, e outra de igual ferocidade em frente a Boca House, defendida pelo subtenente Guillermo Aliaga ao comando da 3a Secção de Atiradores do Regimento 8. A defesa é tenaz, apesar do pesado assalto com morteiros, metralhadoras e projéteis antitanques. Na colina Darwin, o pelotão do Regimento 12 ao comando do subtenente Ernesto Peluffo e os AOR do já falecido Tenente Roberto Esteves, defendiam ferozmente suas trincheiras. Se destaca o valor do subtenente Peluffo e de muitos soldados não profissionais que esgotam sua munição e se reabastecem várias vezes com a do pessoal morto. Aqui «os defensores argentinos lutaram encarniçadamente», segundo os autores Max Hastings e Simon Jenkins.
Com o apoio da unidade Milan antitanque, que destruiu numerosas posições argentinas, a companhia A do 2 PARA fez finalmente com as colinas Darwin Boca. Porém, a resistência é feroz e o plano concebido originalmente pelo falecido comandante Jones, um fracasso. Por trás de uma severa reorganização no meio do combate, os paraquedistas britânicos logram por fim superar as altitudes de Darwin à primeira hora da tarde do dia 28 e descer até Goose Green. Porém, o combate não para: enquanto as companhias C e D estão tomando a base aérea e a escola do povoado, seguem os tiroteios. Pouco antes do anoitecer — às 5 da tarde, tão rigoroso está o inverno — e aproveitando um instante de bom tempo para produzir um ataque aéreo argentino e outro britânico, que apenas possam causar danos em terra. Sem dúvida um Pucará e um Aeromacchi argentino caem abatidos.
| Perdas argentinas                         | Perdas britânicas                                       |
| ----------------------------------------- | ------------------------------------------------------- |
| • Aprox. 50 mortos.                       | • 15 Paras (+2 outros) mortos.                          |
| • Aprox. 120 feridos.                     | • 64 feridos (fonte)                                    |
| • 1 083 prisioneiros.                     |                                                         |
| • Abundante material.                     |                                                         |
| • 3 Pucará.                               | • 1 Sea Harrier (4 de Maio) 1 Harrier GR.3 (27 de Maio) |
| • 1 Aeromacchi MB.339.                    | • 1 helicóptero Scout.                                  |
| Resultados estratégicos                   |                                                         |
| • Goose Green capturado pelos britânicos. |                                                         |

Durante o anoitecer, Keeble oferece a Piaggi que se renda em termos honoráveis. Ante a extrema violência dos combates e a elevada perda de vidas, Piaggi cede. Goose Green caiu em mãos britânicas depois de 14 horas de combate. Quando amanheceu jaziam 15 paraquedistas, 1 Engenheiro Real e 1 piloto britânico mortos, além de 64 feridos. Em torno de 50 argentinos morreram, outras centenas ficaram feridas e mais de mil argentinos foram feitos prisioneiros. Estes serão repatriados via Montevidéu. A posição estratégica britânica em Ilha Soledad está consolidada e seus inimigos expulsos. A partir de agora, é só uma questão de tempo até que a guarnição argentina nas Malvinas entre em colapso.
Em San Carlos, o general Thompson estava contente. Porém, tinha outro problema: os helicópteros com que contava para uma rápida ação aeroterrestre contra Puerto Argentino não eram mais do que ferragens a bordo do calcinado Atlantic Conveyor. As tropas britânicas terão que avançar a pé, através das montanhas geladas. Será um longo caminho.

### Golpes entre os gelos
No dia 30 foi realizada a operação mais importante da Força Aérea Argentina cujo saldo, apesar dos êxitos dos dias precedentes, é confuso. Sabiam que o almirante Woodward havia retirado seus navios como fazia no leste como o foi possível, sem deixar desprotegidas às suas forças nas Malvinas, e também sabiam que com 3 800 britânicos já desembarcados e suas forças embolsadas, somente uma série de golpes devastadores podiam evitar a derrota. Em particular, era de essencial importância deter as patrulhas de Harriers, que vinham demonstrando ser abertamente superiores em combate aéreo a qualquer coisa que a força aérea e aeronaval argentina pudesse opor-lhes. Por mais arriscado que fosse, tinha que atacar os porta-aviões, com o mesmo coração da frota britânica. Durante os dias anteriores se havia estabelecido firmemente a posição do HMS Invincible em 51°38'S 53°38'W. Seria, pois, o Invincible.

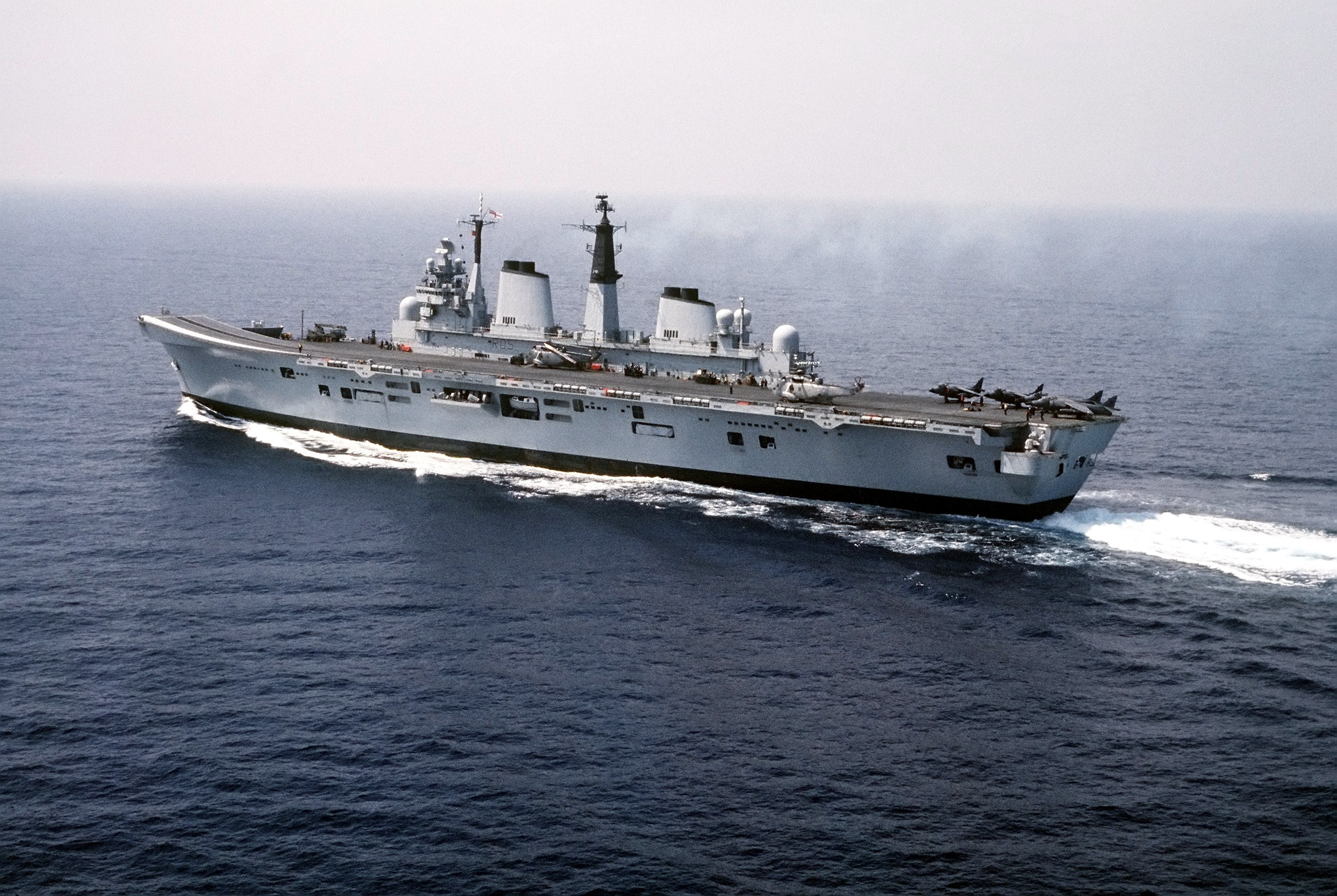
O porta-aviões britânico HMS Invincible em 1990.

Na manhã do dia 30 decolaram de Río Grande quatro Skyhawks com bombas de 250 kg retardadas por paraquedas — para evitar as falhas de detonação que impediram a destruição de grandes alvos nos dias anteriores — e dois Super Étendards, um dos quais transportava o último Exocet AM.39 ar-terra da Argentina.
Após reabastecer-se em voo, atacaram a partir do sul. O primeiro a disparar foi um Super Étendard, lançando seu Exocet contra um alvo de grande tamanho nitidamente detectado em seu radar. Cumprida sua missão, os Super Étendards deram a volta para retornar à base. Sem mais Exocets disponíveis, seu papel na guerra havia se encerrado.
Os Skyhawks, ao contrário, utilizaram o rastro do Exocet para guiar-se até o alvo. De pronto, observaram "uma grande coluna de fumaça preta no horizonte". O Exocet, uma vez mais, havia alcançado algo. Porém, ao mesmo tempo havia posto em alerta os porta-aviões e sua escolta, a fragata HMS Avenger. Quando os pilotos argentinos chegaram, se encontraram com densas camadas de fumaça preta e de névoa branca geradas pelos dois navios para ocultar-se, pelo que não puderam avaliar que tipo de danos havia ocasionado pelo Exocet (segundo a versão britânica, foi detectado aproximando-se e destruído com um disparo DP de 114 mm, porém parece bastante improvável que um disparo de 114 mm intercepte um ágil míssil antinavio). Também se encontraram com algo mais: uma densa barreira de fogo antiaéreo. Quando já tinham claramente o HMS Invincible em suas miras, um míssil Sea Dart derrubou o avião líder, e o fogo antiaéreo do 1o. tenente Omar J. Castillo, tão próximo que um de seus motores caiu sobre o elevador de aeronaves do porta-aviões, produzindo um pequeno incêndio. Ambos os pilotos morreram.
Porém, os outros dois lograram lançar suas bombas e escapar da área a grande velocidade, perseguidos por mísseis e balas. Acharam a última vista de seu alvo de longe, e asseguram tê-lo visto envolto em "uma fumaça densa e preta". Sem dúvida, a versão britânica da história tampouco está de acordo. Assegura que os pilotos argentinos, entre tantas névoas, confundiram o Invincible com o Avenger e suas bombas foram parar no mar.
Nesse mesmo dia, ocorreu um incidente em terra que demonstrou a coragem do pessoal de quadros do Exército Argentino. Durante as operações preliminares de reconhecimento para o avanço até Puerto Argentino/Port Stanley, 19 homens da Brigada de Comandos 3 ao comando do capitão Rod Boswell, apoiado por um helicóptero Sea King entraram em contato com a 1a. Seção de Assalto a cargo do capitão José Vercesi, da Companhia de Comandos 602 estabelecida no chamado Casarão de Top Malo. Durante o combate, morreram o tenente Ernesto Espinoza e o primeiro-sargento Mateo Sbert.
O primeiro soldado britânico ferido em combate foi um que destruiu a bazuca do tenente Espinoza (que era um atirador especial), com um fuzil Magnum 300 com mira telescópica noturna. Porém depois o tenente recebeu um impacto de lança-foguete descartável e detonou, junto com os explosivos e as granadas que a sua equipe levava. A casa se incendiou, e os comandos argentinos saíram combatendo. O primeiro-tenente Horacio Losito saiu ferido da casa, tinha cravado um fragmento na cabeça e buscou acobertar-se, porém antes recebeu outro disparo na coxa. Os comandos argentinos estavam equipados com munição perfurante e letal. Losito tomou cobertura em uma sala, de onde pela perda de sangue começou a sentir que suas forças estavam acabando. Viu como dois soldados britânicos aproximaram-se, disparando suas pistolas-metralhadoras. Apontou a um deles e deu os tiros. Quando foi apontar ao outro, ficou sem forças, a vista dele escureceu e não pôde disparar o seu fuzil FAL. Tudo isso sucedeu em quarenta minutos. Em seguida, foi tomado prisioneiro e atendido de suas feridas pelos soldados britânicos. Dois argentinos foram mortos, seis feridos e os últimos cinco caíram prisioneiros. Os britânicos sofreram quatro baixas.
Entre os dias 29 e 31 de maio de 1982, aconteceram violentos combates sobre as encostas do monte Kent. Os chefes das Companhias de Comandos 601 e 602 planejavam uma operação para ocupar as colinas mais ou menos sobre a linha do monte Kent. Os majores Mario Castagneto e Aldo Rico iam levar duas companhias de comandos a "enterrá-las" para depois tomar os helicópteros britânicos de surpresa. Mandaram cinco patrulhas em 29 de maio, e no outro dia ia juntar-se ao Esquadrão de Forças Especiais 601 da Guarda Nacional sob as ordens do major José Spadaro. Porém, no dia seguinte, os helicópteros já não podiam sair por causa dos alertas aéreos. Somente fez decolar um Puma, com dezessete comandos, sob as ordens do capitão Jorge San Emeterio da Guarda Nacional, porém foi alcançado pelo fogo terrestre (possivelmente próprio) e morreram 6 soldados.
O capitão Tomas Fernández enviou um grupo para explorar o caminho até o cume do monte Bluff Cove Peak, porém, na primeira encosta, ao subir a ladeira íngreme, caíram numa emboscada. Ali caíram imediatamente os boinas verdes Ruben Eduardo Márquez e Oscar Humberto Blas. O golpe devastador era obra dos comandos britânicos (SAS) do major Cedric Delves.
Como simples mostra do vivido nos combates com as patrulhas do Esquadrão D do Special Air Service (SAS) reproduz um fragmento do Informativo Oficial do Exército Argentino referido "Cruz do Heroico Valor em Combate" outorgada ao primeiro-tenente Rubén Márquez, que se põe à frente da 2a. Seção, seguido a curta distância pelo primeiro-sargento Oscar Blas.
"Opor-se a uma facção inimiga superior em número em ocasião que integrava uma patrulha de exploração que operava em uma zona ocupada pelo inimigo. Alertar com sua ação a seus camaradas e combater até lograr que estes se enfrentaram, oferecendo sua vida nesta ação."
Ambos os soldados são abatidos pelo fogo automático do inimigo, porém permitem ao resto da patrulha da 602 enfrentar-se. Por sua conduta, ambos receberam a mais alta condecoração argentina - a "Cruz ao Heroico Valor em Combate".
A 3a Seção de Assalto, sob às ordens do capitão Andrés Ferrero foram deixados por um helicóptero Bell UH-1H a 500 metros do monte Kent. Os soldados da 602 iam separados por 50 metros, portando duas metralhadoras, mísseis Blowpipe e granadas de fuzil. O primeiro-tenente Francisco Maqueda ia adiante, para que sua experiência de montanhista servisse à patrulha. Em determinado momento, o capitão Ferrero, junto com o sargento Arturo Oviedo, se adiantou para comunicar algo ao primeiro-tenente Maqueda: nesse preciso instante uma chuva de fogo cruzado se abateu sobre os soldados que caminhavam atrás. O capitão Ferrero com Maqueda e Oviedo caíram e os deram como mortos. Sem dúvida, uma troca de tiros de munição traçante nas encostas do monte os fez saber que nem todos os seus homens haviam sucumbido.
Depois da emboscada no monte Kent, os capitães Fernández e Ferrero e os sobreviventes das patrulhas da 602 trocaram tiros com o inimigo apostado nas alturas e responderam até o fundo do vale e encontraram covas de onde puderam esconder-se. Permaneceram ali isolados durante três dias, observando os helicópteros britânicos que se decolavam de San Carlos até o monte Kent.
As patrulhas do SAS tiveram quatro feridos graves nas partes altas do monte Kent e Bluff Cove Peak, entretanto o que aconteceu aos soldados argentinos da 602 e da Guarda Nacional foi oito mortos e nove feridos (a maioria soldados de patrulha do capitão San Emeterio).
No dia 1° de junho de 1982, 5 000 homens da Brigada de Infantaria 5º, dos Gurkhas e da Guarda Galesa e Escocesa desembarcam em San Carlos, de onde se suspeita que já opera uma pista para os Harriers. Agora as forças terrestres estão quase igualadas em número. Um míssil Roland de fabricação francesa abate de Puerto Argentino/Port Stanley um Sea Harrier FRS.1.
Agora os avanços britânicos a 20 km de Puerto Argentino/Port Stanley e o Batalhão 42 de Comandos tomaram os montes Kent e Challenger, donde se concentram a acumular suas forças em meio a um tempo espantoso. Agora, os navios, a artilharia e os aviões britânicos bombardeiam quase constantemente a linha argentina estendida sobre os morros Longdon-Dos Hermanas-Harriet. Nestas circunstâncias deve destacar-se a valorosa atitude do capitão Carlos López Patterson, que, sob o fogo inimigo, recorre às posições no morro Dos Hermanas dando apoio moral ao pessoal da Companhia C do Regimento 4.
Nessas recorridas, uma coisa que sempre me emocionava era que, enquanto saudava ao subtenente Llambias Pravaz, os soldados dessa seção aplaudiam e comemoraram vitórias. Deve ser porque notavam que lhes reconhecia o valor que estavam adquirindo nesse lugar. Porque estavam muito sós, esperando o inimigo, só eles e suas almas. Ou talvez, porque ao ver o chefe que vá dizer-lhes duas palavras - gesto fraternal de uma pessoa jovem a outras pessoas jovens - sentiam reviver suas vitórias. Um dia, me aproximei de um rapaz e me disse "Já que nos dançamos nesta, vamos fazê-lo bem. Vamos apoiar o subtenente que está enfermo e segue igual com a gente. Temos que ajudar antes que congelem os pés, ou ao que se assuste. Porque daqui saímos todo mundo ou não sai ninguém." O que podia contestar?
Como chefe da Companhia B do Regimento de Infantaria 6 "General Viamonte", o major Oscar Ramón Jaimet fala de seus subordinados desde então.
Aliás, todo o mundo compartilhou os mesmos riscos, as mesmas privações e as mesmas atividades, apesar do mesmo frio e dos mesmos poços que encheram de água. Havia uma tendência de criar diferenças - ou fazer crê-las - entre a vida que desenvolvia o oficial, o suboficial e o soldado. Meus chefes de seção [os subtenentes Aldo Franco, Augusto La Madrid, Guillermo Robredo e Guillermo Corbella dormiam junto com os soldados. Eu dormia com os soldados na posição. (Malvinas: Contrahistoria, página 84)
Numerosos soldados recrutas resgatam e valorizam com objetividade a tarefa dos quadros nas Malvinas. Rubén Gaetán integrou a Companhia de Engenharia de Combate 601 durante a contenda.
Meu chefe imediato era o cabo Domingo Villarreal que nos dirigia com eficiência e camaradagem. Porém, minha melhor recordação que tenho é o primeiro-cabo Miguel Galarza, um soldado profissional, e acima de tudo um exemplo de homem. Nos cuidava como um pai. Siga este exemplo. Nos primeiros dias de junho, durante uma madrugada em que nós aguentamos um intenso canhoneio naval e ataque de artilharia inimiga, e como os projéteis caíam diretamente sobre nossas posições, Galarza nos fez retirar a sítios mais seguros. Villarreal e o tenente Horacio Blanco ficaram onde nós estávamos. Recordo que me pediu a minha FAP e me entregou sua FAL. Naquele canhoneio foi a salvá-los, e Galarza e seus companheiros terminaram retirando-se também e chegaram até nós. Melhor que foi assim. Quando o perguntei por minha arma, me disse que a havia perdido ao regressar. Um projétil havia acertado de cheio de onde eles estavam como um rato antes. Ele e os que ficaram a seu lado sentia a proteção do soldado profissional até nós, humildes recrutas e desde logo, o imenso valor que tais oficiais e suboficiais demonstraram. (Así peleamos, página 154)
Sobre o aprovisionamento daqueles dias, Julio Lago (soldado de campo do Regimento 7 "Coronel Conde") mostra sua particular visão.
De entrada fazíamos três refeições por dia, depois duas e ao final, uma. Levantavas-te às quatro da manhã e preparavas um mate cozido; depois já entravas com a comida que se repartia ao meio-dia, outra mais que era repartida às quatro, cinco da tarde, e a preparar tudo para o outro dia. E assim era continuamente. O problema era que amanhecia às dez da manhã ou às nove, e escurecia às três e meia. Com o toque de recolher não podia circular de noite, ou seja, não havia tempo para andar repartindo a comida.
Continuando com esta linha de pensamento o soldado recruta classe 63 Francisco Montenegro, do Regimento de Infantaria 1 "Patricios" explica seu modo de analisar a realidade.
Por suposto que o aprovisionamento era deficiente, por uma razão muito sensível, era o aprovisionamento em condições de guerra, o terreno não permitia o deslocamento de um jeep rebocando uma cozinha de campanha, sem falar da contínua observação do inimigo. Não há guerra em que o soldado não tenha passado fome e frio, isso é parte do negócio. (Así Peleamos, página 216).
Em 3 de Junho, um ataque dos Black Buck destrói um radar de controle de fogo Skyguard. Nessa noite, uma nova missão de exploração a cargo de uma patrulha ao mando do primeiro-tenente Jorge Vizoso Posse da 602 detecta escassa presença inimiga no monte Challenger, o qual oferece um flanco favorável para atacar a artilharia inimiga, embora a ocasião é perdida pelos responsáveis da defesa. Durante a noite de 4/5 de junho, o radar Rasit do Regimento 7 no monte Longdon detecta o movimento de três atiradores especiais do 3 PARA, abrindo fogo no pessoal com morteiros e artilharia. Os paraquedistas se protegem como consequência do fogo recebido.
Em 5 de Junho a 3a Seção da 602 a cargo do capitão Andrés Ferrero ao qual acompanha o major Aldo Rico logra desalojar do monte Wall ao pelotão a cargo do tenente Tony Hornby, do Batalhão de Comandos 42, com o apoio coordenado de fogo do Grupo de Artilharia 3 embora devem abandonar a posição algumas horas mais tarde para não ser pego pelo dispositivo inimigo. Em 6 de Junho, a 2a Seção da 601 liderada pelo capitão Rubén Figueroa se propõe a abrir uma emboscada na ponte sobre o Rio Murell com elementos avançados do 3 PARA, surpreendidos a partir de uma elevação rochosa por duas patrulhas ao mando dos cabos Paul Haddon e Peter Brown, e logo depois de uma eficaz troca de tiros, teve um soldado ferido porém logram pôr em fuga 30 paraquedistas britânicos capturando equipamentos de comunicações, códigos e material. Entretanto o Conselho de Segurança das Nações Unidas aprovou a resolução 505, que designa como mediador a Pérez de Cuéllar. No dia 5, Estados Unidos e o Reino Unido vetam um novo projeto de cessar-fogo.
Para o general Moore, agora comandante das forças terrestres britânicas, a "crise das Malvinas" está praticamente resolvida. O cerco sobre Puerto Argentino/Port Stanley já estava quase fechado. Tão somente devem desembarcar algumas unidades das Guardas Galesa e Escocesa em Fitzroy e Bahía Agradable, diretamente ao sul da capital malvinense. Junto com eles chegam numerosas peças de morteiro e mísseis antiaéreos Rapier.
A Brigada 5 britânica havia recebido a missão de abrir uma nova frente ao sudoeste de Puerto Argentino/Port Stanley, e no dia 2 de junho, o único helicóptero Chinook que havia sobrevivido ao afundamento do Atlantic Conveyor deixou em dois voos 156 soldados do Batalhão 2 de Paraquedistas em Fitzroy. Este contingente foi reforçado na noite de 5 de junho por Guardas Escoceses transportados pelos quatro LCU do Intrepid: a travessia não careceu de imprevistos, e somente no último momento se evitou que o destróier HMS Cardiff atacasse por engano o pequeno comboio (o ansioso capitão do Cardiff havia derrubado uma hora antes com um Sea Dart um helicóptero desconhecido, que finalmente foi o próprio Gazelle: os quatro tripulantes morreram). Na noite seguinte, o procedimento foi repetido pelo Fearless com os Guardas Galeses a bordo, porém, a impossibilidade de desembarcá-los a todos motivou o regresso do navio a San Carlos para evitar ser surpreendido pela luz do dia fora do cais: a fim de não voltar a arriscar os preciosos navios de desembarque e decidiu então que o Sir Galahad transportaria os trezentos soldados restantes a Fitzroy, acompanhado pelo Sir Tristram, carregado de munição e suprimentos.
A atividade da aviação argentina durante as duas semanas anteriores havia sido relativamente fraca e, quando às sete da manhã do dia 8 de junho, o Sir Galahad ancorou em Fitzroy, nada previu que a tragédia prontamente se desencadearia. Os Guardas Galeses, que deviam concentrar com as duas companhias restantes em Bahía Agradable, se negaram a realizar a marcha a pé e insistiram em permanecer no navio, até que este os levasse a seu destino final: com esta decisão selaram a sua sorte.
Sucedeu, então, o inevitável. Às 13h50min, cinco A-4B Skyhawk se avançaram sobre os navios britânicos, alcançando o Sir Galahad com três bombas e o Sir Tristram com duas: 51 homens morreram e em torno de 150 ficaram feridos, muitos deles com graves queimaduras. Este ataque coincidiu com o de cinco Dagger contra a fragata HMS Plymouth no lado norte do estreito de San Carlos: se bem que o objetivo da formação era Fitzroy, em uma decisão compreensível, porém questionável; os pilotos atacaram o navio de guerra, alcançando-o com quatro bombas que não explodiram e provocando um grave incêndio. Um segundo ataque de Skyhawks perdeu três aviões ao ser interceptado por uma patrulha de Sea Harriers, embora pôde afundar antes a lancha de desembarque Foxtrot 4 (os seis tripulantes morreram), quando esta tentava alcançar San Carlos.
Dois dias mais tarde, a 602, reagrupando todos os seus efetivos disponíveis a mando do major Rico, se mobiliza por terra até às proximidades do Río Murrell, colocando-se a 700 m do morro Dos Hermanas junto ao Esquadrão de Forças Especiais 601 da Guarda Nacional, utilizando novamente o apoio de fogo, coordenado pelo Grupo de Artilharia 3 a partir de Puerto Argentino/Port Stanley. A ação resulta em um duro combate, com cinquenta homens a cargo do tenente David Stewart, do Batalhão de Comandos 45, cujo balanço resulta em dois mortos destes últimos, confirmadas, nas mãos do primeiro-tenente Vizoso Posse, apesar de encontrar seriamente ferido e a morte do sargento Mario Cisneros. (Veja a versão britânica BRUCE QUARRIE, The Worlds Elite Forces, páginas 53-54, Octopus Books Limited, 1985)
Em 11 de junho de 1982, o Papa João Paulo II chegou a Buenos Aires em viagem apostólica com o objetivo de promover o entendimento e o final do conflito. Paralelamente, a diplomacia vaticana estava também tentando chegar a um cessar-fogo negociado, com a aliança ocidental ficando demasiadamente prejudicada pelo conflito.
Anteriormente, João Paulo II já havia visitado a Grã-Bretanha, onde chegou em 28 de maio de 1982 com a mesma missão de buscar um entendimento entre os dois países.

### O colapso

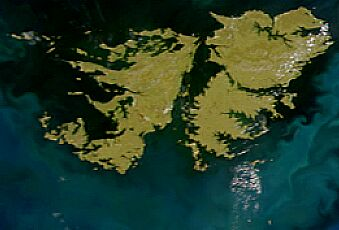
Imagem de satélite das ilhas Malvinas (verão austral de 1999).

No dia 11 de junho de 1982, ao anoitecer, as forças britânicas iniciam o assalto final sobre Puerto Argentino e de seus arredores. A Armada dos defensores permanece ancorada no porto, e sua aviação apenas dá o mais de si: foram perdidos dezenas de aviões e pilotos, o material está muito deteriorado pelas constantes operações e alcances, não tinham mais Exocets; apenas algum avião de transporte consegue lançar um ou dois containers protegido pela noite. O bombardeio de suas posições a partir do mar, do ar e da terra é contínuo. Circulam rumores sobre a eficácia e letalidade das tropas britânicas. Os soldados recrutas que ainda defendem as Malvinas começam a perder o moral.
O comando britânico considera que um ataque diurno é demasiadamente perigoso, e decidem proceder através dos montes que rodeiam a Puerto Argentino pela noite para não incorrer na mesma falha ocorrida em Goose Green. Durante a noite do dia 11 ao dia 12, os Royal Marines britânicos tomam o monte Harriet através de um campo minado e sob intenso fogo de artilharia pesada. O capitão Tomas Fox, por sua parte, relatou:
Começou a ficar insustentável a posição e o chefe do Regimento decidiu ir pessoalmente até a Companhia B para organizar um contra-ataque ali à frente. Ele o havia mandado a pedir uma seção, porque a questão é que o pedido não chegou ou demorou. Ante a previsão de que o posto de comando caísse, ordenou que nós queimássemos os códigos; estava ali um suboficial rádio-operador e eu, que havia estado colaborando com a direção do fogo. Uma vez que o chefe do Regimento se foi, o general Jofre quis lhe falar e pediu ao suboficial que comunicara com ele; eu lhe disse que havia constituído o posto de comando na companhia B. Então, o general disse ao suboficial: "E você, o que faz aí? Vá com seu chefe que eu quero falar com ele!" O suboficial respondeu: "Sim, meu general", e saiu com o rádio. E fiquei somente eu dentro do buraco colocando fogo nos documentos.
Entretanto, o tiroteio prosseguia: "Era um fogo totalmente disperso, a intensidade do combate havia diminuído exceto pela frente, de onde estava o primeiro-tenente Carlos Alberto Arroyo com sua companhia", relembrou o primeiro-tenente Jorge Alejandro Echeverría," e se vê que puderam mudar de posição, porque estavam combatendo muito forte". (Así Lucharon, página 152)
Sobrepassado pela Companhia L do Batalhão de Comandos 42, durante toda essa noite, um soldado recruta da Companhia B do Regimento 4, o fustigou e perturbou como atirador noturno, até ser mortalmente ferido. Os soldados do Regimento 4, no monte Harriet receberam 1 000 disparos de artilharia procedentes de 6 peças de artilharia situados no monte Challenger. O monte Harriet foi capturado às custas de 2 vidas dos fuzileiros navais britânicos e 24 feridos. O monte Longdon e Dos Hermanas caem também nas mãos do 3 PARA e do Batalhão de Comandos 45, porém não sem um feroz combate.
No morro Dos Hermanas, os soldados britânicos voltaram a encontrar outra companhia do Regimento 4 que lhes demandou supera um esforço sério. A batalha durou mais de 6 horas. Os fuzileiros navais do Batalhão de Comandos 45, sob as ordens do tenente-coronel Andrew Whitehead perderam 4 homens e tiveram 11 feridos. Entre os feridos argentinos da Companhia C contaram os subtenentes Jorge Pérez Grandi, Juan Nazer e Julio Mosquera. Entre os dez mortos da companhia estava o tenente Luis Carlos Martella.
Foi no morro Dos Hermanas de onde o tenente Luis Martella, do Regimento 4 faleceu ao cobrir a entrada de seus soldados recrutas. Em um momento determinado do ataque, a Companhia Z do Batalhão de Comandos 45 foi detida em seu avanço durante horas, primordialmente pelo soldado Oscar Poltronieri, sob as ordens do subtenente Aldo Franco, da Companhia B do Regimento 6. Relata Poltronieri:
Eu estava no monte Dos Hermanas. Adiante nós estávamos no Regimento 4 de Corrientes. Ao costado, tínhamos o Regimento de Infantaria 7 de La Plata. Passávamos todo o dia na trincheira. Às vezes descíamos o morro para matar um par de ovelhas, prepará-las assim mesmo e comê-las. Quando vinha um companheiro de curso do tenente que me mandava, que se chamava Llambías Pravaz, eu lhe pedia os binóculos e ele me emprestava. Assim vi como desembarcaram os ingleses. Passaram uns dias desde o desembarque, até que chegaram de onde nós estávamos. Tomaram todas as corridas. Os gurkhas mataram um monte de gente do Regimento 4 de Corrientes. E a nós assim nos rodearam, em forma de meia-lua. Eu estava em cima, no monte, quando os vimos, seriam as cinco ou as seis da manhã, no meio da neblina. Ali mataram três ou quatro dos nossos soldados, todos próximos de mim:  um que deu um tiro de morteiro que cai próximo de mim e um fragmento voa a tampa da roda, limpa, e sangra; quando chega ao hospital de Puerto Argentino chega sangrando. no outro um fragmento entrou nas costas. E a outro que sobe o monte um pouco para montar a metralhadora, também o mataram com uma rajada de metralhadora. Esse era Ramón, meu amigo…
Como simples mostra do vivido na noite, se reproduz um fragmento do relato do capitão Ian Gardiner, do Batalhão de Comandos 45 no livro Above All Courage (‘Mais além da coragem’, Pen & Sword Books, 2002) referido às capacidades e o espírito de luta da 3a Seção de Atiradores do subtenente Marcelo Llambías Pravaz nas encostas do morro Dos Hermanas nas cercanias do rio Murrell:
Um quadro duro de uns vinte homens [argentinos] havia permanecido por trás e havia lutado, e eram homens valentes. Os que ficaram e lutaram tinham algo. Eu, por minha parte não desejaria fazer frente aos meus fuzileiros em batalha.
Em duas ocasiões, repeliu-os pelo fogo argentino, porém, uma terceira tentativa do capitão Gardiner teve êxito. Ao todo, os soldados e quadros do pelotão do subtenente Llambias Pravaz tiveram 5 mortos e 16 feridos.
A batalha do monte Longdon começou quando o cabo britânico Brian Milne pisou uma mina antipessoal que arrancou uma perna. A explosão da mesma, e o alarido posterior, puseram de sobreaviso o chefe da Companhia B do Regimento 7, lotado no monte Longdon, major Carlos Carrizo Salvadores e foi falar com o subtenente Juan Domingo Baldini na ladeira oeste. A batalha pelas posições do subtenente Baldini nas proximidades do rio Murrell rugiu constante. A 1a. Seção de Atiradores, do subtenente Baldini combatia de diferentes posições, dificultando ao major veterano Mike Argue - ex SAS -, chefe da Companhia B que atacava o monte Longdon. ãs 02h teve que empregar a 1a. Seção do subtenente Raul Castañeda da Companhia C do Regimento 7 a ordens do capitão Hugo García para reforçar e contra-atacar no monte Longdon.
Estes soldados recrutas lutaram como leões. Dessa seção era o soldado Leonardo Rondi, que armado com seu fuzil FAL chegou à luta corpo a corpo como estafeta a pé até que esgotaram as munições do pelotão e voltou com um troféu de valor singular: uma boina colorida com distintivos do 3o. PARA. Somente 21 argentinos dos 46 que haviam participado no contra-ataque alcançam suas posições em Wireless Ridge. O resto ficou morto, ferido ou feito prisioneiro. O brigadeiro Julián Thompson disse acerca do contra-ataque no monte Longdon:
Em um determinado momento estive a ponto de retirar meus paraquedistas do monte Longdon. Não podíamos crer que estes adolescentes disfarçados de soldados estivessem causando tantas baixas. (Veja Jon Cooksey, 3 PARA Mount Longdon: The Bloodiest Battle, página 98, Pen & Sword Books Ltd)
No dia 12 de Junho de 1982, entre as 4h e 4h30min, os soldados britânicos controlavam a maior parte do monte Longdon. Porém tiveram 13 mortos e 27 feridos na Companhia B do Batalhão 3 de Paraquedistas, e a resistência continuava próximo ao posto de comando do segundo chefe do Regimento 7.
Aproximadamente às 5h, o soldado recruta Horacio Cañeque viu como alguns paraquedistas (os remanescentes dos pelotões 4 e 5 da Companhia B do 3 PARA), avançavam no posto de comando no monte Longdon (nas proximidades de Wireless Ridge), do major Carlos Carrizo sobre seu flanco direito. Cañeque disparava sua FAL com dois projéteis comuns e um traçante para precisão da pontaria, entretanto estouravam bengalas e explosivos por todas as partes.
Ante os autores de Así peleamos: Malvinas (testimonios de veteranos del ejército), (Biblioteca Soldados, 1999), Cañeque recorda:

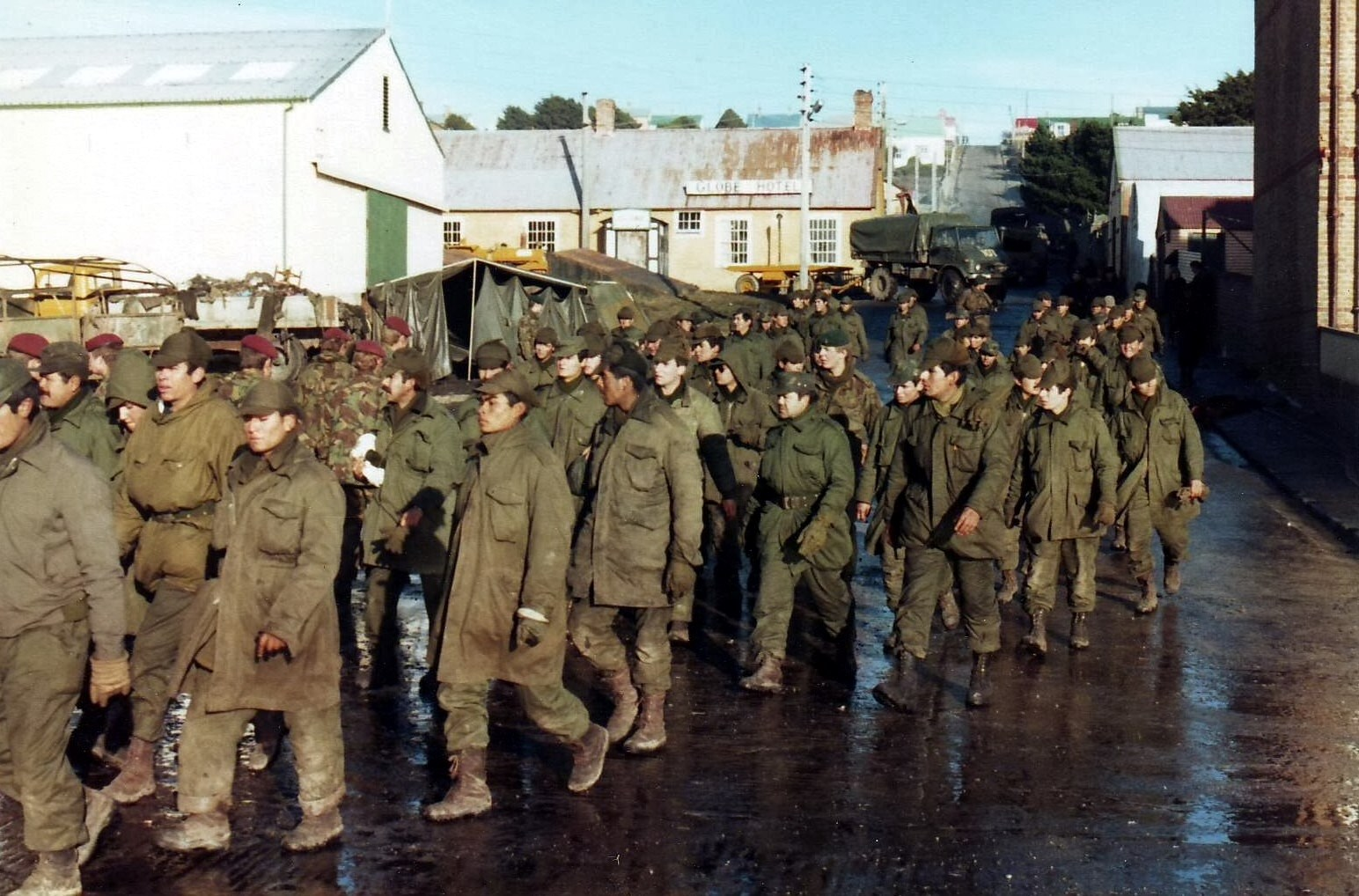
Militares argentinos capturados em Porto Stanley.

Escutam-se gritos e ordens em inglês. Começo a insultá-los em seu idioma. Os insultos são os primeiros que se aprende e eu tinha uma pronúncia americana bastante boa. Insulto aos gritos, vociferando, durante uma perseguição. Talvez por ações como esta, os ingleses logo diriam que nas Malvinas teve osAmerican Special Forces ou American Snipers.
Os argentinos sobreviventes das 1ª, 2ª e 3ª seções avançadas pugnavam por seguir combatendo até esgotar a munição perto do posto de comando do major Carrizo Salvadores. Assim o relata o aludido Cañeque, quem havia guiado a tenente Castañeda e seu pelotão até os paraquedistas britânicos:
Alejandro Rosas e o cabo Oscar Mussi se penduraram a um pico rochoso e disparavam, com grande risco, desenfreadamente, contra uma das MAG que nos fustigavam (teria sido o cabo Vincent Bramley). Pouco depois, o lugar se converte em um inferno de balas. Não podem manter a posição. Por sorte, logram juntar-se.
Frente a essa situação crítica, aproximadamente às 06h30min, o major Carrizo ordenou juntar-se aos 78 homens da Companhia B que ficavam no monte Longdon até Wireless Ridge. Para isto, o soldado recruta Jorge Colombo fez disparar sua metralhadora Browning 12.7 a fim de defender a retaguarda dos que se retiraram do monte Longdon.
Segundo Julia Solana Pacheco, autora do livro Malvinas: ¿y ahora qué?, seis soldados argentinos do Regimento 7 (os recrutas Ramón Quintana, Donato Gramisci, Aldo Ferreyra, Enrique Mosconi, Alberto Petrucelli e Julio Maidana), feridos e feitos prisioneiros, foram fuzilados ou baionetados pelos paraquedistas britânicos no monte Longdon, diante dos olhos do soldado recruta Néstor Flores e do cabo Gustavo Pedemonte do pelotão do subtenente Juan Baldini.
Entre os feridos, estava o cabo José Carrizo. Quando foi em 1993, conheceu o livro Viagem ao inferno do ex-paraquedista britânico Vincent Bramley, que denunciou o fuzilamento de argentinos no monte Longdon, Carrizo contou sua história. Relatou que naquela madrugada no monte Longdon, sentiu que lhe puseram a boca de um fuzil nas costas. Levantou os braços em sinal de rendição e um inglês "com olhos de chinês" fez um gesto com a mão como de que iam cortar o pescoço. Logo uma curta rajada de metralhadora arrancou parte da massa encefálica e um olho. Deram-no por morto e o abandonaram ali. Mais tarde, um médico britânico o salvou.
Durante esta noite morreriam os três únicos civis caídos no conflito, três mulheres malvinenses de Puerto Argentino, cuja casa foi alcançada por um obus britânico. Ao amanhecer do dia 12, a capital malvinense está à vista. Na manhã cedo do dia 12 de Junho de 1982, foram destacados para as ladeiras do morro Tumbledown — ao lado de Moody Brook — o major Guillermo Berazay e a Companhia A do Regimento 3, a fim de fazer forte aí para logo tomar as posições perdidas no monte Longdon. Essa oportunidade jamais se daria.
A carência de munição e meios ofensivos adequados era crítica, e a improvisação teve de suprir sua falta: no mais absoluto segredo, os argentinos montaram um míssil Exocet sobre uma precária construção terrestre e desenvolveram durante semanas a engenharia reversa necessária para fazê-lo operacional. O sistema foi chamado humoristicamente "ITB", sigla de "Instalação de Tiro Berreta" (berreta significa "de má qualidade"). Às 3h do dia 12 de Junho, um reduzido grupo, liderado pelo então capitão de fragata Julio M. Pérez logrou dispará-lo com resultado eficaz. A bordo do destróier lança-mísseis classe County HMS Glamorgan, o oficial de navegação Ian Inskip detecta o míssil em trajetória e ordena lançar contramedidas e virar o navio tentando virar para popa. O míssil alcança o navio pelo lado de trás no hangar de helicópteros, destruindo o helicóptero Wessex, matando treze homens e provocando um forte incêndio. Rancoroso e levantando fumaça, o destróier se estropia. Sobreviverá, porém a guerra acabou para ele.
Um sentimento muito parecido com a histeria surge no almirantado inglês. Se a aviação argentina conseguiu mais mísseis Exocet, então, a situação atual de toda a frota é muito perigosa e o que já parece uma iminente vitória pode tornar-se em um novo desastre. Londres move todos os fios possíveis para saber de onde saiu esse míssil, porém, nada sabe.
Na realidade, a aviação argentina não havia conseguido nenhum novo míssil. Tampouco é o primeiro Exocet que dispara contra um navio britânico desde a Isla Soledad (o primeiro falhou sem ser detectado). Resulta que embora a frota argentina esteja ancorada no porto, seus preciosos lança-mísseis superfície-superfície não têm o por quê de ficar ali. Modificar um Exocet MM38 superficie-superficie para convertê-lo em um AM39 ar-superficie estava além do alcance dos engenheiros argentinos, porém não é assim desmontar um conjunto de lançadores do destróier ARA (D-25) "Seguí" junto com seu sistema de guia, aerotransportá-lo sobre reboques às Malvinas, pô-lo em funcionamento e acioná-lo até o alvo, tudo com uma pequena margem de erro. Se trata de uma aplicação improvisada desta arma letal; sem dúvida, ao segundo disparo efetivo (no total de 3 tentativas, um dos quais não obteve lançamento e o outro se perdeu sem acertar alvo) fizeram inutilizar o HMS Glamorgan em uma ação inédita e histórica. Depois da guerra, o Reino Unido, tendo capturado e estudado o engenhoso dispositivo, retomaria a ideia para comercializá-lo como «sistema de defesa costeira Excalibur».
No momento, a ação contra o Glamorgan detém o ataque terrestre britânico durante todo o dia 12, pois o apoio desde o mar ficou impedido. Não será até a noite do dia 13 que o 2 PARA e o Segundo Batalhão da Guarda Escocesa tomam Wireless Ridge e o monte Tumbledown sob intensos combates contra o Batalhão de Fuzileiros Navais 5 e o Regimento 7 de Infantaria e a Companhia A do Regimento 3, que a apoiava. O assalto britânico demorava ante a desesperada e enérgica resistência. As três companhias do Batalhão de Fuzileiros Navais 5, com seus 700 homens às ordens do capitão de fragata Carlos Hugo Robacio agora esperavam lutar contra o invasor na zona do monte Tumbledown-monte William-colina Sapper. Entretanto os esperavam com ansiedade crescente, o major Aldo Rico montou emboscadas para proteger o perímetro e enviou a vários comandos a instalar uma emboscada em frente ao monte William.
Um infernal dilúvio de balas abateu sobre as Companhias A e C do Regimento 7 que seria a unidade com mais baixas da guerra: 36 mortos e 152 feridos. As bocas de fogo da artilharia britânica esmagaram constantemente as posições argentinas com um intenso e preciso fogo, ferindo gravemente os majores José Banetta, Emilio Nani e José Bettolli e os capitães Hugo García, Jorge Calvo, Carlos Ferreyra e Luis Limia.. «Durante as doze últimas horas de luta, descarregaram seis mil tiros de artilharia», disseram Max Hastings e Simon Jenkins (La batalla por las Malvinas, p. 326, Emecé, Buenos Aires, 1984).
Ali estava o soldado Carlos Daniel Sotelo, um dos 21 sobreviventes do pelotão do subtenente Castaneda: "Nos mandaram uns poucos reforços, cinco ou seis soldados e três oficiais com uma metralhadora pesada MAG, que foram para frente, a posições que conhecíamos bem e que sabíamos que eram muito complicadas: te davas conta de que havia um esforço desesperado por resistir. O pior era escutar como havíamos escutado pela rádio do comando, os pedidos de ajuda das outras posições: isso fica na tua cabeça para sempre".
Perto de Puerto Argentino o soldado Raúl Menéndez, do Grupo de Artilharia Aerotransportada 4, em 14 de Junho de 1982, saiu disparando as últimas munições de sua Bateria C.
"Tínhamos seis obuses de 105 mm e a amanhecer todavia mantínhamos um belo duelo de artilharia com os ingleses. porém, pouco a pouco nos foram desgastando a maior parte das peças, porque tinhamos que disparar a uma média de dez projéteis por minuto, nós disparávamos trinta por minuto. Perto do amanhecer, havia um canhão Sofma de 155 mm que disparava desde Sapper Hill e uma peça do meu grupo: eram as únicas que disparavam. Me recordo que defendíamos a retirada do BIM 5 (Batalhão de Fuzileiros Navais 5) que se retirava desde o Monte William."
Longe de Puerto Argentino e muito mais próximo do inimigo, o tenente Miguel Cargnel batalhava em Wireless Ridge juntos às partes dos tenentes Luis Karbiner e Jorge Guidobono:
No dia 12 de Junho de 1982, quando os ingleses atacaram Longdon, vimos que estávamos muito comprometidos. E dizemos: «A bandeira, não». Com o tenente Jorge Guidobono colocamos o mastro e os ferros na nossa posição de combate. Guidobono costurou o pano no interior da jaqueta de frio. E eu fiquei com a gravata e a fita e repartimos as condecorações entre outros oficiais. Assim nos retiramos no dia 14 a Puerto Argentino, quando já se sabia da rendição.
Karbiner foi o extravagante oficial que fez uma festa de cumprimentos e distribuiu doces de batata para os seus soldados no dia 13 de Junho.
Tomaram facilmente o perímetro do capitão Hugo García em Wireless Ridge e avançaram até as defesas do capitão Jorge Calvo. As companhias do tenente coronel Omar Gimenez se desmoronaram; seus homens e os paraquedistas que os acompanhavam fugiram até Moody Brook. O general Jofre enviou a Polícia Militar e o tenente coronel Eugenio Dalton, do Estado Maior da Brigada 10 com vários comandos a fazer cargo do Regimento. Entretanto Dalton se fez cargo da situação de uma companhia do atuante Regimento 25 de Rangers, treinados por soldados, foi reforçar as unidades na saída de Puerto Argentino.
A posição argentina em Tumbledown era agora insustentável, com o risco de que os fuzileiros fossem cercados, e o general Menéndez autorizou a retirada. Foi tal a surpresa que padeceram inicialmente a Guarda Escocesa no monte Tumbledown, que o subtenente Robert Lawrence ficou mutilado, narrou que o subtenente James Stuart insistiu que o seu pelotão abandonara o assalto e que disparara contra qualquer que os impedisse de retirar-se da batalha. (Veja Robert Lawrence, Depois da batalha: Tumbledown, Buenos Aires, REI, 1989)
Nesse momento, o capitão Robacio, chefe do BIM 5 recebeu uma chamada pelo telefone de campanha: em cima do monte Tumbledown acabava de cair, seus homens batiam em retirada, avançavam os soldados inimigos. Imediatamente informou ao major Jaimet e se propôs a organizar uma retirada imediata, o que este aceitou. Conta Poltronieri:
A mim me deu como um ataque de loucura e comecei a sacudir a MAG, que é uma metralhadora pesada. Meu abastecedor estava cansado de por as cintas de balas na MAG, porém eu seguia atirando. Eram as nove da manhã. As balas passavam bem próximas: as traçantes eram vistas claramente. O subtenente me dizia: «Vamos, Poltronieri, que eles vão te matar…». Porém eu dizia que eles se fossem. Porque eu sabia que o sargento Hector Echeverría havia tido família nesses dias. Então disse: «Vão vocês, que tem filhos, que tem família. Eu não tenho nada». Os rapazes vinham cantando, atirando no ar, como de passagem… e bem chupados (alcoolizados).
Assim não dei bola ao tenente e me fiquei esperando que a minha companhia se retirasse. Até que me acabaram as balas e comecei a retirar-me para Puerto Argentino. cheguei de tarde de onde estava o Batalhão de Fuzileiros Navais 5. Lhes perguntei se sabiam aonde estava o Batalhão 6 de Mercedes, porque eu queria juntar com os meus. Me disseram que era próximo do cemitério, que era o ponto de reunião. Quando me viram, não o podiam crer: me haviam dado por morto. Ali me juntei com os que haviam rendido às dez da manhã. E vimos como às três da tarde nós havíamos deixado de combater. Quando vimos a bandeira branca estendida no mastro, a maioria ficou chorando.
Desde o edifício do comando da Brigada 10, o general Oscar Jofre e o coronel Felix Aguiar, segundo comandante da Brigada 10 enviavam mensagens para abandonar essa posição; em qualquer momento podia haver um ataque aerotransportado inimigo que impediria facilmente a retirada até à cidade.
O comandante das Guardas Escocesa e Galesa, declarou o seguinte: "Não há dúvida de que os homens que nos opuseram eram soldados tenazes e competentes, e muitos foram mortos em seus postos". (Veja Paul Eddy e Magnus Linkater, Um lado da moeda, Buenos Aires, Hispamerica, página 382)
Foi o próprio capitão Robacio quem buscou e reconheceu os mortos do BIM 5 no monte Tumbledown que havia sido muito atingido pela artilharia britânica.
Nessa noite houve uma grande manifestação em Buenos Aires exigindo a não rendição; não é possível inflamar uma sociedade como fez a Junta, e logo pretender que não reaja. Galtieri proibiu a Menéndez que se rendesse. Desde o continente, a maltratada Força Aérea Argentina ainda tenta dar os seus últimos golpes. Há um último plano peruano de paz em marcha.
Agora que a frente militar estava próximo do golpe, o major Carrizo Salvadores tratava de aproveitar o impulso para contra-atacar com alguns soldados do Regimento 7. Conta o soldado Horacio Cañeque:
"O major ia ao flanco da fila. Por momentos estava na ponta da coluna. Às vezes se perdia atrás, verificando se tudo estava em ordem. O capitão Raúl Daneri ia em frente… Nisso estamos quando nos chega desde a obscuridade do caminho um grupo numeroso de soldados. Vem caminhando rápido, e muitos se confundem com nossa improvisada companhia. Tem cansaço, temor e esperança nesses olhos. Há abraços de amigos que não pensavam voltar a ver. Tem fuzis e carregadores cheios retirados do meio do caminho. …O major gritava em vão tratando de fazer ouvir. Viu que pouco ficava por fazer, porém não se resignava. Gritei duas vezes assim: "os que queiram voltar, os que queiram, que me sigam", e encarou até Wireless Ridge sozinho, sem olhar para trás.
Os sete Rayos saímos atrás dele. Sentíamos que era uma loucura porém não podíamos deixá-lo só. Alejandro Rosas e Luis Cunningham haviam jogado seus rádios ao diabo. Agora traziam somente seu fuzil. Nos acompanharam vinte soldados e um par de suboficiais. Um deles era o sargento Pedro Villarreal, que havia sido meu chefe do grupo no período de instrução, o início do meu serviço militar. Senti orgulho de que o homem que me havia ensinado tudo o que eu sabia da guerra ao vir às Malvinas, estivera comigo nesses momentos. …Em pouco tempo, os ingleses fizeram saber de sua presença. … Não tínhamos cobertura e os ingleses atiravam intensamente, parece que também com metralhadoras 12,7 mm ou algo assim… A terra parecia ferver ao nosso redor.
Foi um outro ato desesperado e valente. Porém, não tiveram sorte. Foram rechaçados. Porque os paraquedistas britânicos já haviam conquistado Wireless Ridge, e desde ali fizeram a cena. Com o major foram os sete Rayos (os integrantes de seu pelotão de comando) Horacio Caneque, Gabriel García, Carlos Connell, Fernando Magno, Luis Cunningham, Daniel Cesar Maltagliatti e Alejandro Rosas. (Veja *)
Porém quando os britânicos decidem avançar ante o contra-ataque argentino, não encontram mais resistência. É o resultado de quatro dias de operações psicológicas executadas pelo coronel Mike Rose, do SAS, e o capitão Rod Bell, tradutor. Estavam desde o dia 10 falando com Menéndez pelo rádio, ganhando sua confiança e insistindo a rendição «com dignidade e honra». O 2 PARA entra nos arredores de Puerto Argentino com suas boinas em vez dos casacos de combate e tremulando bandeiras britânicas. No dia 23, o comandante das forças britânicas Jeremy Moore chega no helicóptero a Puerto Argentino e conversa com Menéndez. Quando o primeiro mostra ao segundo os documentos de rendição, Menéndez declara de imediato a palavra «incondicional». Não era isso o pactuado durante as conversações secretas de rádio dos dias anteriores.
Faz uma breve continência e abaixa a mão, o general Mario Benjamín Menéndez se rende nas ilhas Malvinas ao general Jeremy J. Moore às 23h59min do dia 14 de junho de 1982, sendo testemunha o coronel Pennicott. Os 8 000 soldados argentinos são desarmados e concentrados no aeroporto na qualidade de prisioneiros de guerra. O inverno austral esfria. Faz muito frio."

No dia 15 de Junho de 1982, a bandeira colonial britânica é mastrada de novo no edifício do governo das ilhas Malvinas.

Quando as notícias chegam a Buenos Aires, produzem-se importantes manifestações populares que são reprimidas pela Junta, perdendo assim o pouco apoio que os ficava entre a população sensível a seu discurso nacionalista e patriótico. Durante o dia 15, o resto das unidades argentinas presentes no arquipélago entregam as suas armas. No dia 20, cinco navios britânicos fazem ato de presença nas ilhas Sandwich do Sul e a guarnição de Thule se rende sem luta. Todos os prisioneiros são repatriados durante o mês seguinte.

## As consequências

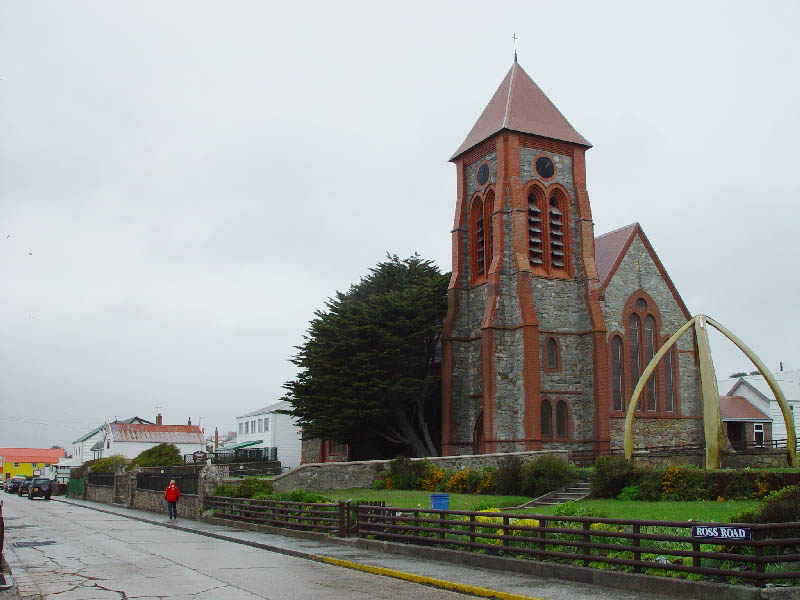
Port Stanley (Porto Argentino) em 2002. Catedral da Igreja de Cristo.

Um quarto de século depois, a normalidade reina nas Ilhas Malvinas (Falkland Islands em inglês). Para sua população, a guerra de 1982 não era mais do que uma funesta recordação. Não obstante, anos depois de firmadas todas as pazes, estreitadas todas as mãos e caídos todos os políticos que a protagonizaram, alguns indícios permitem observar que não se trata de mais um domínio colonial. A guarnição britânica no arquipélago é singularmente numerosa, as pistas do pequeno aeroporto adquiriram tamanhos típicos de um aeroporto internacional e um discreto dispositivo antiaéreo e naval varre apazivelmente mares e céus.
Para o povo britânico e a opinião pública internacional, a «questão das Malvinas» está essencialmente resolvida. Entre o povo argentino, por outro lado, perduram aqueles que seguem considerando que as Malvinas são, em justo direito, argentinas. Sem dúvida, não parece que este desejo pode conduzir de novo a uma guerra, ao menos em tempos próximos.
A Guerra das Malvinas foi o primeiro conflito aeronaval moderno em que se enfrentaram armas de alta tecnologia. Foi um enfrentamento entre duas nações ocidentais, ambas aliadas dos Estados Unidos na Guerra Fria. Violaram tratados, cometeram excessos, houve guerras secretas paralelas. A Guerra das Malvinas teve consequências.

### Consequências militares
|                         | Perdas argentinas | Perdas britânicas |
| ----------------------- | ----------------- | ----------------- |
| Navios de guerra:       |                   |                   |
| Afundados:              | 4                 | 6                 |
| Gravemente danificados: | 1                 | 15                |
| Navios de apoio:        | 6                 | 9                 |
| Aviões de guerra:       | 58                | 11                |
| Aviões de apoio:        | 2                 | 3                 |
| Helicópteros:           | 2                 | 21                |
| Vidas humanas:          | 649               | 258               |
| Feridos:                | 1 068             | 777               |

- A Guerra das Malvinas revelou que, em termos costeiros, a guerra aeronaval não havia mudado muita coisa desde a Segunda Guerra Mundial. A maioria dos navios afundados se perderam nas mãos de aviões realizando «rasantes» com bombas, foguetes e canhões. Tal fato afirmou a importância da implementação de poderosos meios de defesa antiaérea nos navios das próximas décadas.
- O míssil já era uma arma apreciada em 1982, porém, a partir desse momento adquiriu uma relevância enorme tanto em suas variantes, tanto aéreas, como de superfície. Em particular, a letalidade demonstrada pelos Exocet, na luta antinavio, e pelos Sidewinder, em combate aéreo, influenciou decisivamente na mentalidade militar mundial. Todos os navios de guerra posteriores a 1982 levam algum tipo de defesa antimíssil.
- Se pôs em evidência que o conceito de «projeção de força» era especialmente válido, pois podem produzir conflitos imprevistos que não se liberam nas imediações do próprio território ou países aliados.
- Ficou nitidamente demonstrada a eficácia dos submarinos modernos na hora de conter uma frota inimiga. A carência de submarinos modernos por parte da Argentina, e sua grande disponibilidade por parte do Reino Unido, foi decisiva para conceder a este último o domínio marítimo na guerra.
- A vulnerabilidade dos navios britânicos frente aos ataques aéreos argentinos resultaram em um duro ensinamento, não só para o Reino Unido, mas também para quase todas as forças navais do mundo, que vieram a necessidade de modernizar os radares e as defesas contra mísseis de seus navios com novas proteções, como o sistema de defesa de área.[23]
- demonstrou-se que caças modernos subsônicos com eletrônica de ponta e pilotos bem preparados (Harrier britânicos) eram superiores aos caças supersônicos de alta velocidade com uma eletrônica mais antiga e pilotos menos treinados (Mirage argentinos). Os Harriers impuseram superioridade aérea no primeiro combate de caças a jato da América Latina.
- O conflito deixou as Forças Armadas Argentinas debilitadas em equipamento, pessoal e moral. Perdeu a supremacia na região e, com a perda de prestígio da cúpula militar, as verbas e gastos militares foram mais controlados nos anos seguintes.
- Mostrou-se claramente que a superioridade de treinamento dos recursos humanos é decisiva para a vitória. Foi o princípio do fim dos exércitos de recrutamento obrigatório, um processo de desaparecimento ainda em curso, e o crescimento dos exércitos profissionais altamente especializados.

### Consequências políticas e históricas
- Desde a Guerra das Malvinas, nenhuma nação ousou disputar uma grande potência por uma possessão colonial. A partir deste ponto de vista, o conflito contribuiu a um maior grau de estabilidade internacional, como também ao reforço de políticas neocoloniais que aspiram a modificar o status quo por meios mais sutis.[24][25]
- A guerra piorou ainda mais a situação econômica argentina, e significou um severo golpe para o moral do país, do que tardaria muito a recuperar-se. Leopoldo Galtieri caiu e teve que renunciar a presidência três dias após a derrota, sendo substituído por Alfredo Oscar Saint-Jean, que por sua vez foi suplantado duas semanas depois por Reynaldo Bignone. Porém, a Junta Militar estava ferida de morte. Um ano e meio depois, o último militar entregava o poder a Raúl Ricardo Alfonsín, primeiro presidente eleito democraticamente desde o golpe de Estado de 1976. A democratização da Argentina foi, talvez, a única consequência política positiva da Guerra das Malvinas.
- O setor da sociedade que antes havia apostado sempre nos militares para que consertassem as coisas quando estas iam mal, começou a pensar que eles careciam na realidade de habilidades políticas, com isso, a mentalidade golpista foi se dissolvendo na Argentina durante os anos seguintes.
- No Reino Unido, a vitória tirou o governo de Margaret Thatcher do atoleiro em que se encontrava por suas duras políticas sociais de porte neoliberal, e ganhou as eleições de 1982 com a mais ampla maioria que havia tido um candidato desde 1935. Isto lhe permitiu enfrentar com muita força todos os conflitos, com o apoio de amplas camadas da população, derivados das políticas mencionadas que se produziram nos anos seguintes e continuar no poder até 1990.
- Pelo contrário, a Guerra das Malvinas reforçou a «relação especial» entre os Estados Unidos e o Reino Unido, dando lugar a um atlantismo extremo que em tempos recentes havia significado profundas divisões no processo de construção da União Europeia. Não obstante, os Estados Unidos votaram em novembro de 1982 a favor de uma resolução das Nações Unidas, juntando as partes para renegociar o conflito. Por sua parte, o resto dos países da União Europeia declarou sanções à Argentina, enquanto a guerra terminou. Havia mais mísseis e fragatas para vender.
- Na atualidade, as relações entre a Argentina e o Reino Unido podem qualificar-se de regulares. Há um «parêntese de silêncio» sobre a questão malvinense. Em 1985, Londres concedeu aos habitantes o direito a autodeterminação; tendo em conta que estes são e se sentem britânicos em sua imensa maioria, não parece que isso significa grande coisa. Em 1990, se restabeleceram as relações diplomáticas entre ambos os países. Em 1999, foi retirada do aeroporto de Buenos Aires a placa «Las Malvinas son nuestras» (As Malvinas são Nossas). *Voltaram os voos regulares entre a Argentina e Puerto Argentino/Port Stanley (o que a grande quantidade de argentinos continua chamando de Puerto Argentino). Em 2001, o Primeiro Ministro britânico Tony Blair visitou oficialmente a Argentina. Os arquipélagos seguem nas mesmas mãos que estavam no dia anterior ao início do conflito. As relações bilaterais são igualmente cordiais.
- Graças à neutralidade do Brasil na guerra, a Argentina começou a deixar de ver o país vizinho como um potencial perigo bélico.

Os centros de veteranos indicam que desde o fim da guerra, mais de 450 ex-soldados suicidaram-se por estarem mergulhados em profundo estado de depressão.
Esse número é superior ao de soldados mortos em batalhas nas ilhas, que foram um total de 326; outros 323 morreram quando um submarino britânico torpedeou o cruzador General Belgrano.

### Os segredos não contados
Usualmente, os governos só vão manter secretas durante 25 ou 30 anos certas informações delicadas para a opinião pública. No caso das informações classificadas nas mãos do Estado britânico acerca da Guerra das Malvinas, uma vez finalizado o conflito, «o governo desse país decretou que sua publicação somente poderá realizar-se no ano 2082».
Em 2005, no programa Informe Especial, veio à luz o apoio que o Chile prestou ao Reino Unido. Um dos membros da Junta Militar do Chile, o general Fernando Matthei, afirmou que o Chile apoiou secretamente o Reino Unido e fez todo o possível para que a Argentina perdesse a guerra. Aviões britânicos com insígnias chilenas sobrevoavam a Patagônia chilena e usavam bases chilenas como centros de operações. Ademais, um grande número de soldados chilenos foram trasladados para o sul do Chile, alarmando a Argentina e fazendo com que as tropas argentinas se transferissem para essa zona.
Se supôs que o Peru não somente apoiou diplomaticamente a Argentina, como também apoiou militarmente com ações de inteligência e os temíveis mísseis Exocet de fabricação francesa, apetrechos militares e remédios, aliás, o Peru mobilizou a sua frota naval ao sul, fronteira que compartilha com o Chile com o propósito de neutralizar o movimento militar Chileno à Patagônia, as forças armadas peruanas estavam postas para entrar em ação se o Chile tomasse parte do conflito. Peru foi um dos poucos aliados da Argentina que a apoiou abertamente durante o conflito.
Arquivos secretos mostram que o governo brasileiro alertou os EUA que não aceitaria que tropas britânicas atacassem a região continental da Argentina durante a Guerra das Malvinas. O documento narra dois encontros em maio de 1982 entre os então presidentes do Brasil, general João Baptista Figueiredo, e dos EUA, Ronald Reagan, além do secretário de Estado dos EUA, Alexander Haig. A primeira conversa, no dia 11 de maio, na Blair House – a casa de hóspede oficial do presidente dos EUA, Figueiredo encontra-se apenas com Haig, numa preparação para a reunião presidencial, dois dias depois, com Reagan.
Tanto ele quanto Haig lamentam que a disputa pelas Malvinas – que os britânicos chamam de Falklands – tenha se tornado um conflito militar e tentam operar como moderadores. Mas Figueiredo avisa que as consequências poderiam ser muito piores se os britânicos terminassem por combater em solo continental, em vez de apenas no Arquipélago das Malvinas.
O general brasileiro dá a entender que essa situação não seria aceita na América do Sul e o Brasil poderia até mesmo se posicionar militarmente ao lado dos vizinhos.
Segundo o documento, ao término do encontro, Haig perguntou a Figueiredo se “haveria algo que pudesse dizer ao presidente Ronald Reagan” como preparação para o encontro do dia seguinte.
Segundo o relato do arquivo, “o presidente Figueiredo, em resposta, disse que só tinha uma preocupação, qual seja a do fato consumado de que a Inglaterra promova ação no continente, o que teria repercussões desastrosas na América do Sul”.
O documento deixa claro que “o presidente Figueiredo assinalou a necessidade de que essa hipótese seja evitada a todo custo”. O receio brasileiro era que um ataque desse tipo, representando invasão de território sul-americano por um país europeu, provocasse forte reação popular contrária.

### A ameaça nuclear contra a Argentina
Em Dezembro de 2005, apareceu o livro Rendez-vous: La psychanalyse de François Mitterrand (ISBN 2-02-029760-4), escrito por Ali Magoudi, que havia sido psicanalista do presidente francês François Mitterrand entre 1982 e 1993. No livro, Magoudi afirma que o presidente francês havia revelado que, durante a guerra das Malvinas, a primeira ministra britânica, Margaret Thatcher, ameaçou lançar um ataque nuclear contra a Argentina se a França não cedesse os códigos de desativação dos mísseis Exocet que ela havia vendido à Argentina ("Que mulher mais terrível, esta Thatcher. Com seus quatro submarinos nucleares destacados no Atlântico Sul, ameaça lançar mísseis nucleares contra a Argentina, a menos que o proporcione com os códigos secretos que deixariam os mísseis que vendemos surdos e cegos aos argentinos"). Questionado sobre a veracidade da afirmação de Mitterrand, Magoudi insistiu em que todas as citações atribuídas a Mitterrand no livro são autênticas, porém não pode garantir a veracidade das afirmações do presidente.
Dois anos antes da guerra, o Partido Trabalhista britânico inquiriu se o Reino Unido havia enviado um submarino à ilha de Ascensão como apoio para um ataque nuclear contra a cidade de Córdoba, em caso de a guerra ir mal. Os almirantes a cargo da Armada Real o negaram.

### O uso de cargas de profundidade nucleares
Em 2003, o Reino Unido reconheceu que sua frota durante a Guerra das Malvinas havia contado com cargas de profundidade nucleares. O presidente argentino Néstor Kirchner exigiu que o Reino Unido apresentasse desculpas à Argentina pelo "lamentável e monstruoso ato" de empregar armas nucleares em seus navios de guerra.

## Forças Argentinas na Guerra das Malvinas
Junta Militar da Argentina
- Exército Argentino: Tenente-General Leopoldo Galtieri, Presidente.
- Armada da República Argentina: Almirante Jorge Anaya
- Força Aérea Argentina: Brigadeiro General Basilio Lami Dozo

Operação Rosario - 2 de abril
Vice-almirante Juan Lombardo
Força de Tarefas 20 Capitão de Navio José Sarcona
- Porta-aviões ARA Veinticinco de Mayo (ex HMS Venerable)
- Destróier ARA Comodoro Py (ex USS Perkins)
- Destróier ARA Hipólito Bouchard (ex USS Borie)
- Destróier ARA Piedrabuena (ex USS Collet)
- Destróier ARA Comodoro Seguí (ex USS Hank)
- Navio petroleiro ARA Punta Médanos

Força de Tarefas Anfíbia 40 Contra-almirante Jorge Allara
Grupo de Tarefas 40.1 Contra-almirante de Fuzileiros Navais Carlos Busser
- 2o. Batalhão de Fuzileiros Navais. c. 700 homens em Puerto Argentino/Port Stanley
- 20 veículos anfíbios LVTP-7 Amtraks

Grupo de Tarefas 40.2 Capitão de Mar e Guerra Alejandro Estrada
- Navio de desembarque de tanques ARA Cabo San Antonio (ex USS LST 1171)
- Quebra-gelos ARA Almirante Irizar
- Transporte ARA Isla de los Estados

Grupo de Tarefas 40.3 Capitão de Fragata Molina Pico
- Destróier ARA Santísima Trinidad (Tipo 42 '80)
- Destróier ARA Hércules (Inglaterra '76)
- Corveta ARA Drummond (Francia ’78)
- Corveta ARA Granville (França ’82)

Grupo de Tarefas 40.4 Capitão de Corveta Alberto Bicain
- Submarino ARA Santa Fe (ex USS Catfish)
- Mergulhadores táticos cerca de 102 homens.

2a. Esquadrilha Aeronaval de Helicópteros: 5 S-61D SeaKing
Geórgia do Sul. - 3 de abril
Grupo de Tarefas 60 Capitão de Mar e Guerra Carlos Trombeta
- Quebra-gelos ARA Bahía Paraíso
- Transporte ARA Bahía Buen Suceso
- Corveta ARA Guerrico (França ’78 - danificada)
- 100 homens do 2o. Batalhão de Fuzileiros Navais
- 1 Alouette III (danificado) e 1 Puma do Exército (perdido)

### Teatro de Operações das Malvinas
General de Brigada Mario Menéndez (Governador)
Exército Argentino:
Puerto Argentino/Port Stanley - General de Brigada Oscar Joffre - cerca 8 000 homens.
- 10a. Brigada de Infantaria Mecanizada com os 3o., 4o., 6to, 7o. e 25o. Regimentos: cerca de 5 000 homens.
- Grupo de Artilharia com três canhões de 155mm e 30 canhões de 105mm.
- Comandos do 601º Grupamento Antiaéreo com canhões de 20mm, 30mm e de 35mm e mísseis Roland, Tigercat e Blowpipe.
- Esquadrão de Reconhecimento de Cavalaria Blindada com doze Panhards.
- 9º Batalhão de Engenheiros.
- 181ª Companhia de Polícia Militar

Ilhas Malvinas sem Puerto Argentino/Port Stanley - General de Brigada Omar Parada:
Ilha Soledad:
Goose Green cerca de 1 000 homens
- 3a. Brigada de Infantaria Mecanizada com o 12o. Regimento.
- elementos do 601º Grupo Antiaéreo.
- Bateria "B" de Artilharia de 3 canhões de 105mm

Ilha Grande Malvina:
Port Howard cerca de 800 homens
- III Brigada de Infantaria Mecanizada com o 5o. Regimento.
- elementos de engenheiros do 9o batalhão.

Fox Bay - cerca de 900 homens
- III Brigada de Infantaria Mecanizada com o 8o. Regimento.
- elementos de engenheiros do 9o batalhão.

Comando de Aviação do Exército Argentino: 601o. Batalhão de helicópteros
- 2 Chinook CH-47C, 1 perdido, 1 capturado.
- 5 Puma SA.330L, todos perdidos.
- 3 Agusta A-109A Hirundo, 1 perdido, 2 capturados.
- 9 Iroquois UH-1H, todos capturados.

Armada da República Argentina ARA:
- Transporte ARA Isla de los Estados, afundado
- Transporte ARA Bahía Buen Suceso, afundado
- Transporte Río Carcarañá, afundado
- Aviso ARA Alférez Sobral (ex-USS Salish), danificado
- Aviso ARA Comodoro Somellera

Infantaria da Marinha:
- 5º Batalhão de Fuzileiros Navais c. 800 homens em Montes William e Tumbledown.

Comando da Aviação Naval Argentina COAN:
- 1ª Esquadrilha de Ataque: 6 Aermacchi MB.339 em Puerto Argentino/Port Stanley, 2 perdidos, 3 capturados.
- 4ª Esquadrilha de Ataque: 4 Mentor T-34C em Ilha Borbón, todos perdidos.

Força Aérea Argentina FAA:
- Westinghouse AN-TPS43 sistema de Radares de Vigilância em Puerto Argentino/Port Stanley
- 3º Grupo de Ataque: 24 IA-58 Pucará, aviões de ataque em Puerto Argentino/Port Stanley, Goose Green e Ilha Borbón, 13 perdidos, 11 capturados.
- 7º Grupo Aéreo de Helicópteros: 2 Bell 212 helicópteros, todos capturados.
- 7º Grupo Aéreo de Helicópteros: 2 Chinook CH-47C.

Guarda Nacional Argentina GNA:
- Seção de Forças Especiais, quadro esquadrões.

Prefeitura Naval Argentina PNA:
- Lancha costeira GC-82 Islas Malvinas, capturado.
- Lancha costeira GC-83 Río Iguazú, afundado
- 1 Puma SA.330L, capturado.
- 2 Skyvan 3-M de transporte leve em Ilha Borbón, todos perdidos.

### Força Aérea Sul
Brigadeiro Ernesto Crespo
Força Aérea Argentina FAA:
- 1º Grupo de Transporte Aéreo: 9 Hercules C-130 baseados em Comodoro Rivadavia, 1 perdido.
- 1º Grupo de Transporte Aéreo: 12 Fokker F-27 Friendship e 6 F-28 Fellowship, de El Palomar.
- 1º Grupo de Transporte Aéreo: 1 Boeing 707 (utilizado em missões de reconhecimento de longo alcance) baseado em Comodoro Rivadavia, El Palomar e Ezeiza.
- 2º Grupo de Bombardeio: 8 Canberra baseados em Trelew, 2 perdidos.
- 3º Grupo de Ataque: 11 IA-58 Pucará baseados em Comodoro Rivadavia, 1 perdido.
- 4º Grupo de Caça: 15 Skyhawk A-4C baseados em San Julián, 9 perdidos.
- 5º Grupo de Caça: 24 Skyhawk A-4B baseados em Río Gallegos, 10 perdidos.
- 6º Grupo de Caça: 20 IAI M-5 Dagger baseados em Río Grande e San Julián, 11 perdidos.
- 8º Grupo de Caça: 17 Mirage IIIEA baseados em Comodoro Rivadavia e Río Gallegos, 2 perdidos.
- 9º Grupo de Transporte Aéreo: DHC-6 Twin Otter baseados em Comodoro Rivadavia.
- Grupo Aerofotográfico: Learjets baseados em Comodoro Rivadavia e Río Gallegos, 1 perdido.

Comando da Aviação Naval Argentina COAN:
- 1ª Esquadrilha de Abastecimento Logístico Móvel: 3 L-188 Electra baseados em Río Grande.
- 2ª Esquadrilha de Abastecimento Logístico Móvel: 3 F-28 Fellowship baseados em Río Grande.
- 2ª Esquadrilha de Caça e Ataque: 5 Super Étendard baseados em Río Grande.
- 3ª Esquadrilha de Caça e Ataque: 8 Skyhawk A-4Q do ARA 25 de Mayo baseados posteriormente em Río Grande, 3 perdidos.
- Esquadrilha de Exploração: 2 SP-2H Neptune baseados em Bahía Blanca e Río Grande

Prefeitura Naval Argentina:
- Unidades de Busca e Resgate CSAR: 2 aviões (Turboélices) Short Skyvan, e 2 helicópteros Puma SA330, baseados em Río Grande.

Aviões civis:
- Esquadrão Fénix: 30 aviões (bimotores): Gates Learjet, Cessna Citation, Hawker Siddeley HS-125 Commander 690 e Mitsubishi MU-2.
- Aerolíneas Argentinas: Boeing 737

### Teatro de Operações do Atlântico Sul
Vice-Almirante Juan Lombardo
Armada da República Argentina ARA:
Grupo de Tarefas 79.1 Contra-Almirante Jorge Allara
- Porta-aviões ARA Veinticinco de Mayo Capitán de Navío José Sarcona
- Destróier ARA Santísima Trinidad
- Destróier ARA Hércules
- Navio petroleiro ARA Punta Médanos

Grupo de Tareas 79.2 Capitão de Mar e Guerra Juan Calmon
- Corveta ARA Drummond
- Corveta ARA Granville
- Corveta ARA Guerrico

Grupo de Tareas 79.3 Capitão de Navio Héctor Bonzo
- Cruzador ARA General Belgrano, afundado.
- Destróier ARA Hipólito Bouchard
- Destróier ARA Piedra Bueno
- Navio petroleiro ARA Punta Delgada

Força de Submarinos:
- Submarino ARA Santa Fe, avariado.
- Submarino ARA San Luis

Outros:
- Quebra-gelos ARA Almirante Irizar
- Navios espiões María Alejandra, Constanza e Capitán Canepa.
- Buque espiões Narwal, afundado.

Comando da Aviação Naval Argentina COAN:
- 3a. Esquadrilha de Caça e Ataque: 8 Skyhawk A-4Q do ARA 25 de Mayo.
- Esquadrilha Antissubmarino: 6 S-2E Tracker del ARA 25 de Mayo
- 1a. Esquadrilha Aeronaval de Helicópteros: 10 Alouette III + 2 Sea Lynx. 1 Alouette III perdido a bordo do ARA General Belgrano e 1 Lynx do ARA Santísima Trinidad, destruído em acidente.
- 2a. Esquadrilha Aeronaval de Helicópteros: 5 S-61E Sea King do ARA 25 de Mayo.

Navios civis na MEZ:
- Navios mercantes da Argentina: Formosa e Mar del Norte.
- Navio mercante das Malvinas: Monsunen, capturado.
- Navios mercantes das Malvinas: Forrest y Penelope.

### Mortos do lado argentino
- Exército Argentino:

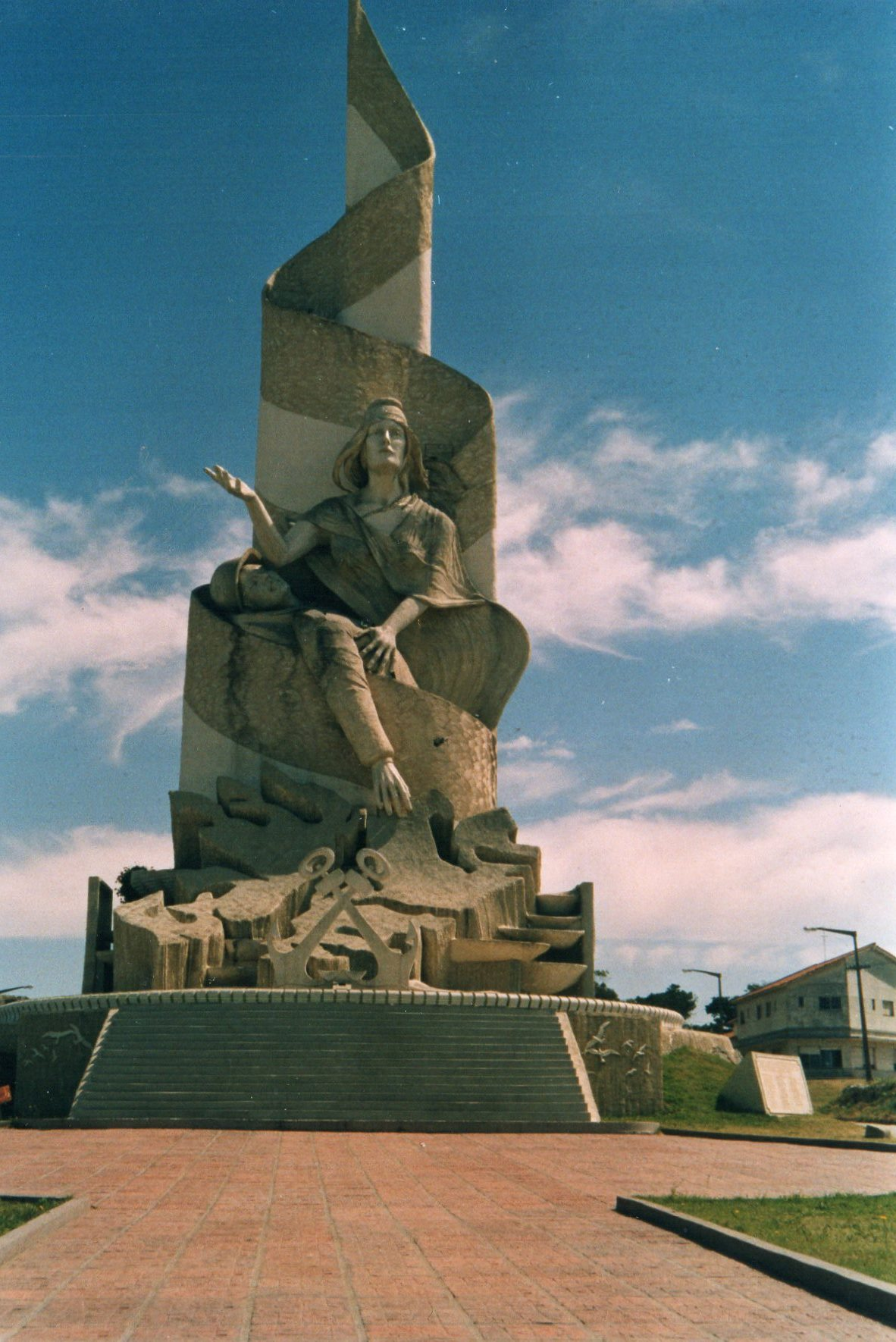
Gesta de Malvinas, monumento em memórias aos argentinos mortos, erguido na cidade de Quequén, província de Buenos Aires, em 1999.

  - 194 (16 oficiais, 35 suboficiais, 143 soldados recrutas)
- Armada da República Argentina:
  - 375 (ARA General Belgrano 321, ARA Alférez Sobral 8, ARA Santa Fe 1, ARA Guerrico 1, ARA Isla de los Estados 5, fuzileiros navais 34, Base das Ilhas Malvinas 1 e 4 pilotos do COAN)
- Força Aérea Argentina:
  - 55 (41 aviadores)
- Guarda Nacional Argentina:
  - 7
- Prefeitura Naval Argentina:
  - 2 (Río Iguazú 1)
- Agentes civis:
  - 16 (ARA Isla de los Estados 13, ARA General Belgrano 2 e Narwal 1)

649 homens
- Lista dos mortos, 1998.
- Lista dos mortos com Comandos

### Mortos do lado britânico

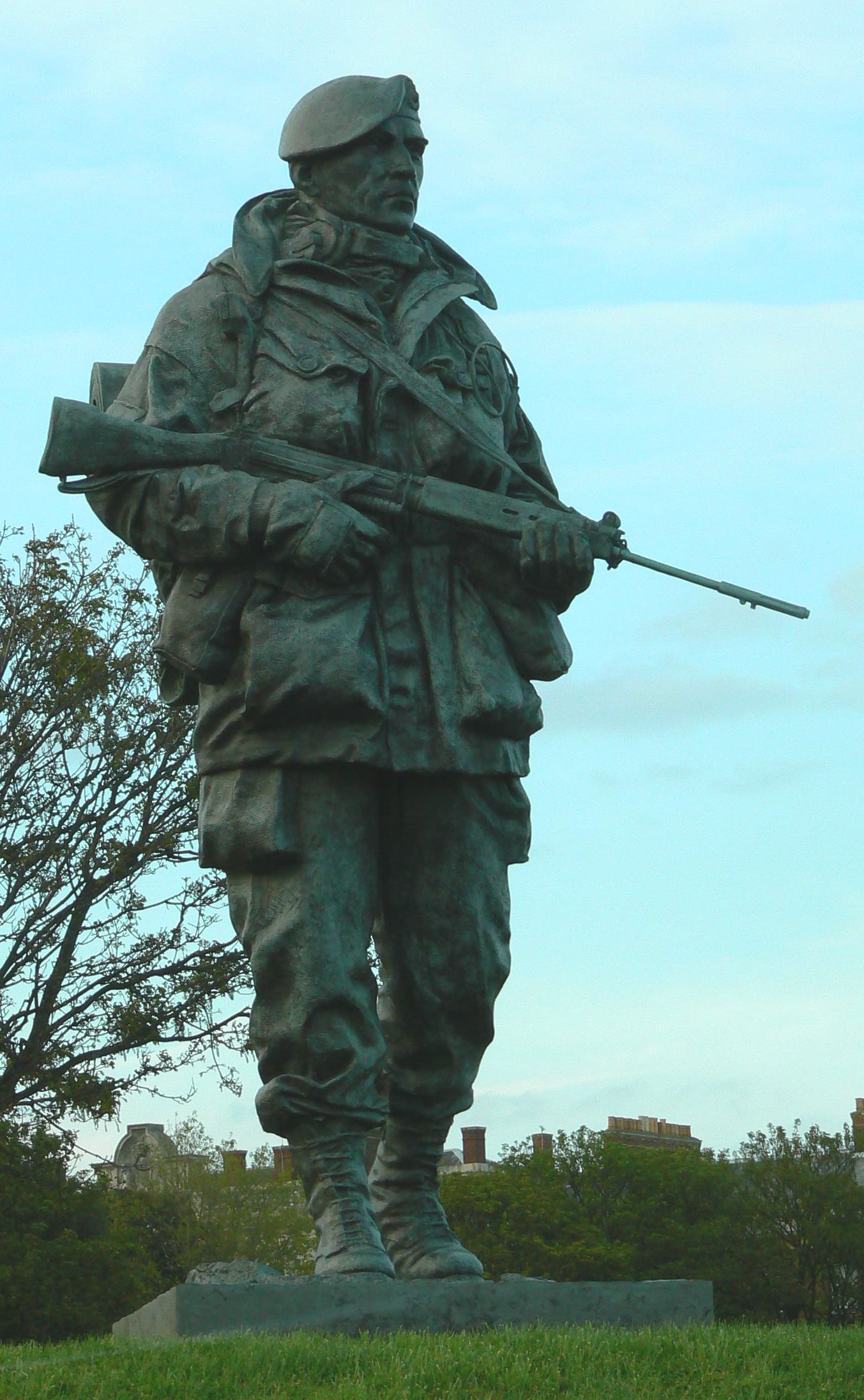
The Yomper ("O Marchador"), monumento em memória aos veteranos da Guerra das Malvinas, no Royal Marines Museum. A estátua representa um Royal Marine em marcha forçada ("yomp") portando um fuzil FN FAL.

- Exército Britânico: 123 (7 oficiais, 40 suboficiais).
  - Regimento de Paraquedistas: 39
  - Serviço Especial Aéreo: 19
  - A bordo dos navios RFA Sir Galahad e Sir Tristam: 43.
- Marinha Real Britânica (Royal Navy): 86
  - destróieres: HMS Sheffield 19, HMS Coventry 18, HMS Glamorgan 13, fragata HMS Ardent 22.
- Fuzileiros Reais (Royal Marines): 27 (2 oficiais, 14 suboficiais).
- Real Frota Auxiliar: 4. (RFA Sir Galahad e Atlantic Conveyor).
- Real Força Aérea Britânica: 1.
- Agentes civis: 14 (Atlantic Conveyor 8, RFA Sir Galahad e Sir Tristam 4).
- Moradores das Malvinas: 3 mulheres. (Sua casa foi destruída equivocadamente pelo HMS Avenger).

255 homens e 3 mulheres.
- Em inglês.

As cifras oficiais são duvidosas. Os registros próprios falam das seguintes cifras:
Aeronaves:
BAC Sea Harrier FRS.1: 6
BAC Harrier GR.3: 4
Boeing Chinook HC.1: 3
Westland Sea King HC.4/HAS.5: 5
Westland Wessex HAS.3/HU.5: 9
Westland Sea Lynx HAS.2: 3
Westland Scout AH.1: 1
Aérospatiale 342 Gazelle AH.1: 3
Total: 34
Navios afundados ou destruídos
Destróier tipo 42 classe Sheffield (D-80) HMS Sheffield.
Destróier tipo 42 classe Sheffield (D-118) HMS Coventry.
Fragata tipo 21 classe Amazon (F-184) HMS Ardent.
Fragata tipo 21 classe Amazon (F-170) HMS Antelope.
Navio logístico de desembarque (L-3005) RFA Sir Galahad.
Navio logístico de desembarque (L-3505) RFA Sir Tristam.
Porta-containers de grande porte Atlantic Conveyor.
Lancha de desembarque Foxtrot Four.
Total: 8
Navios avariados de consideração
Porta-aviões leve (R-05) HMS Invincible.
Porta-aviões leve (R-12) HMS Hermes. (*)
Destróier classe County (D-18) HMS Antrim.
Destróier classe County (D-19) HMS Glamorgan.
Destróier tipo 42 classe Sheffield (D-88) HMS Glasgow.
Destróier tipo 42 classe Sheffield (D-89) HMS Exeter.
Fragata tipo 22 classe Broadsword (F-90) HMS Brilliant.
Fragata classe Leander (F-56) HMS Argonaut.
Fragata tipo 21 classe Amazon (F-173) HMS Arrow.
Fragata tipo 12 classe Rothesay (F-126) HMS Plymouth.
Submarino classe Oberon (S-21) HMS Onyx. (acidente operacional)
Total: 11
(*) Embora não pôde ser confirmado oficialmente, o fato de que os aviões que operavam a partir do Hermes haviam deixado de fazê-lo desde o momento do ataque, oferece claros indícios de que pode haver sido danificado.
Navios avariados
Fragata tipo 22 classe Broadsword (F-88) HMS Broadsword.
Fragata tipo 21 classe Amazon (F-174) HMS Alacrity.
Fragata tipo 21 classe Amazon (F-172) HMS Ambuscade.
Fragata tipo 21 classe Amazon (F-185) HMS Avenger.
Navio de assalto anfibio (L-10) HMS Fearless.
Navio logístico de desembarque (L-3004) RFA Sir Bedivere.
Navio logístico de desembarque (L-3029) RFA Sir Lancelot.
Navio auxiliar de apoio classe Tide (A-76) RFA Tidepool.
Três navios não identificados.
Total: 11